# Seznam památek v Olomouci podle architektonických stylů

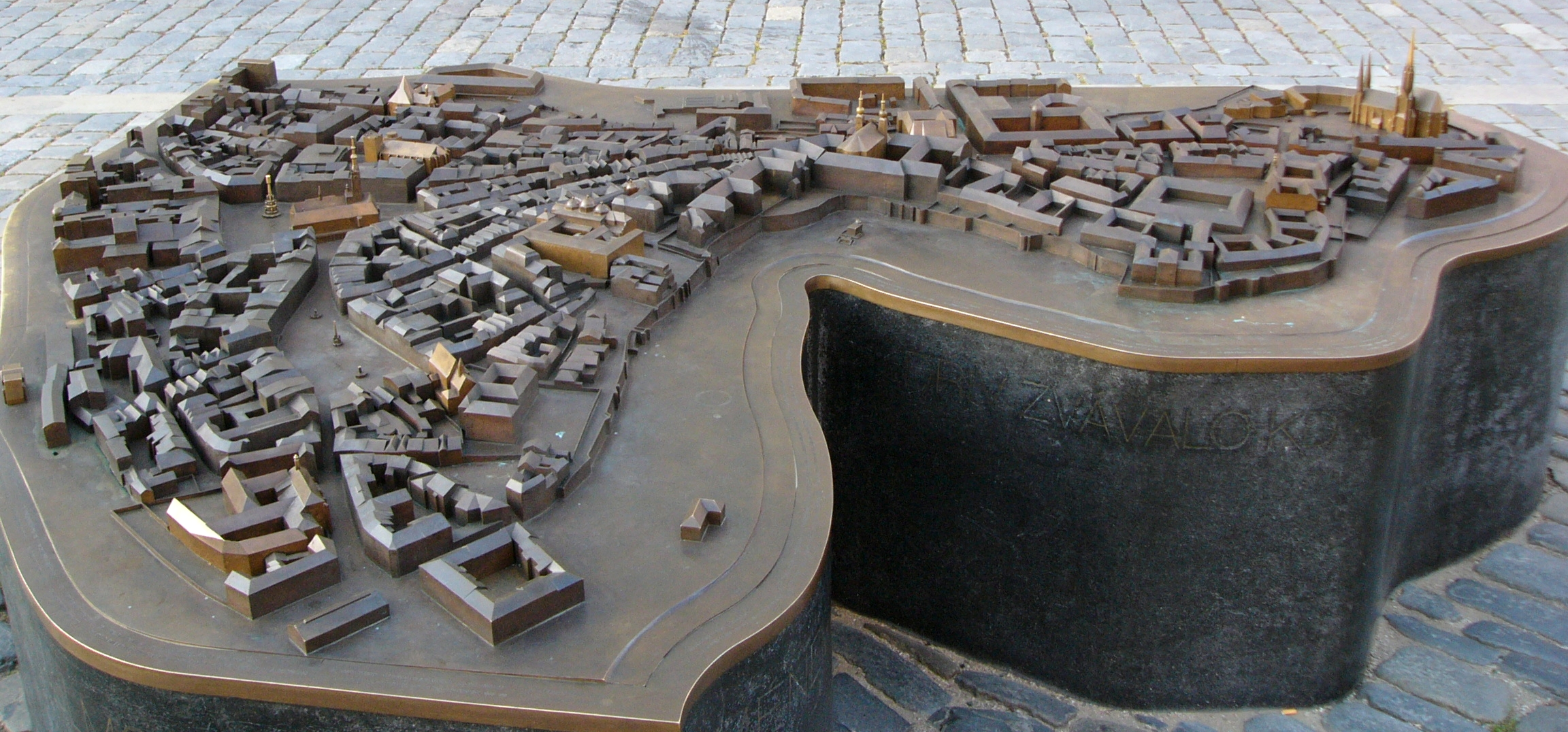
Městská památková rezervace – model historické části města přidaný na Horní náměstí během jeho úprav v letech 1998–2001

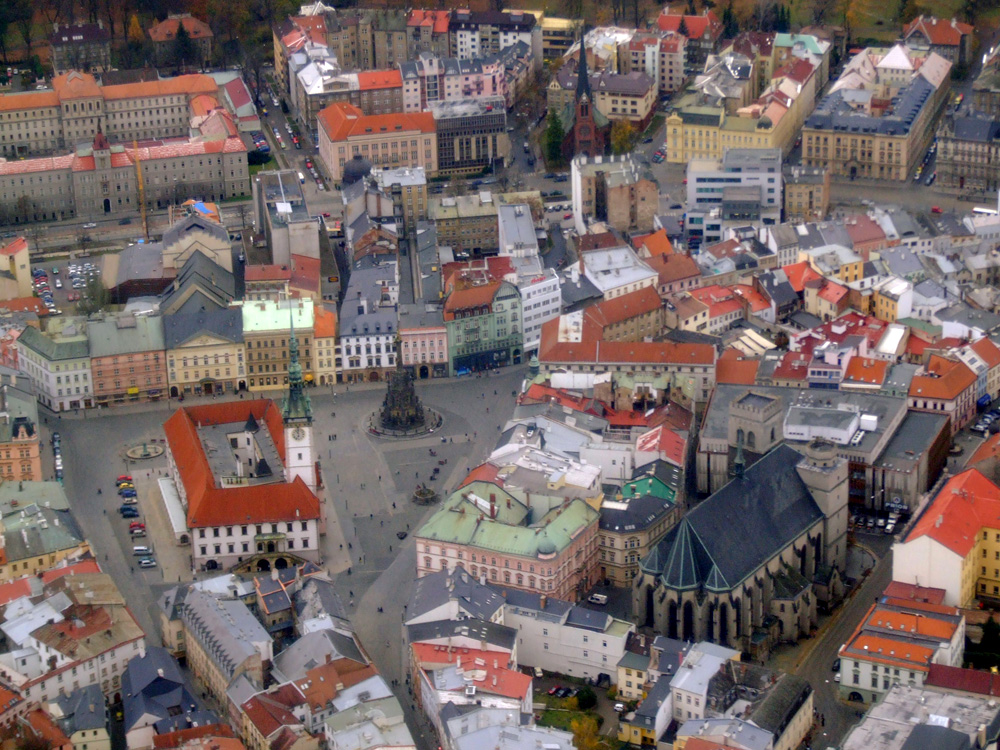
Část centra Olomouce s Horním náměstím

V architektuře města Olomouce jsou zastoupeny všechny architektonické styly, od románského slohu po současnost. Historická část města je od roku 1971 podle výnosu Ministerstva kultury ČSR čj. 6.489/71-II/2, o prohlášení historického jádra města Olomouce za památkovou rezervaci, chráněna jako městská památková rezervace (druhá největší památková rezervace v Česku).
Nejvýznamnější památkou na území města je sloup Nejsvětější Trojice zapsaný v roce 2000 na seznam světového dědictví UNESCO.
Národními kulturními památkami na území Olomouce jsou:
- areál Olomouckého hradu (1962) s katedrálou svatého Václava, Zdíkovým palácem a budovami kapitulního děkanství
- klášter Hradisko (1995)
- proboštský kostel svatého Mořice (1995)
- soubor barokních kašen a sloupů – sloup Nejsvětější Trojice, Mariánský sloup (1995)
- vila Primavesi (2010)
- poutní areál Svatý Kopeček u Olomouce s kostelem Navštívení Panny Marie (2018).

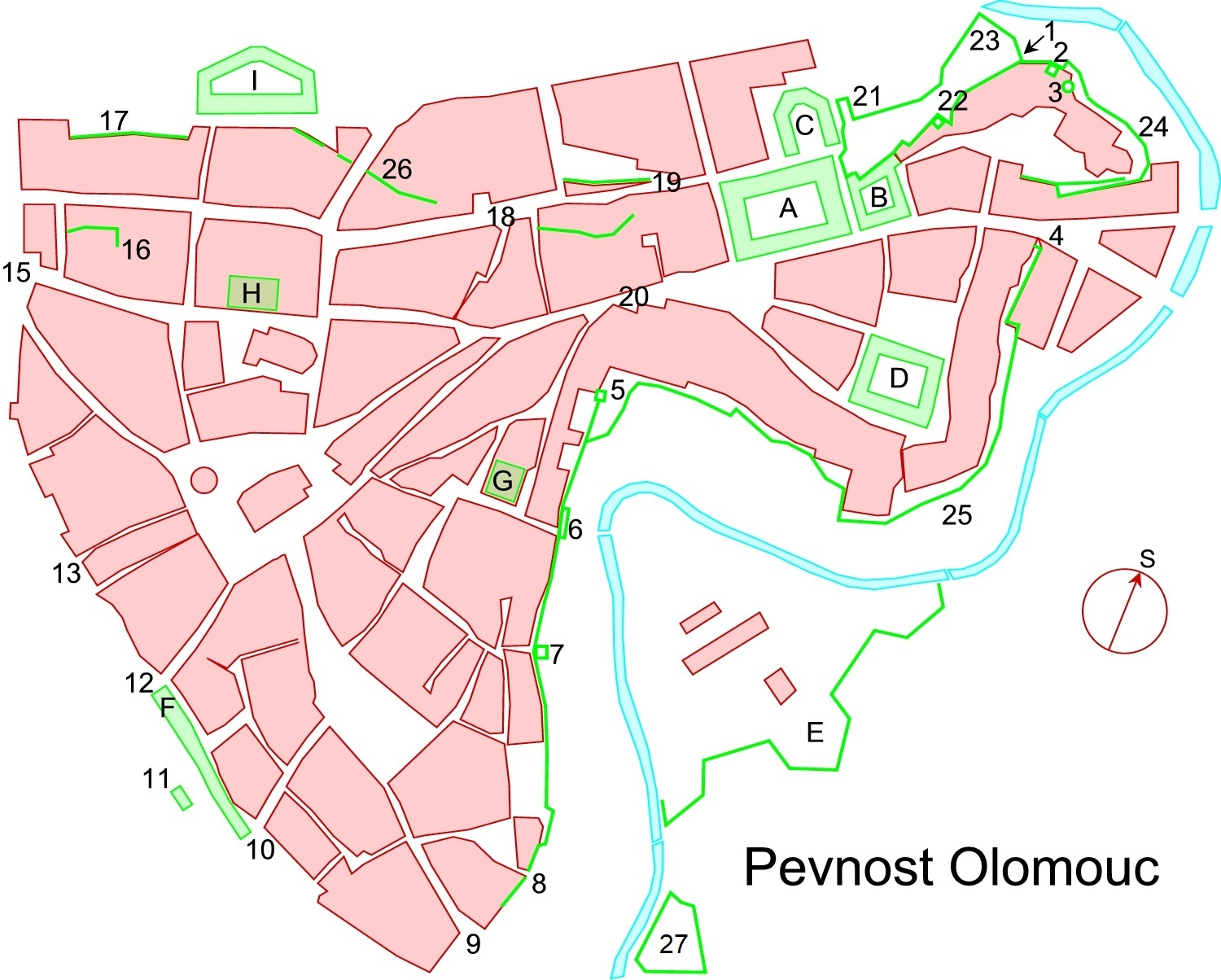
Mapa s vyznačenými památkami Olomoucké pevnosti

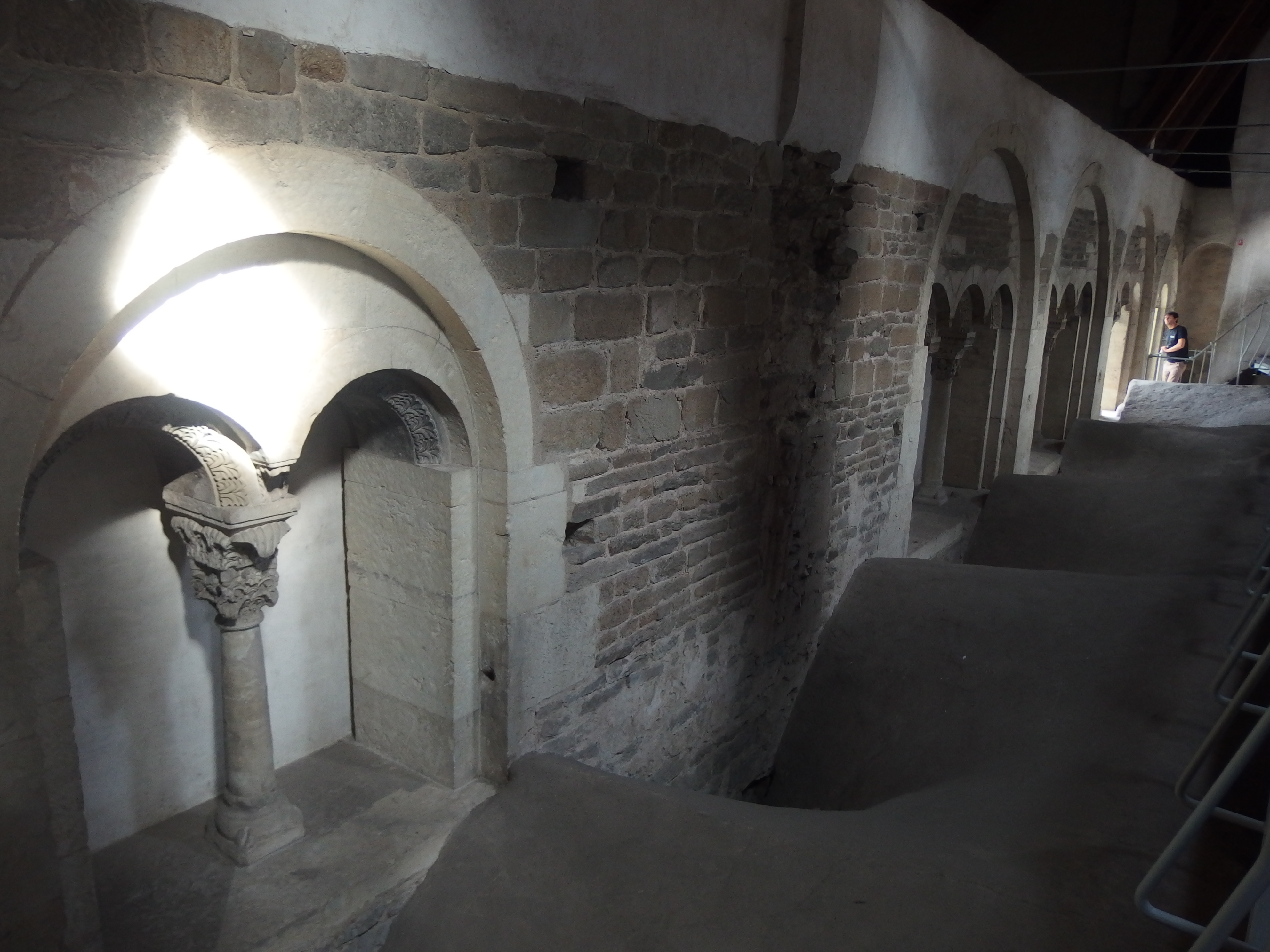
Zachovaná sdružená okna románského stylu s floristickou kamenickou úpravou. Nacházeli se v prvním patře paláce, určené pro biskupa a společný život kapituly.

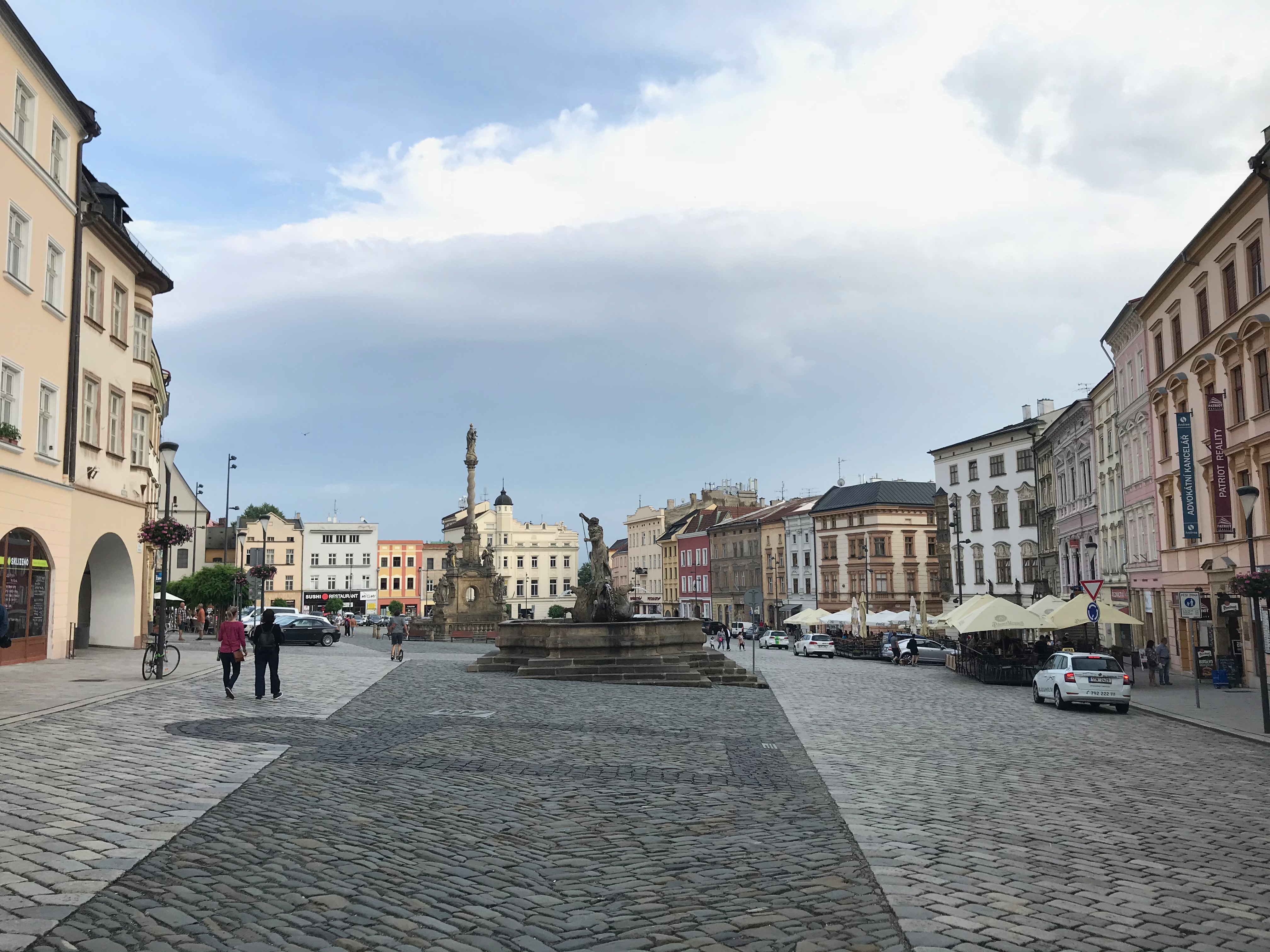
Dolní náměstí v popředí z tmavých kostek půdorys románské kaple

## Románská architektura (a starší)
- Základy římského pochodového tábora z období Markomanských válek v městské části Neředín. Jednalo se o přechodný tábor pravděpodobně pro část X. legie, která operovala za císaře Marka Aurelia z Vindobony a římské vojenské pevnosti u Mušova při snaze o vytvoření nové provincie Marcomannie.[3]
- Původní biskupský románský kostel sv. Petra v Olomouci (Podle tradice až z 9. stol., původní místo stavby nejasné, historické záznamy a přibližná lokace, bez archeologického potvrzení)[4]
- Základy kostela svaté Maří Magdaleny na Olomouckém hradě (pol. 11. stol., objeven při archeologickém průzkumu a dnes součástí Arcidiecézního muzea)
- Původní kaple sv. Michala, existují písemné zmínky, ale nikdy neobjeveny archeologické důkazy. (Podle tradice až z 10. stol.)
- Zdíkův palác (1130, dříve známý jako Přemyslovský)
- Okrouhlá obytná hláska z poloviny 12. století při Olomouckém hradě, jednalo se o první stavbu tohoto typu v České republice importovanou z Německa. Dnes se v ní nachází barokní kaple sv. Barbory.
- Základy a část půdorysu dnešní katedrály sv. Václava vycházejí z původní baziliky z roku 1141. Při přestavbě na konci 19. stol. byla objevena i původní románská krypta a podle tehdejších záznamů byla kvůli statice zasypána.
- Základy kostela z 12. století, objevené při rekonstrukci Dolního náměstí (kostel měl zachovanou terakotovou dlažbu a součástí byli i základy kostela sv. Markéty z roku 1417. Oboje zanikli kolem roku 1520.
- Základy kaple na nádvoří dnešního Národního domu z 12. stol. (neznámá zasvěcení)
- Základy kostela u křížení Wurmovy a 1. Máje (dohady o původním kostelíku Panny Marie na Předhradí)
- Základy románského domu pod OD Prior. (budova z přelomu 12. a 13. stol. objevena při stavbě v 70. letech, kvůli nátlaku na čas při stavbě OD byli základy podbetonovány a přesunuty do depozitáře NPÚ)

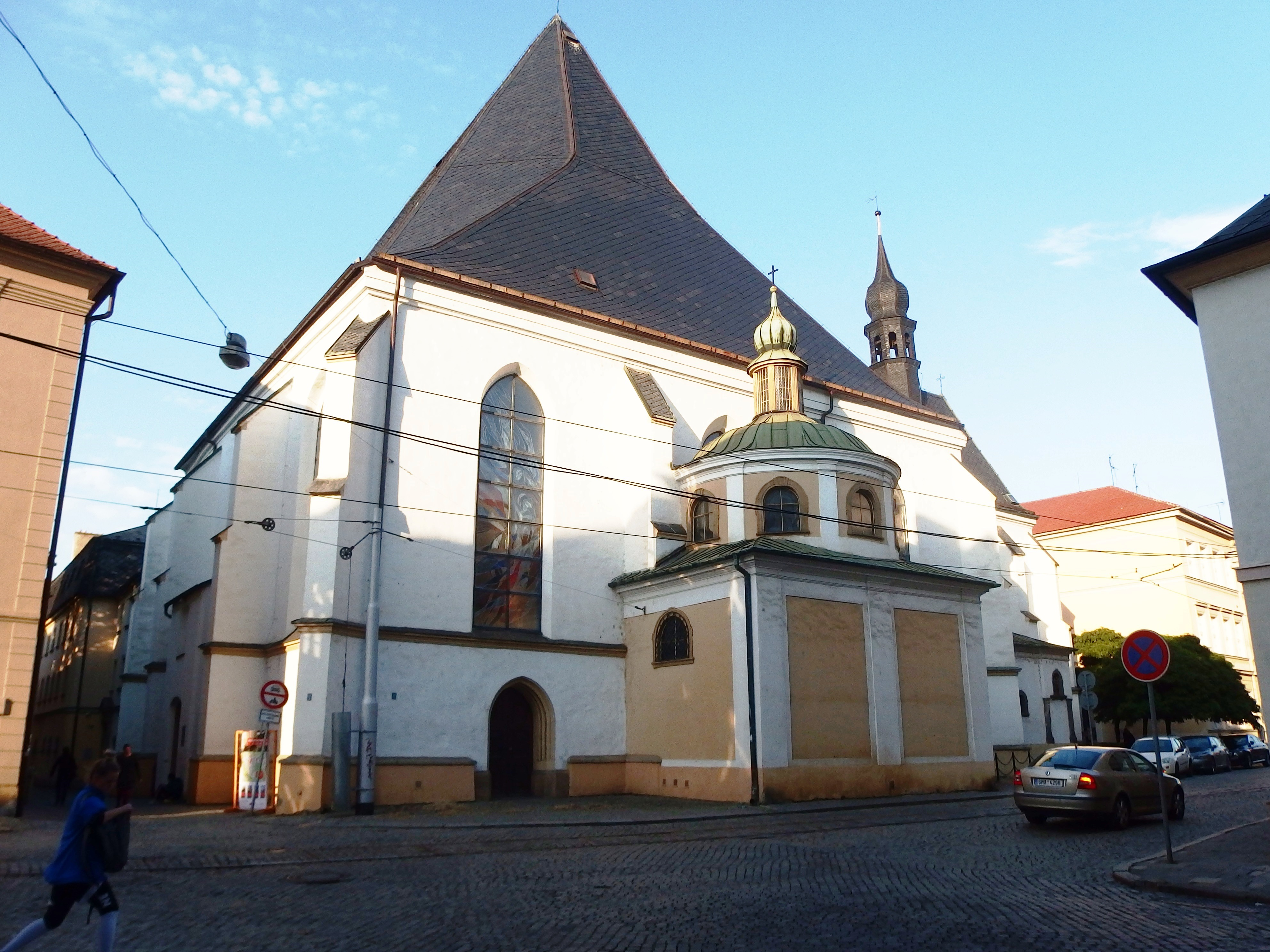
Kostel Neposkvrněného Početí Panny Marie

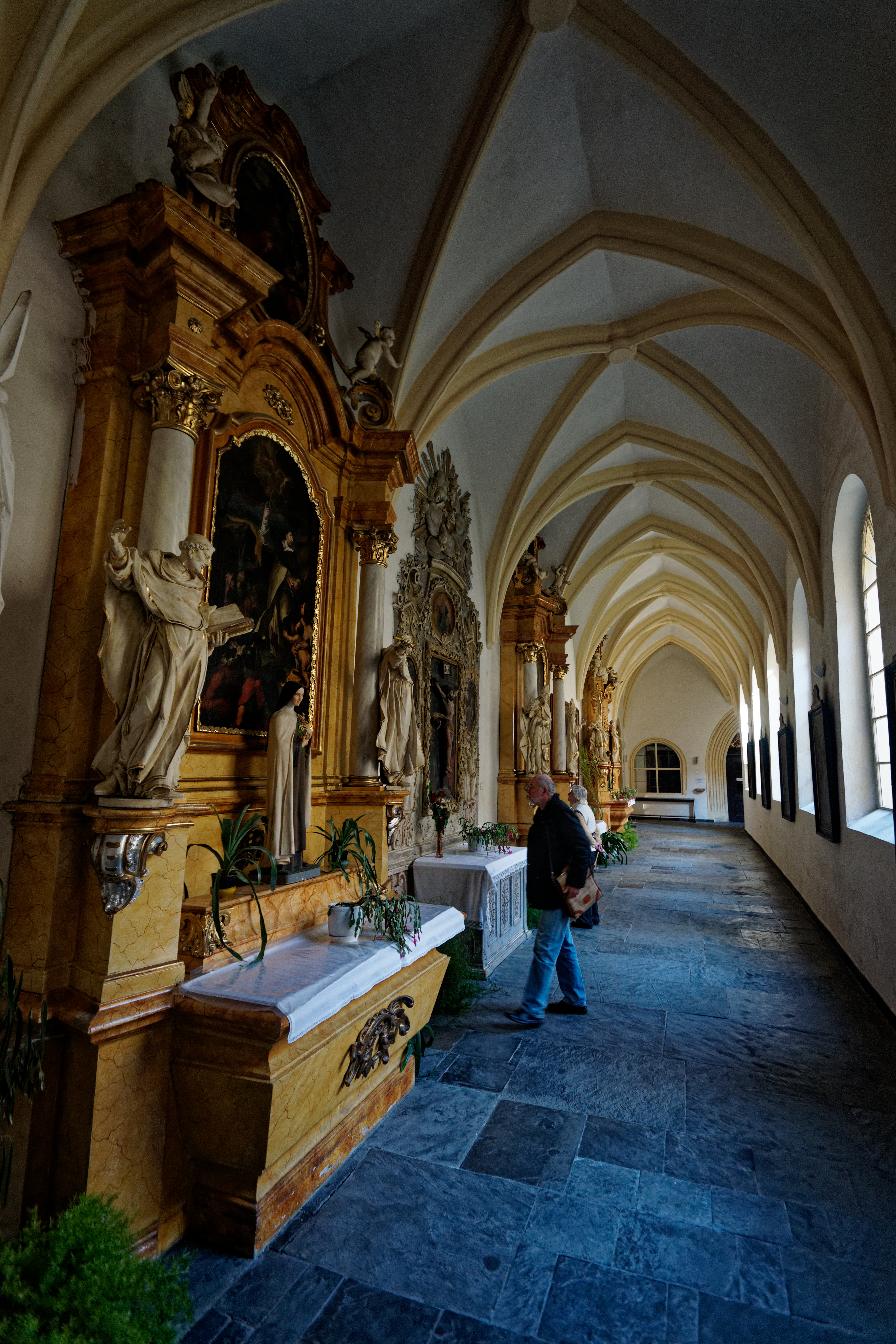
Křížová chodba při kostele sv. Michala

## Gotická architektura
- Proboštský farní kostel sv. Mořice – (první stavba z roku 1257, dnešní podoba 1412)
- Klášterní kostel sv. Kateřiny v Kateřinské ulici (klášter Voršilek, postaven pravděpodobně 13. stol.)
- Klášterní Kostel Neposkvrněného početí Panny Marie v Sokolské ulici (klášter Dominikánů, postaven 1468)
- Kostel sv. Ondřeje ve Slavoníně (postaven pravděpodobně 13. stol.)
- Radnice na Horním náměstí (1410 jako provizorně dřevěná, 1420 jako jednopatrová zděná, 1443 dokončena patrová stavba s věží)
  - 1474 - přistavěno druhé nadzemní podlaží
  - 1448 - unikátní kaple sv. Jeronýma s umělecky hodnotným arkýřem a síťovou klenbou švábského typu
  - 1529 - východní portál s Jagellonskými erby

- Kostel a dominikánský klášter sv. Michala (archanděla)
  - Kostel sv. Michala původně z 13. stol., v roce 1707 až na základy vystavěn nově. (Dle tradice byli kostely sv. Michala zakládány na pohanských svatyních, stejný případ se uvažuju i v Olomouci)
  - Kaple sv. Alexeje (1380, údajně založena pánem Václavem z Doloplaz)
  - Křížová chodba (1380 severní a východní křídlo, 1398-1404 jižní a západní křídlo)
- Olomoucký hrad
  - Křížová chodba ve Zdíkově paláci (pol. 14. stol.)
  - Kaple sv. Jana Křtitele (1435–1441)
  - Katedrála sv. Václava (střední trakt z roku 1204 a 1266)
    - Loretánská kaple (původně Cyrila a Metoděje ze 14. stol.)
    - Sakristie (původně kapitulního refektář z 2. pol. 13. stol.)
- Olomoucké hradby, značná část opevnění (především na severní straně, v Bezručových sadech a v Parku pod Domem)
- některé domy se zachovanými gotickými prvky
  - Stará radnice - Wurmova 1, (raně gotické a pozdně gotické zdivo sklepa a přízemí)[5]
  - Kanovnický palác - Wurmova 5, (gotické sklepy zadního traktu, u stejného traktu gotické přízemí i konzoly držící další patro, ze strany hradeb zachovaná gotická věž)[6]
  - Kanovnický palác - Wurmova 11, (zadní křídlo na gotické hradbě s gotickými sklepy)[7]
  - Kanovnický palác - Křížkovského 6, (gotické sklepy, část přízemí a ostění jednoho okna)[8]
  - Kanovnický palác - Křížkovského 12, (gotické sklepy, část kaple a některá ostění)[9]
  - Krajinná lékárna - Ostružnická 4, (gotické sklepy a hmota, niky v prvním patře fasády s gotickými malbami)[10]
  - Dietrichsteinský palác - Opletalova 1, (gotické sklepy tří původních domů, část loubí)[11]
  - Městský palác U zeleného věnce - Dolní náměstí 9, (gotické sklepy, přízemí s klenbami a celé loubí)
  - Městský palác U bílé růže - Dolní náměstí 7, (gotické sklepy, část zadního objektu s klenbami a ostěním)
  - Městský palác U zlatého jelena - Dolní náměstí 1, (gotické sklepy, část přízemí a klenby)
  - Městský palác U černého psa - Horní náměstí 12, (gotické sklepy, dispozice a kaple v prvém patře objektu)
  - Městský palác U zlaté hvězdy - Horní náměstí 15, (gotické sklepy s portálem, přízemí a část loubí)
  - Panská 1, (gotické sklepy, přízemí a arkýř)
  - Dolní náměstí 46, (gotické sklepy, část přízemí a dnes zazděné loubí)
  - a mnohé další

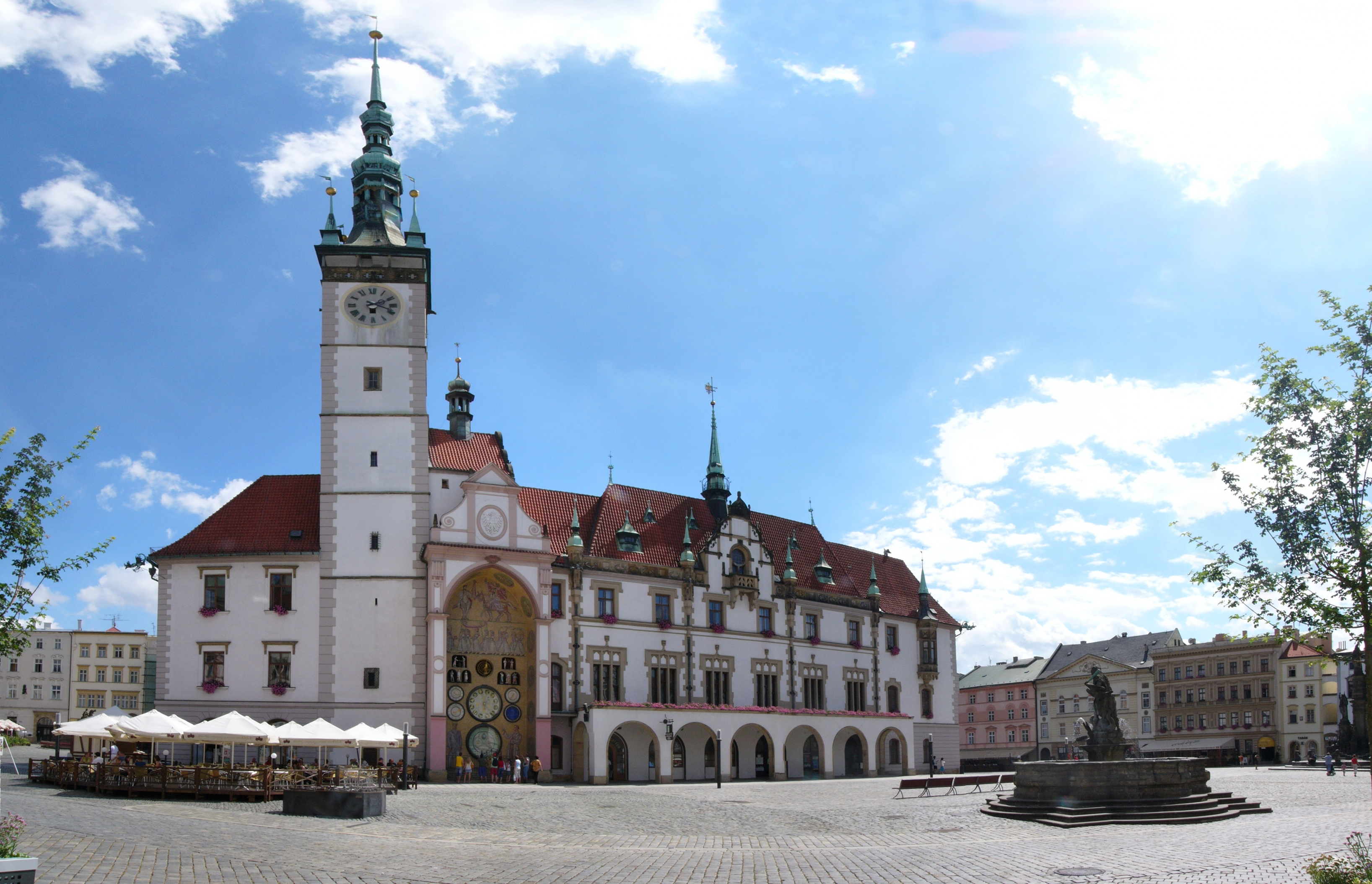
Radnice Olomouc
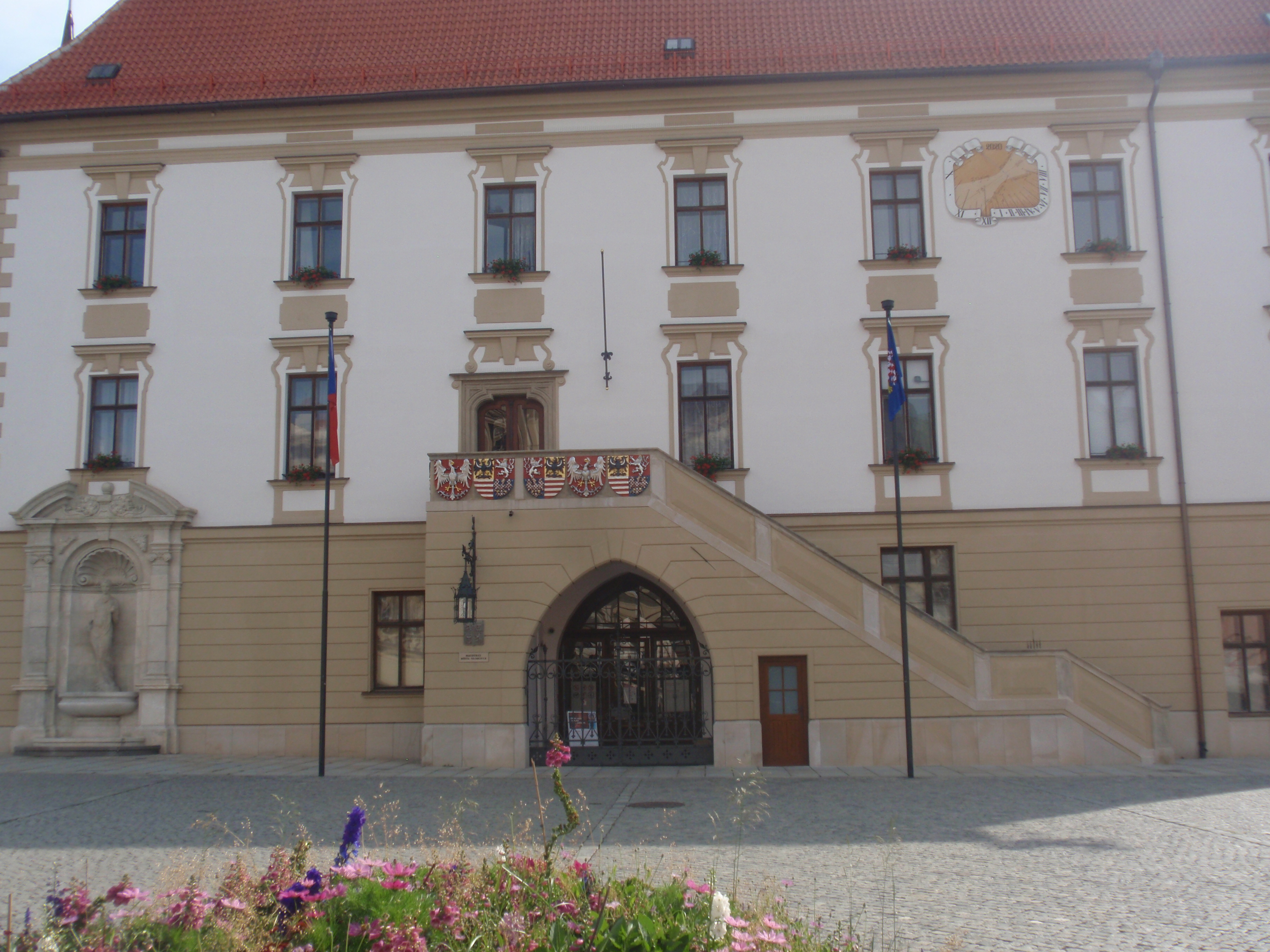
Gotický radniční portál s Jagellonskými erby
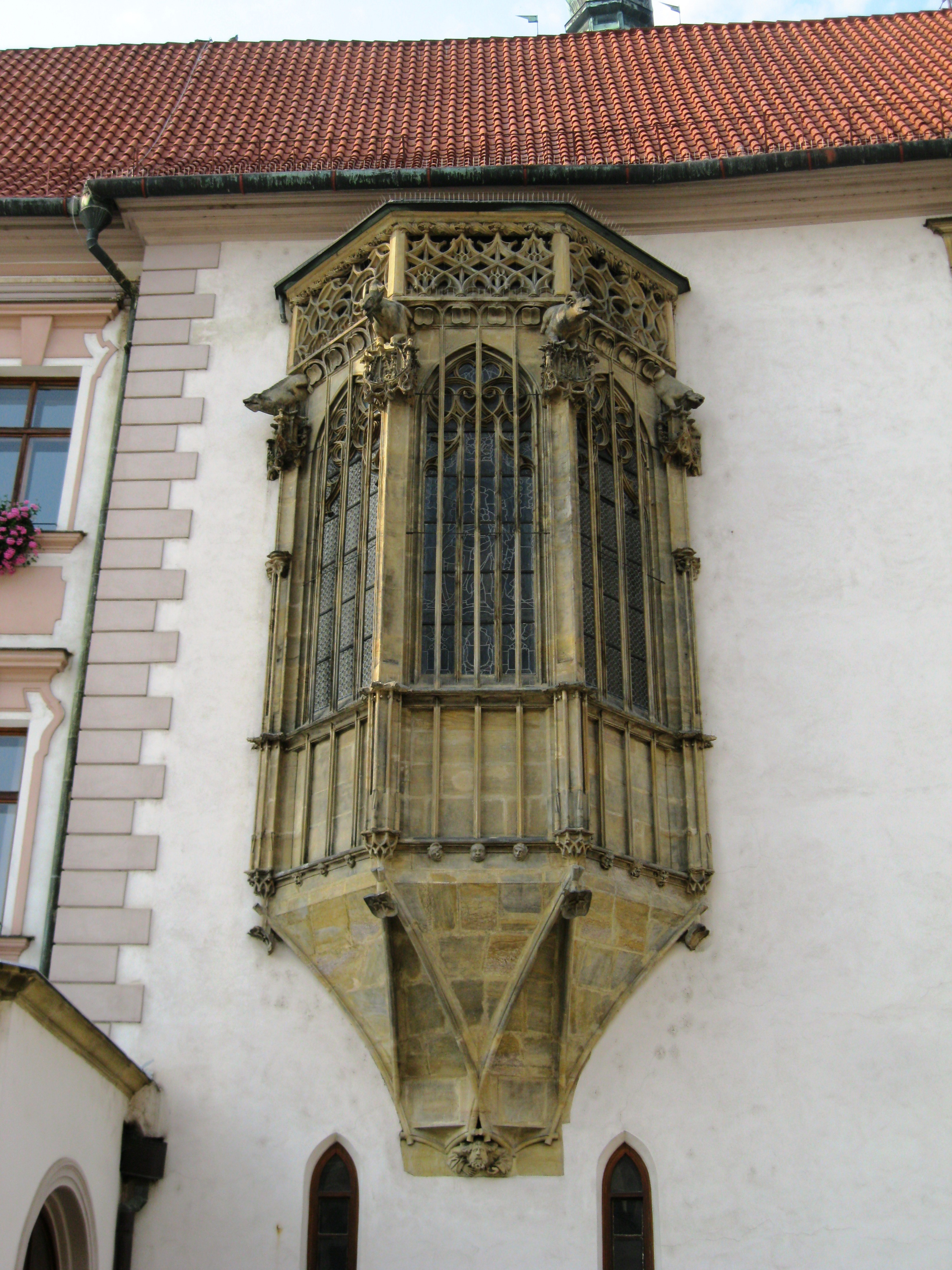
Gotický arkýř kaple sv. Jeronýma
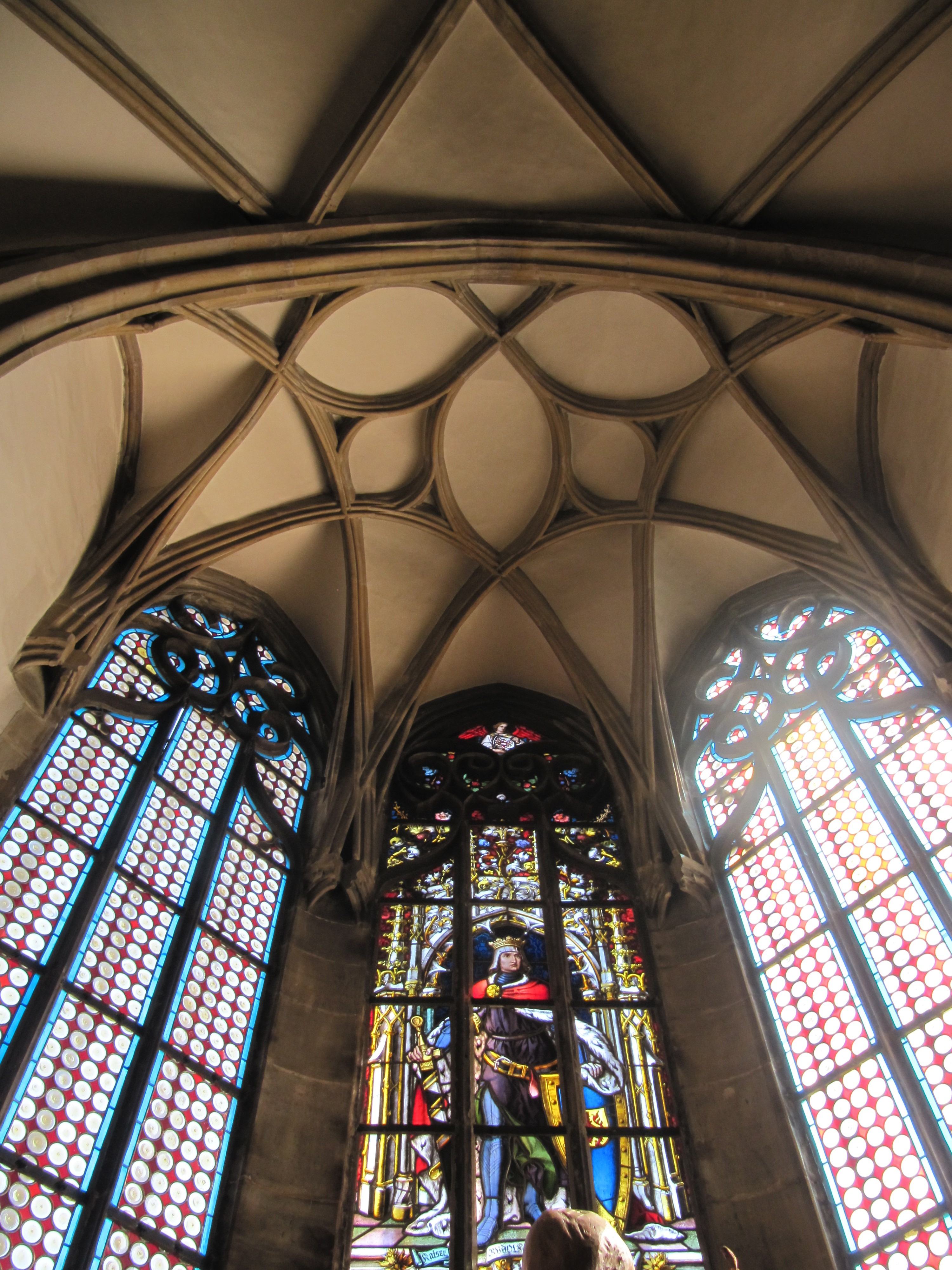
Unikátní gotická klenba v kapli
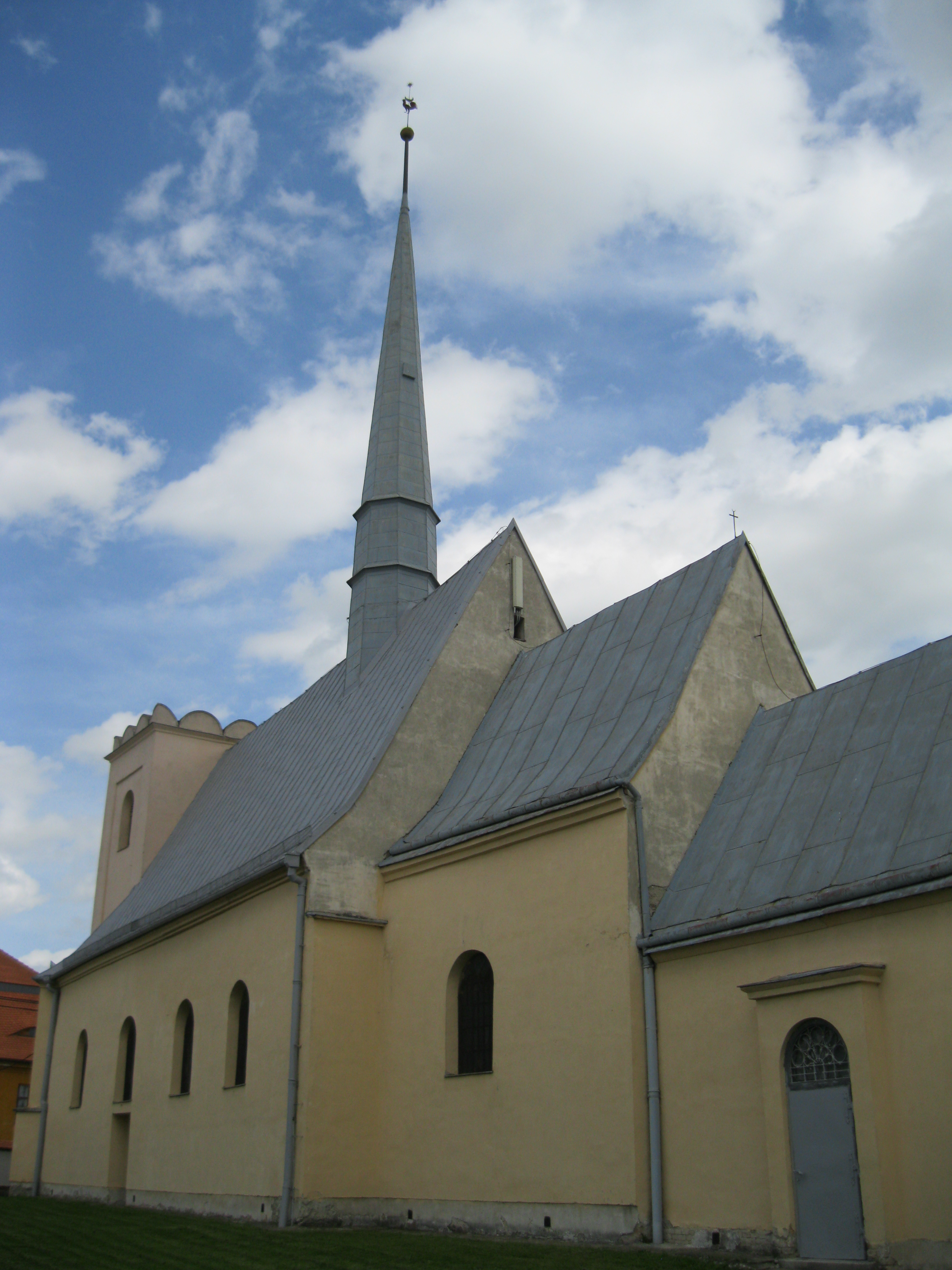
Gotický kostel sv. Ondřeje
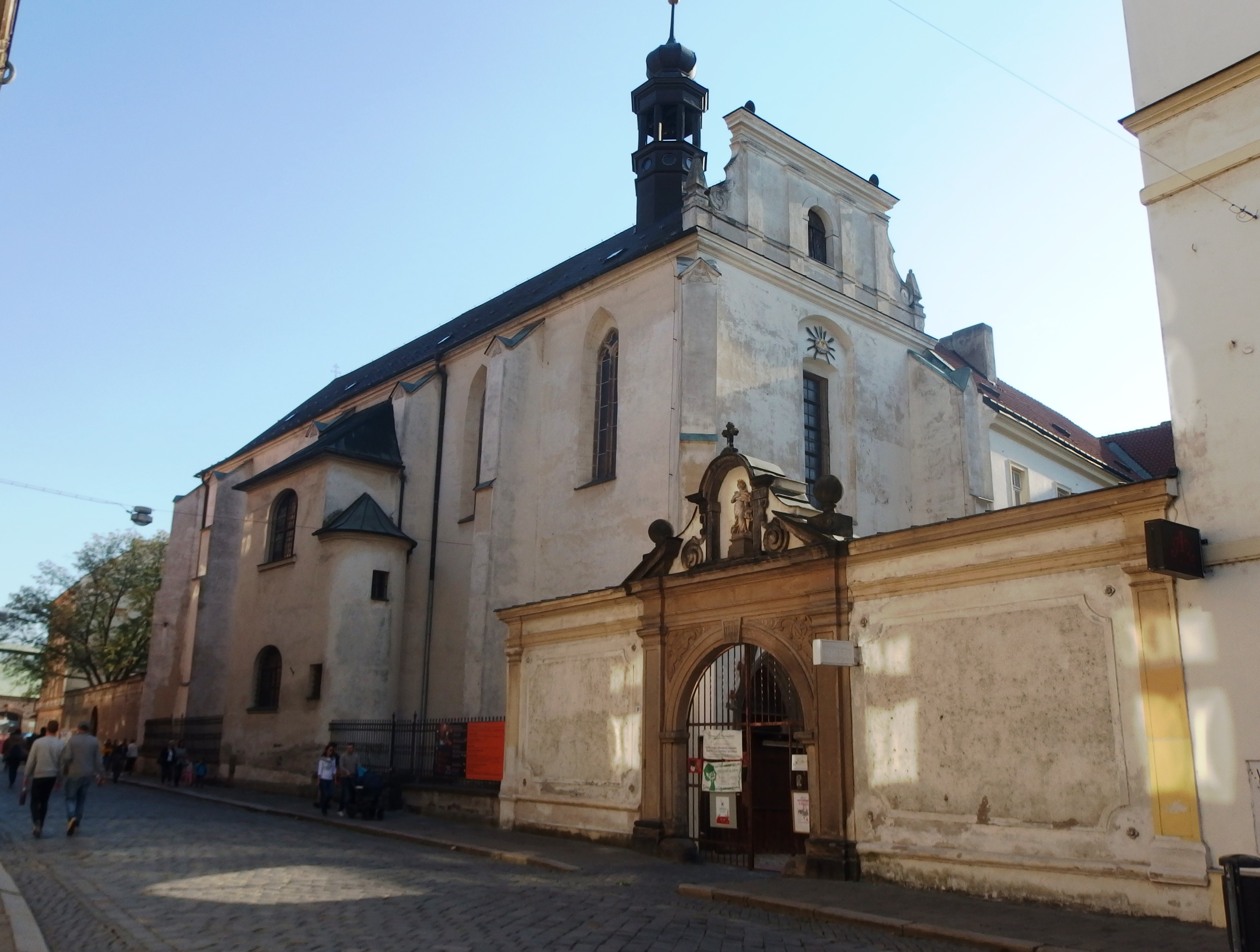
Gotický kostel sv. Kateřiny
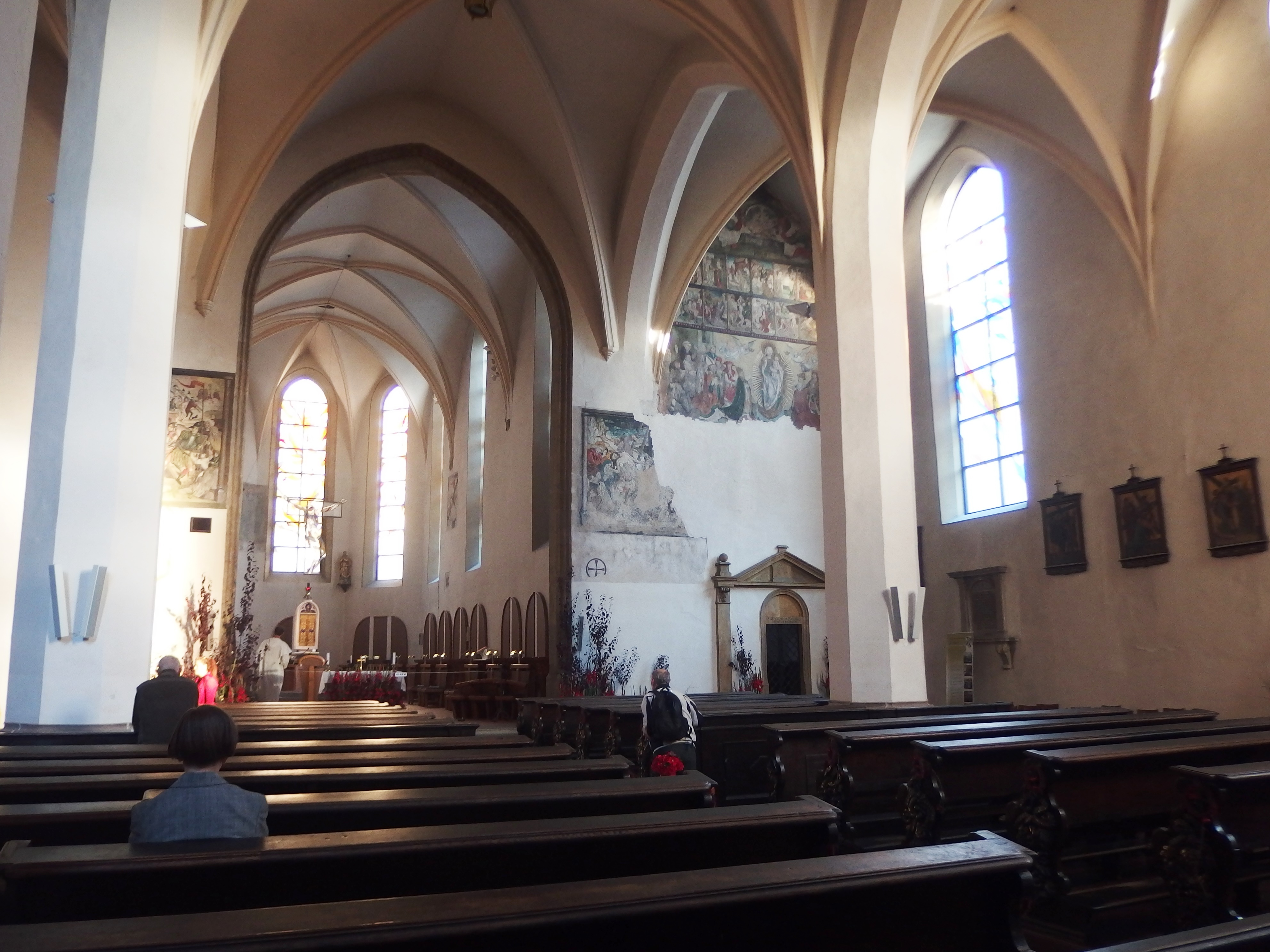
Interiér kostela v Sokolské ulici s gotickými malbami
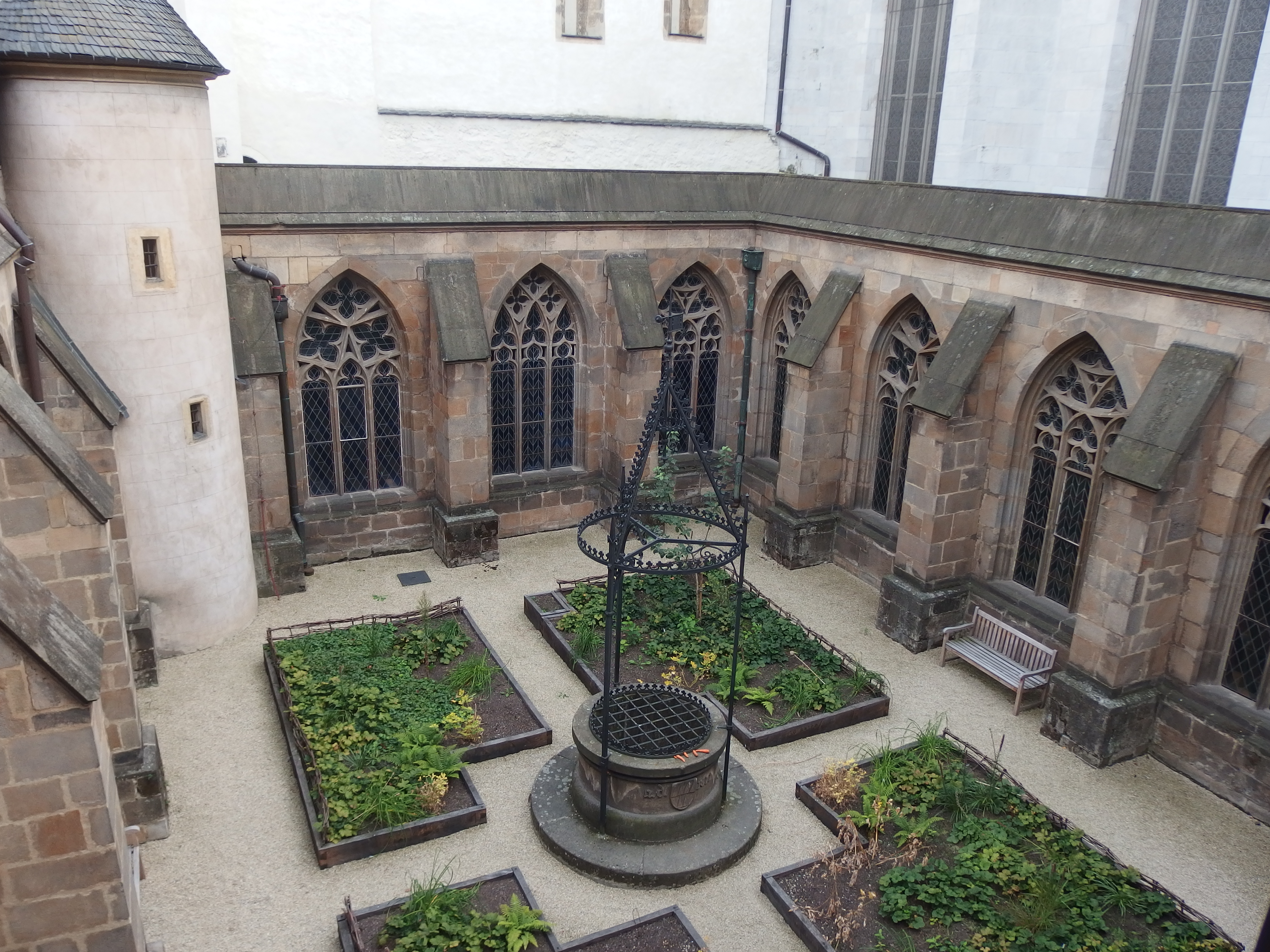
Gotická křížová chodba ve Zdíkově paláci

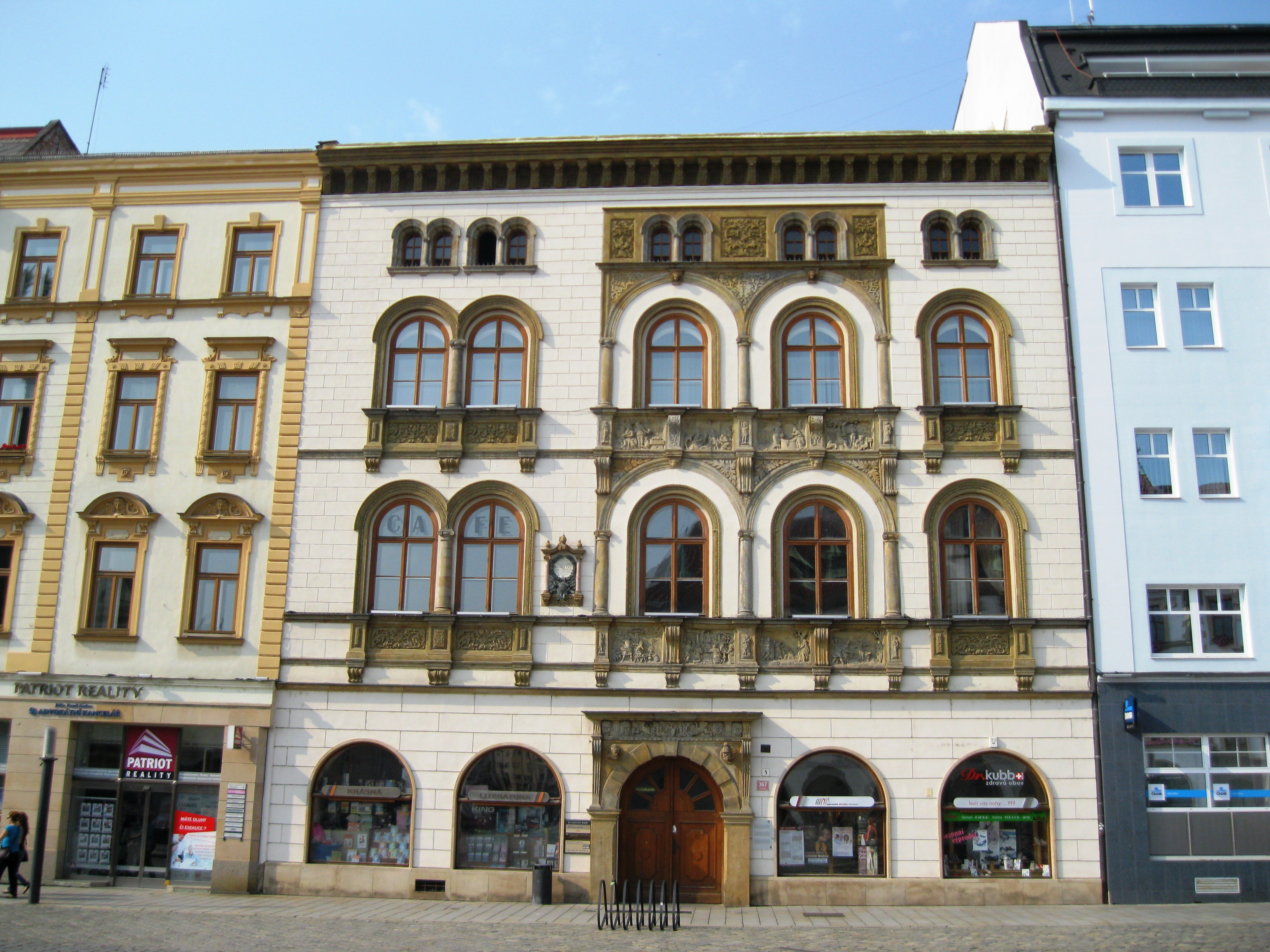
Edelmanův palác s bohatým průčelím.

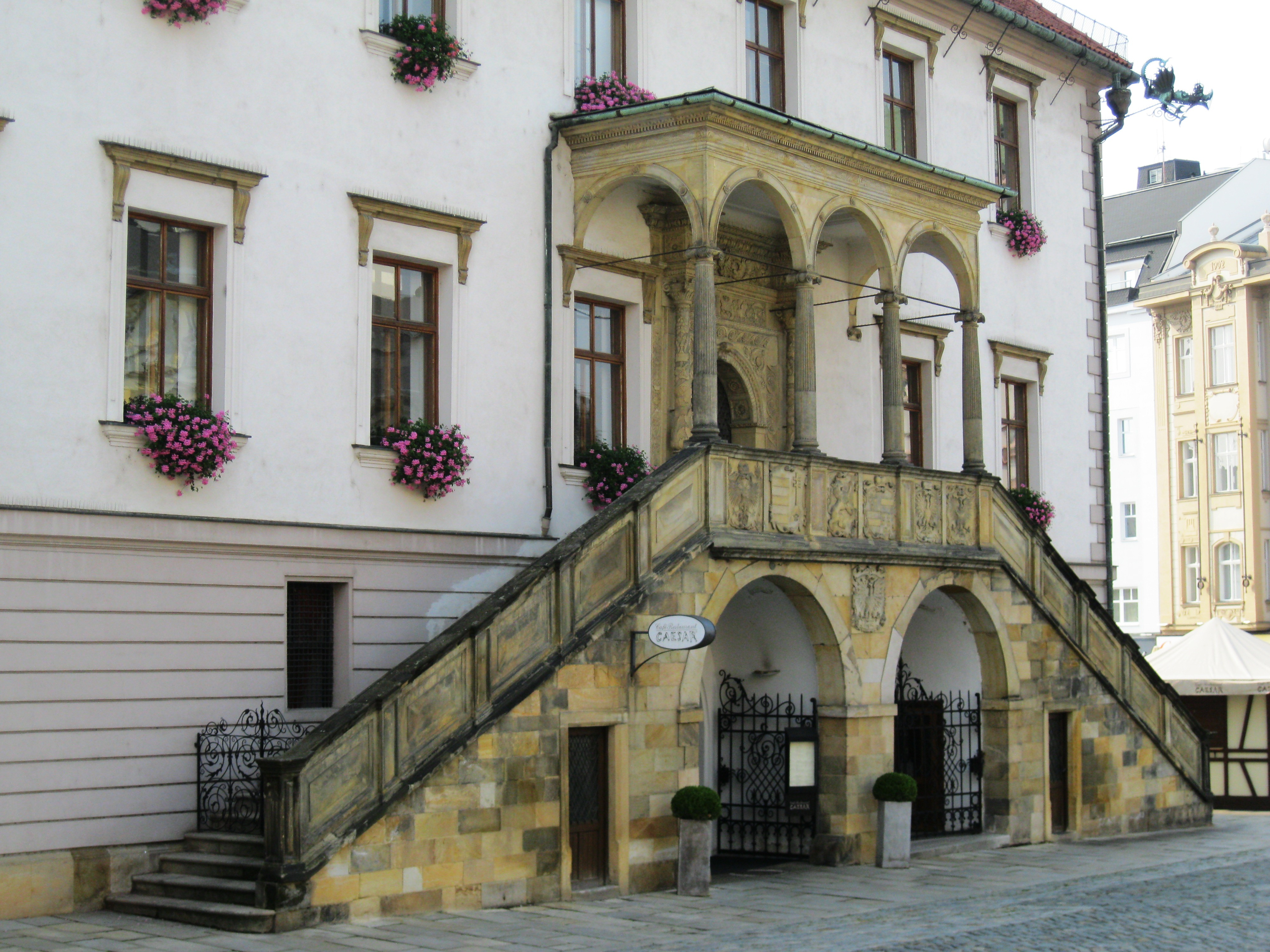
Renesanční (Manýristická) lodžie

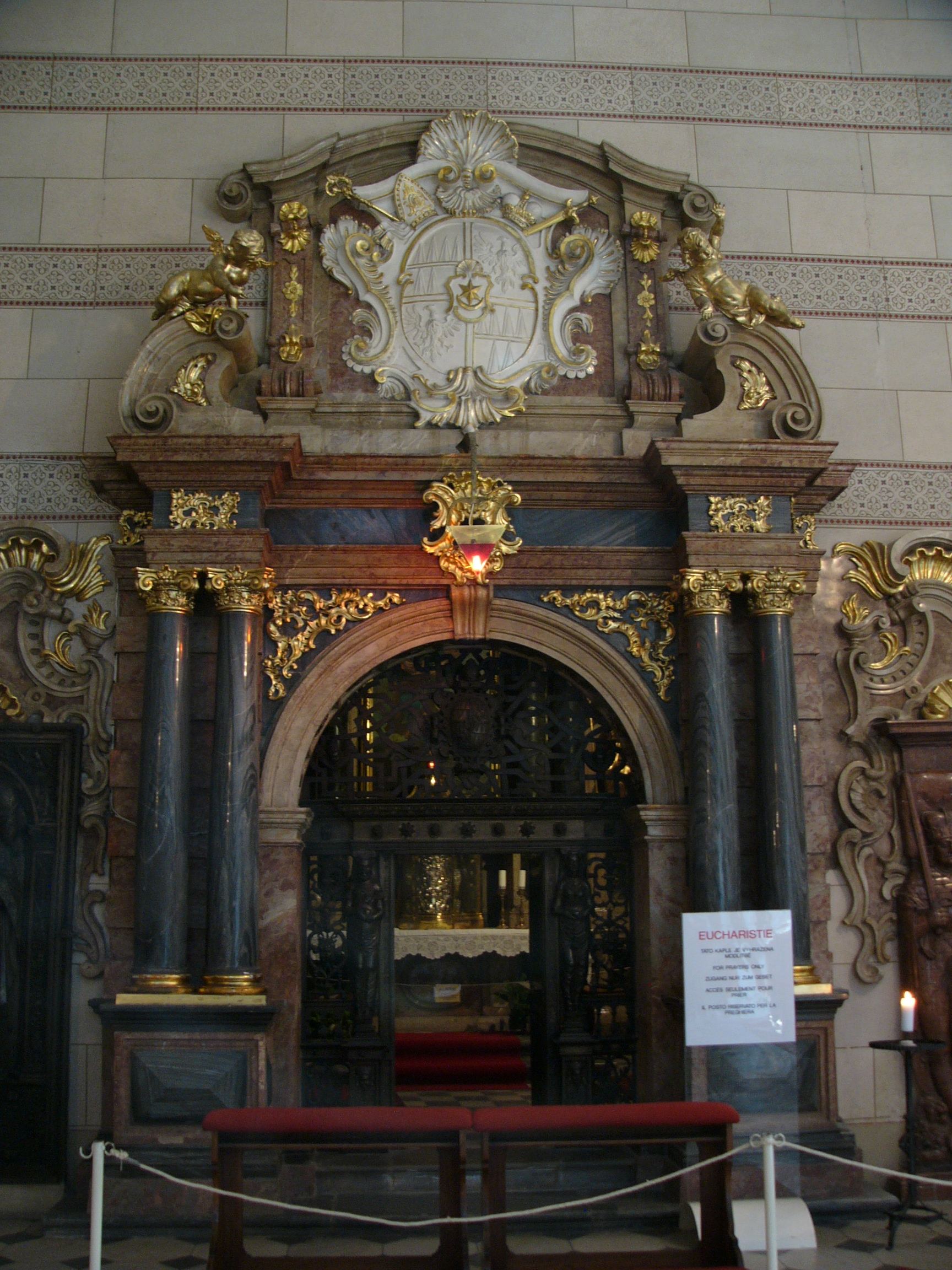
Manýristický portál kaple sv. Stanislava v katedrále

## Renesanční architektura a Manýrismus
- Edelmannův palác na Horním náměstí (1572 – bohatě zdobený palác, klenby, ostění a dva portály)

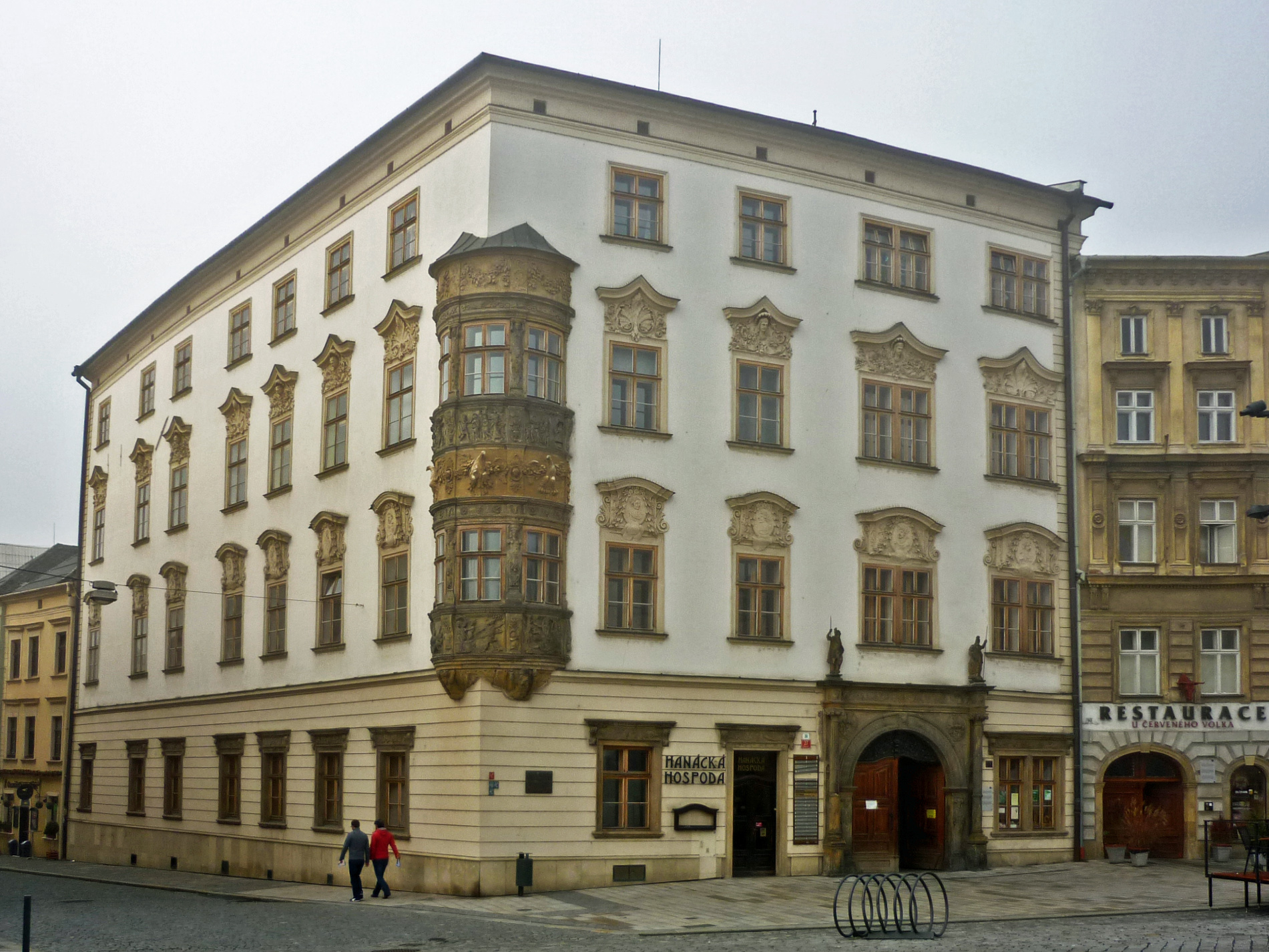
Hauenschildův palác s nádherným arkýřem

- Hauenschildův palác s nádherným arkýřemHauenschildův palác na Dolním náměstí (1590 – velký nárožní palác s výrazným kamenným arkýřem, portál a klenby)
- Žerotínský palác (1588 – hmota, klenby, portál a detaily)
- Biskupský palác (1540, první čtyři křídla – jižní)
- Kanovnické rezidence
  - Wurmova 11 (Zadní část křídel s mnoha renesančními prvky)
  - Křížkovského 6 (Hmota objektu a na nádvoří dochované sgrafito)
  - Křížkovského 12 (Hmota objektu a ostění oken a dveří)
- Kostel sv. Mořice (přístavby)
  - hrobka Václava Edelmanna z Brosdorfu
  - schodišťová věžička
- Radnice Olomouc (přístavby)
  - Lodžie do sálu městské rady (někdy považována za Manýristickou)
  - Nový ochot a zvýšená střecha u věže
- Olomoucký hrad
  - Manýristický kaple sv. Stanislava při katedrále
  - Nové Purkrabství (centrální část dnešního Arcidiecézního muzea)
- Městský dům – Školní 3 (renesanční sklep, arkýř na fasádě objektu, kamenné ostění oken)
- Městský dům – Mariánská 5 (hmota, dispozice, klenby a arkýř)
- Městský dům – U Hradeb 2 (z velké části renesanční dům se zachovalou černou kuchyní)
- Městský dům – Žerotínovo náměstí 3 (hmota, klenby, sklepy a část sgrafita)
- Městský dům – Žerotínovo náměstí 12 (hmota a mázhauz)
- Městský dům – 28. října 15 (sklepy, hmota a portál 1588)
- Městský dům – Purkrabská 8 (sklepy, klenby a portál 1583)
- Městský dům – Purkrabská 10 (sklepy, klenby a fasáda)
- Městský dům rytíře Podstatského – Riegrova 19 (hmota, fasáda, arkýř a bohaté ostění)
- Městský palác Prombergerova knihtiskárna – Opletalova 1 (hmota, klenby, arkýř, portál 1590 a pod omítkou sgrafito)
- Městský palác U zlatého kříže – Panská 1 (hmota, arkýř)
- Městský palác U zlatého jelena – Dolní náměstí 1 (arkýř, loubí, mázhauz, klenby a na zadním traktu ostění oken)
- Městský palác U Zlatého Beránka – Univerzitní 2 (klenby a hmota)

- některé další domy se zachovanými renesančními arkýři
  - Dolní náměstí 14
  - Dolní náměstí 49
- některé další domy se zachovanými renesančními portály
  - Horní náměstí 12 (portál 1597)
  - Horní náměstí 13 (portál 1583)
  - Ostružnická 3 (portál 1598)
  - Ztracená 10, Handkeho dům (portál 1585)
- Mnoho dalších domů má dodnes zachované renesanční prvky či hmotu.

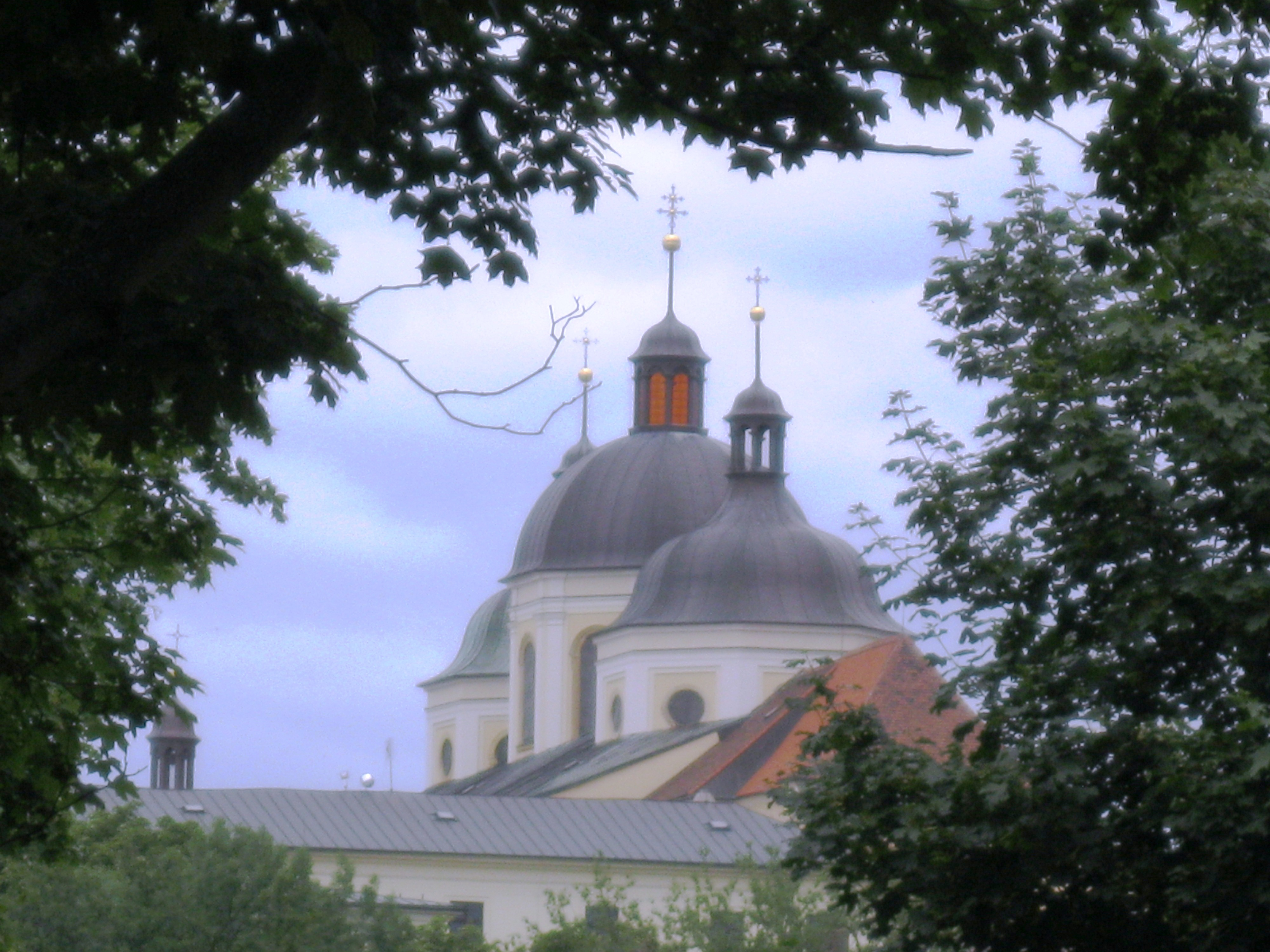
Kopule kostela sv. Michala (poslední verze od arch. Martinelliho), dominanta města

## Baroko
- Kapucínský klášter s kostelem Zvěstování Panny Marie (1662)
- Arcibiskupský palác, přístavba a přestavba za arch. Giovanni Pietra Tencally (1665–1685)

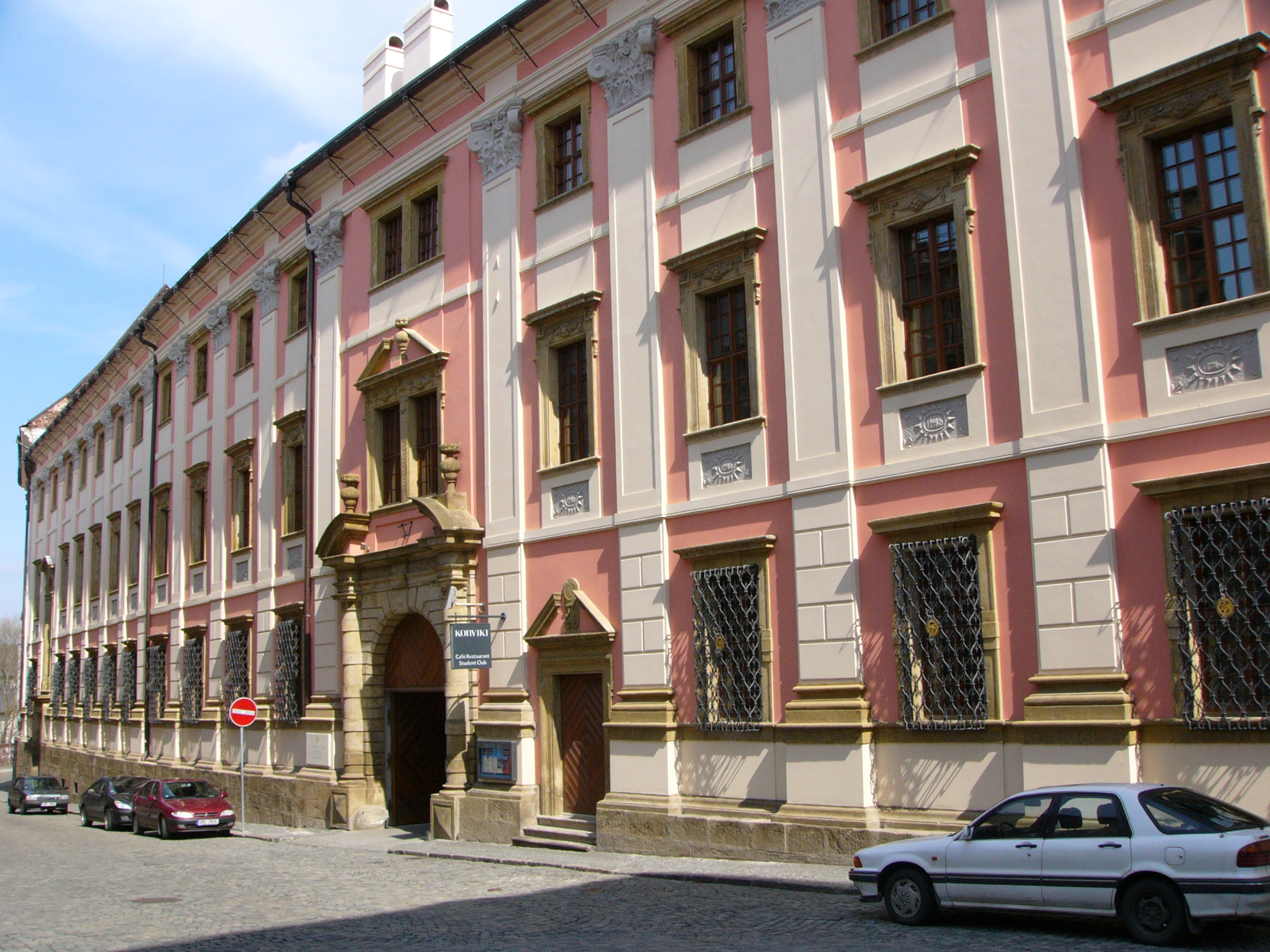
Starý (vpravo) a Nový (vlevo) konvikt Olomoucké jezuitské univerzity.

- Starý (vpravo) a Nový (vlevo) konvikt Olomoucké jezuitské univerzity.Areál jezuitské univerzity (1668–1725)
  - Starý konvikt – arch. Petr Schüller (1. etapa 1668, 2. etapa 1674)
  - Seminář sv. Františka Xaverského – autor: neznámý (1675)
  - Školní budova – autor: neznámý (1710)
  - Kostel Panny Marie Sněžné – stav. Josef Michael Klein (1719)
  - Nový konvikt – stav. Jan Jakub Kniebandl, s kaplí Božího těla – autor: Wolfgang Reich (1724)
  - Jezuitské koleje – stav. Lukáš Glöckel a Wolfgang Reich (údajně za konzultace s Dietzenhoferem), malíř: Jana Kryštofa Handkeho (1725)

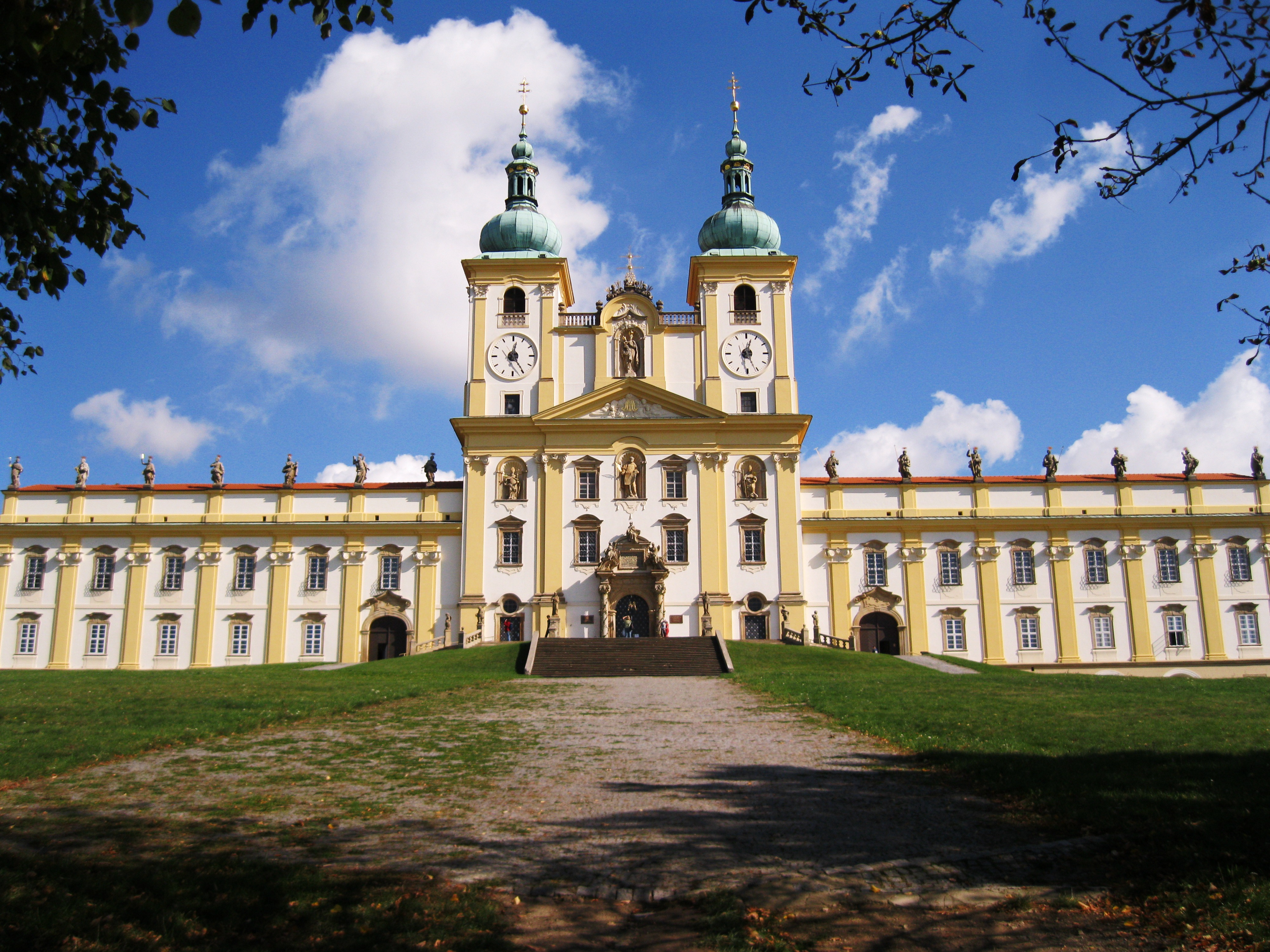
Poutní bazilika minor na Svatém kopečku u Olomouce. Centrální budova s reprezentativními křídly po stranách. Vystavěna a dodnes spravována premonstráty.

- Poutní bazilika minor na Svatém kopečku u Olomouce. Centrální budova s reprezentativními křídly po stranách. Vystavěna a dodnes spravována premonstráty.Poutní areál na Svatém Kopečku (1669–1679)
  - Poutní dům (1677)
  - Bazilika navštívení Panny Marie – arch. Giovanni Pietra Tencally (1669–1679)
    - Přestavby interiéru – štukatér Baltazar Fontana (1721–1732)

  - Špitál sv. Norberta (1698)
  - Reprezentativní a obytná křídla – arch. Domenico Martinelli (1714)
- Kostel sv. Michala při dominikánském klášteru – arch. Giovanni Pietra Tencalla, kopule dokončil arch. Domenico Martinelli, vnitřní výzdobu vytvořil štukatér: Baltazar Fontana (1676 až 1703)

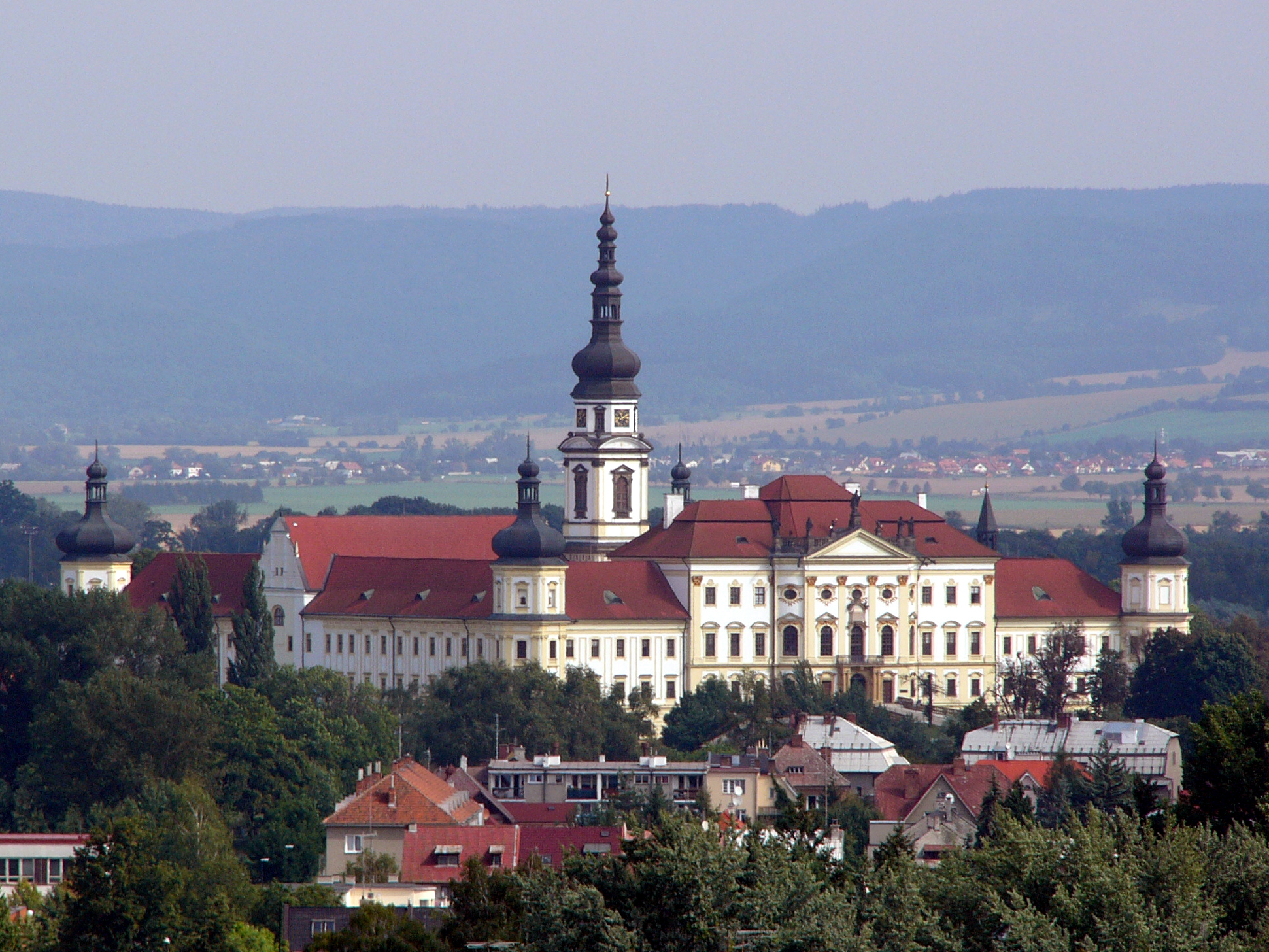
Mohutný barokní areál premonstrátského kláštera Hradisko, dnes Vojenská nemocnice Olomouc (od 18. stol.)

- Mohutný barokní areál premonstrátského kláštera Hradisko, dnes Vojenská nemocnice Olomouc (od 18. stol.)Klášter Hradisko, arch. Giovanni Pietra Tencalla a Domenica Martinelli (1676–1739)
  - Konventní kostel Nanebevzetí Panny Marie (1676), zrušen v 18. stol.
  - Věž (1707)
  - Letní refektář – Letohrádek (1725)
  - Hospodářský dvůr (1725)
  - Konvent, stará Prelatura a spojovací křídla (několik etap mezi lety 1725–1739)
  - Nová Prelatura (1730)
  - Opatská kaple, dnes kostel sv. Štěpána (1731)

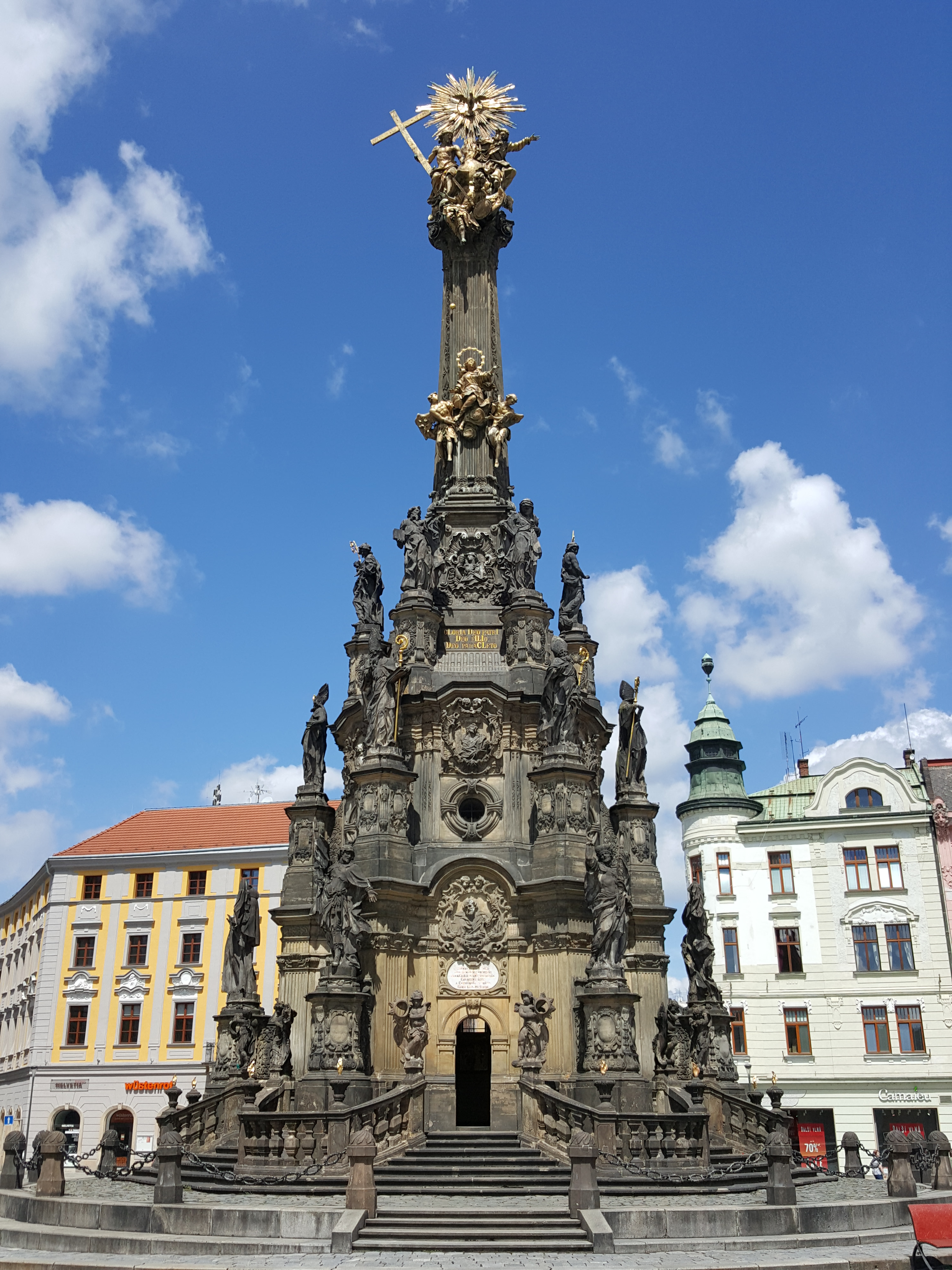
Sloup nejsvětější trojice s kaplí. Unikátní olomoucká stavba na seznamu UNESCO. Výška 35 m, 18 soch a 14 reliéfů.

- Sloup nejsvětější trojice s kaplí. Unikátní olomoucká stavba na seznamu UNESCO. Výška 35 m, 18 soch a 14 reliéfů.Olomoucké kašny a sloupy (1683–1754)
  - Čestný sloup Nejsvětější Trojice, autor a sochař: Václav Render (1716–1754)
  - Morový sloup se sochou Panny Marie, autor: Václav Render, sochař: Jan Václav Sturmer a Tobiáš Schütz (1716–1724)
  - Sloup se sochou Panny Marie Immaculaty (Huzovský), autor: neznámý, 1796 prodán do obce Huzová (1710)
  - Soubor Olomouckých barokních kašen
    - Neptunova kašna – sochař: Michael Mandík, kameník: Václav Schüler (1683)
    - Herkulova kašna – sochař: Michael Mandík, kameník: Václav Schüler (1687)
    - Jupiterova kašna – sochař a kameník: Václav Render (1707), nová socha od sochaře: Filip Sattler (1735)
    - Kašna Tritónů _ kameník: Václav Render, sochař: neznámý (1709)
    - Caesarova kašna – kameník: Václav Render, sochař: Jan Jiří Schauberger (1725)
    - Delfínova kašna – sochař a kameník: Filip Sattler (1725), 1883 přemístěna, 1909 ztracena a 2005 objevena bez sochy a následně vrácena na své místo s doplněním reliéfu se lví hlavou
    - Merkurova kašna – kameník: Václav Render, sochaře: Filip Sattler (1727)
    - Saturnova kašna – sochař a kameník: Josef Winterhalder (1740), po roce 1784 ztraceno sousoší Saturna, Samsona a Gedeonea

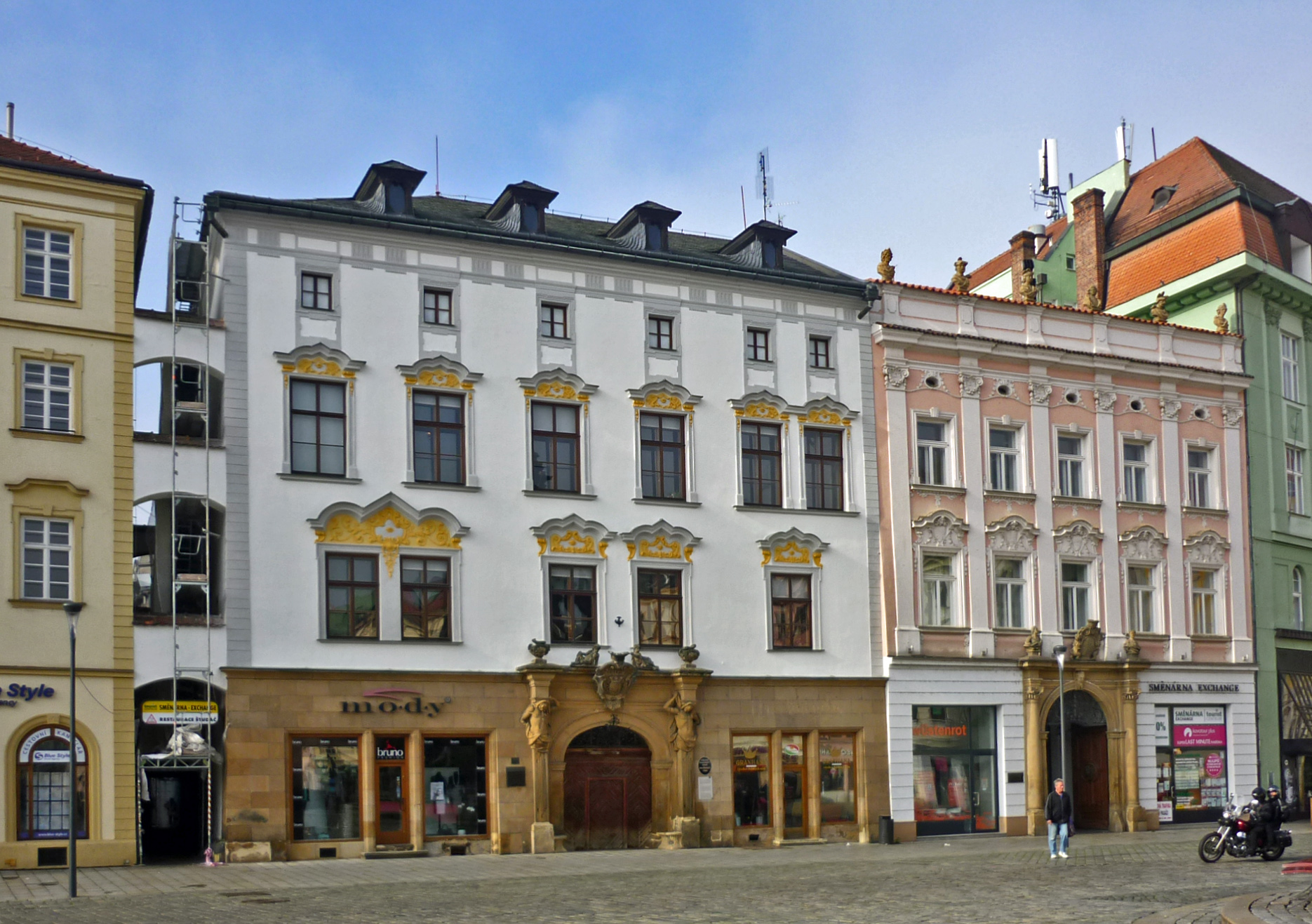
Petrášův palác (vlevo) a Dům U zlatého/zeleného stromu (vpravo)

- Petrášův palác (vlevo) a Dům U zlatého/zeleného stromu (vpravo)Petrášův palác – dům svob. p. Petrášů, 1746–1751 sídlo první učené společnosti, barokní přestavba (1725–1734)

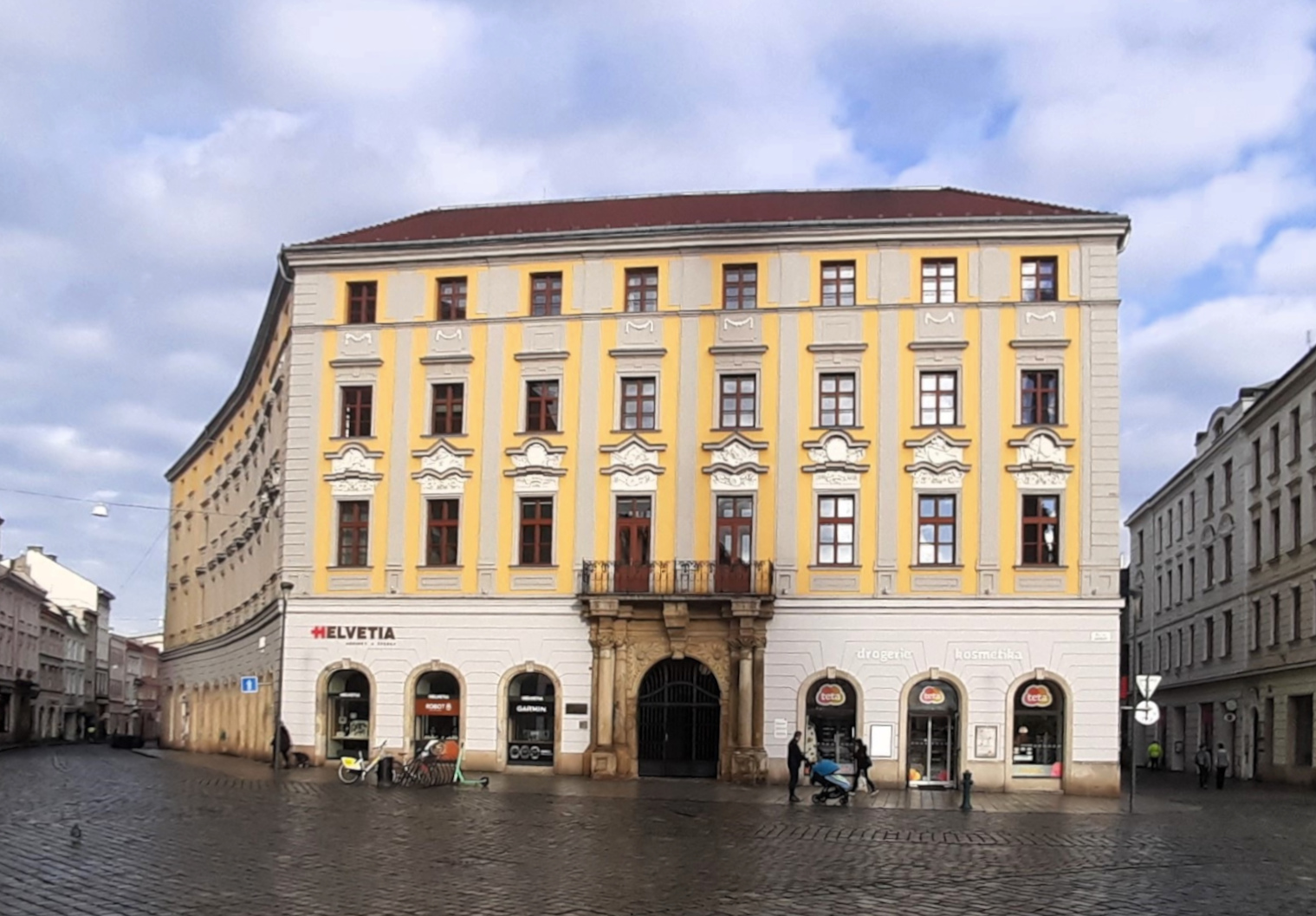
Mohutný palác hraběte Salma

- Mohutný palác hraběte SalmaSalmův palác – palác morav. zemského hejtmana hraběte Juliuse Salma, největší světská stavba města (1727–1728)
- palác Podstatských z Prusinovic – nový rodový palác hrabat Podstatských,
- Klášter klarisek s kostelem sv. Kláry (dnes VMO) – stav. Matyáš Kniebandl a Václav Beda (1754–1772)
- Armádní architektura a stavby

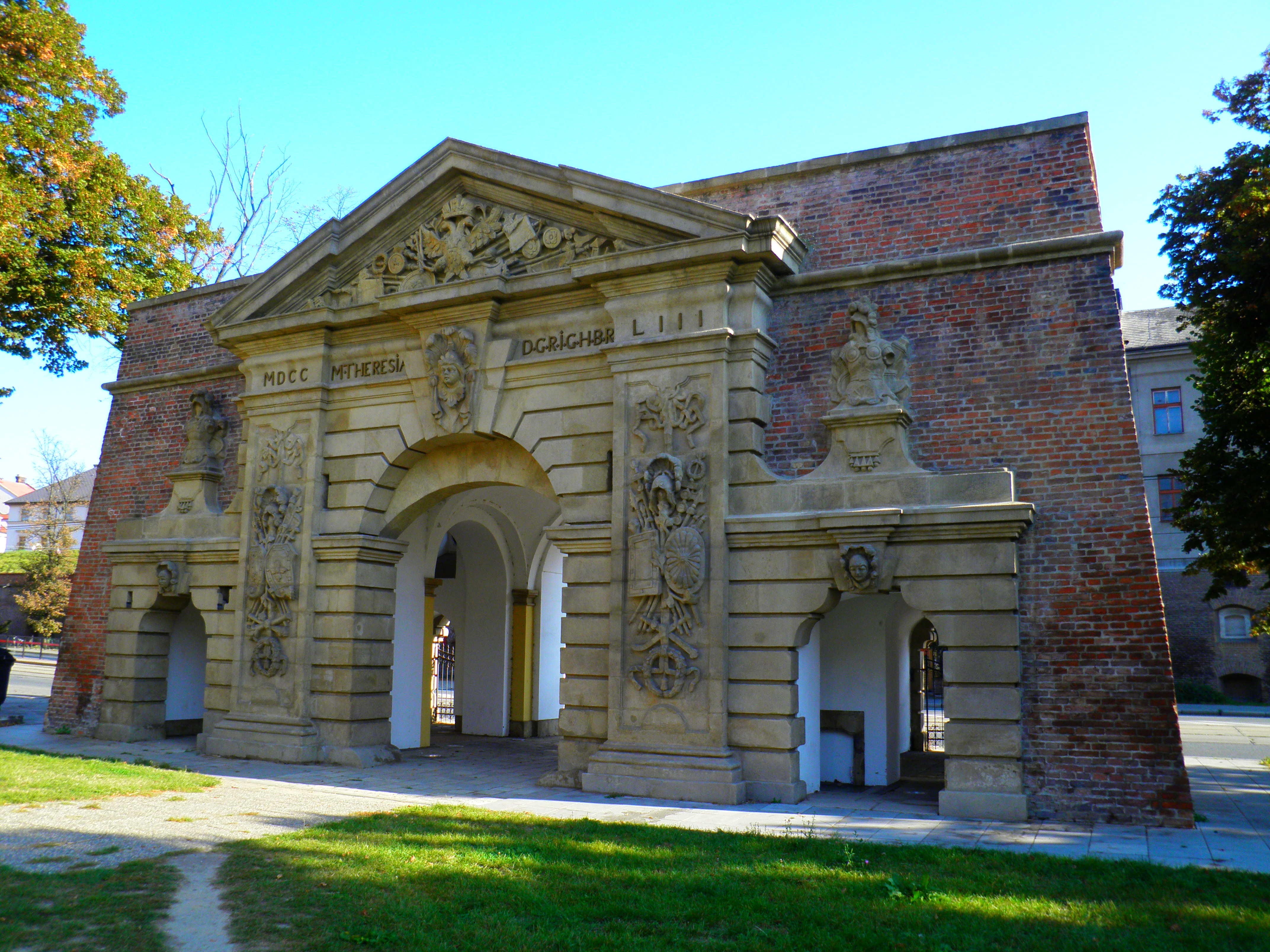
Zachovalá Terezská brána

  - Zachovalá Terezská bránaTerezská brána – jedna ze čtyř pevnostních bran, jediná dochovaná (1754)
  - Armádní dům, dříve kadetní škola – různorodá budova, která v sobě pohltila bývalý augustiniánský klášter, hradbu s věží i městský dům Rudolfa Eitelbergra, barokní přestavba (1765–1775)
  - Tereziánská zbrojnice, dnes knihovna UP – městská zbrojnice, od roku 1999 přestavěna na knihovnu (1768–1771)
  - Korunní pevnost s ravelinem č. 27 – (Korunní hradba, dvě dělostřelecká skladiště, válečná prachárna, ravelin č. 27.)
  - Salzerova reduta – Vodní pevnůstka Salzerova reduta
- Kanovnické rezidence s barokní architekturou

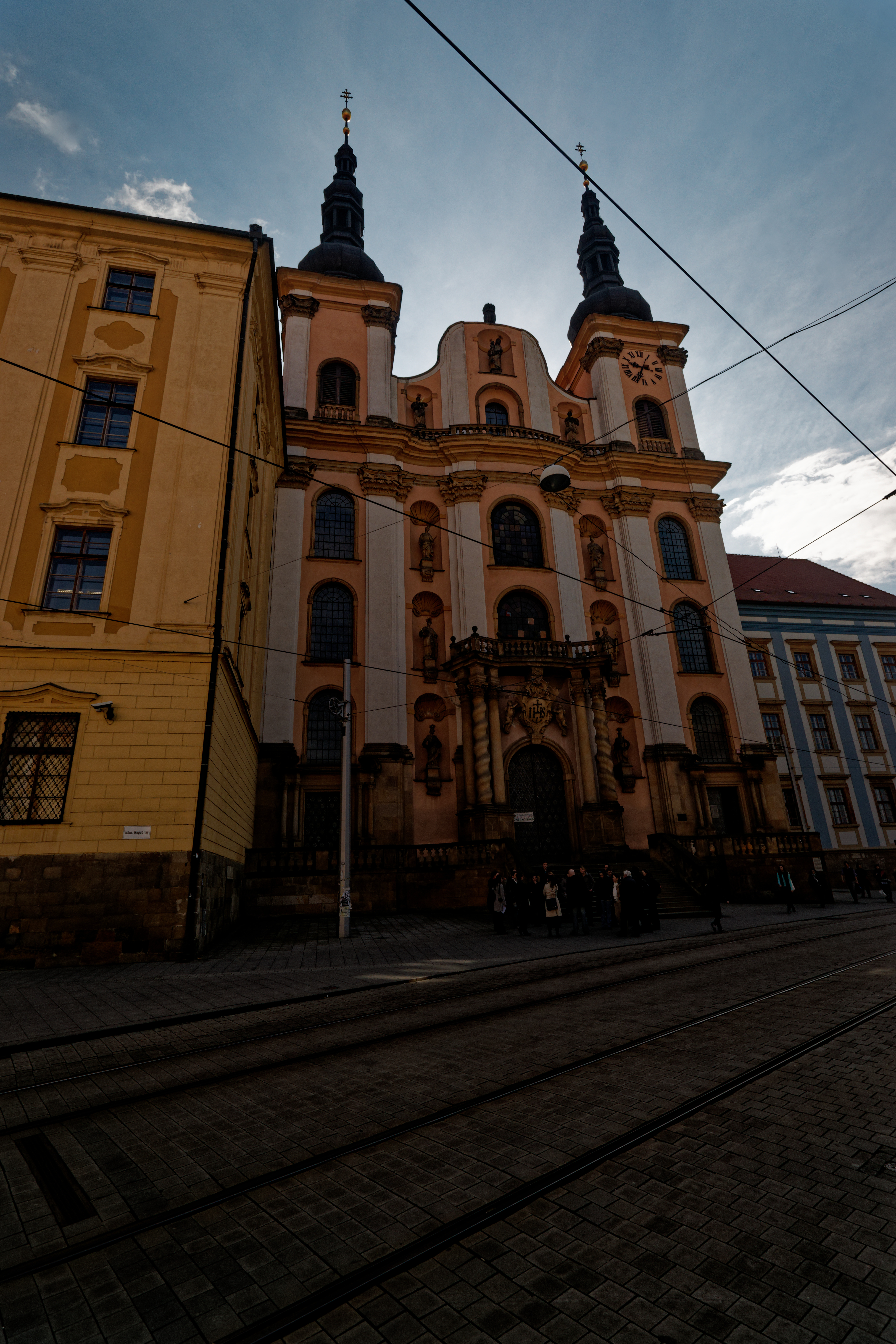
Univerzitní kostel Panny Marie Sněžné. Vlevo Jezuitské koleje, vpravo Jezuitská škola.

  - Univerzitní kostel Panny Marie Sněžné. Vlevo Jezuitské koleje, vpravo Jezuitská škola.Wurmova 7 – monumentální, reprezentativní uliční křídlo
  - Wurmova 11 – residentia Glandorfiana
  - Wurmova 13 – residentia Schröffeliana
  - Mariánská 7 – (1730)
  - Křížkovského 2 – U černé brány
  - Křížkovského 6 – residentia Salmiana
  - Křížkovského 12
- Barokní stavby a přestavby významných budov (mimo již zmíněné)
  - Dominikánský klášter (nové budovy a fasády)
  - Františkánský klášter (nové budovy)
  - Klášter voršilek (nové budovy a fasády)
  - Soukromá prelátská kaple sv. Barbory – v románské věži (1762)
  - Kostel sv. Schodů – dnes zrušen a přestavěn na sál ZUŠ Žerotín (1702)
  - Kaple svatého Antonína z Padovy – při kostelu N. Početí P. Marie (1708)
  - Kaple neposkvrněného početí Panny Marie – Olomouc-Povel (1773)
  - Kostel sv. Barbory - Olomouc-Chválkovice (1667)
  - Kaple sv. Barbory – Olomouc-Svatý Kopeček (1706)
  - Kaple sv. Isidora - Olomouc-Řepčín (2. pol. 18. stol.)
  - Kaple sv. Anny – Olomouc-Droždín (2. pol. 18. stol.)
  - Fara sv. Mořice – (1683)
  - První stavovská škola – konírny (1730)
  - Měšťanský pivovar (1732)

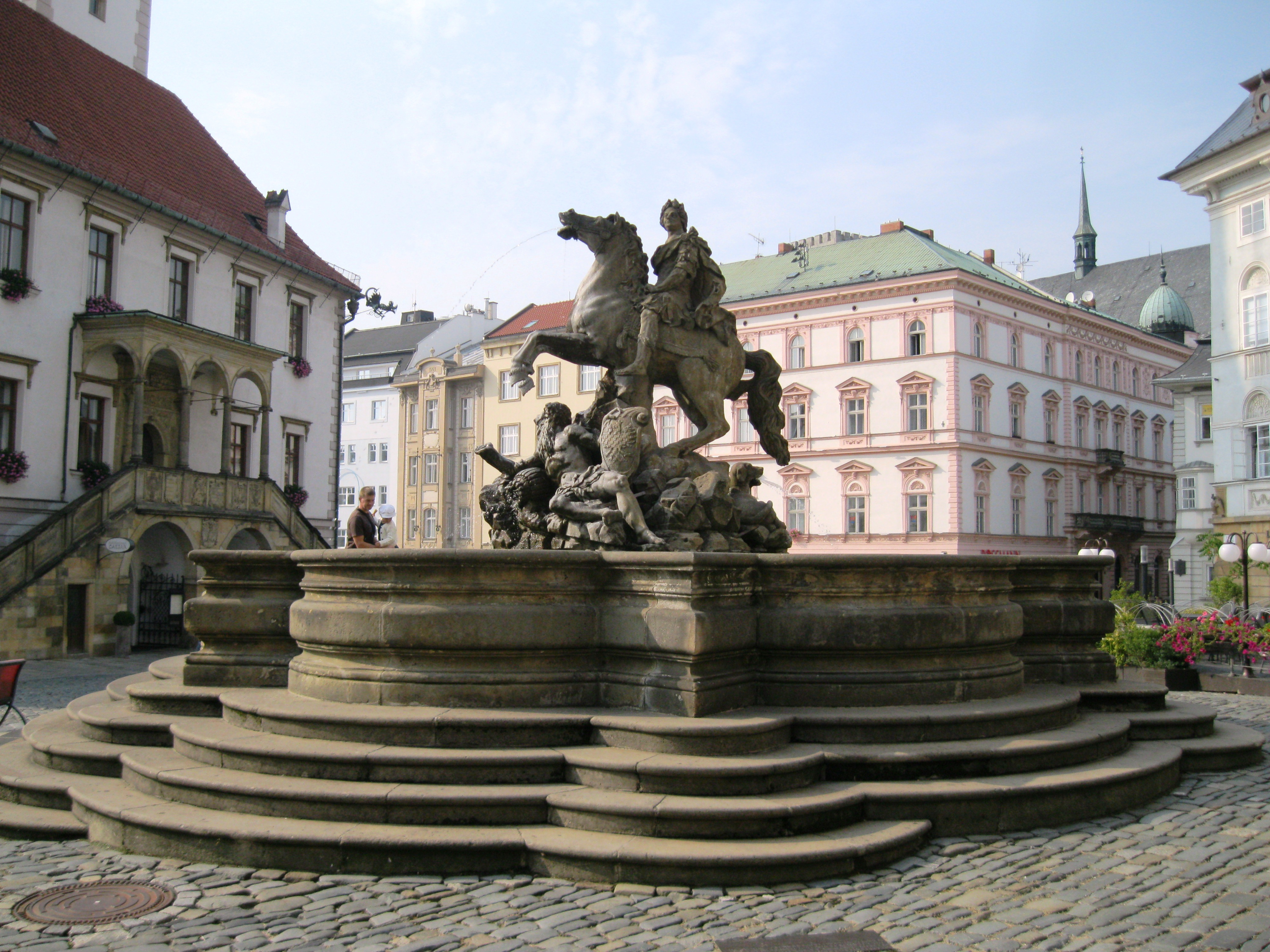
Caesarova kašna – největší olomoucká barokní kašna

  - Kapucínský kostel s klášteremCaesarova kašna – největší olomoucká barokní kašnaMěstský palác U zlatého/zeleného stromu (fasáda a portál)

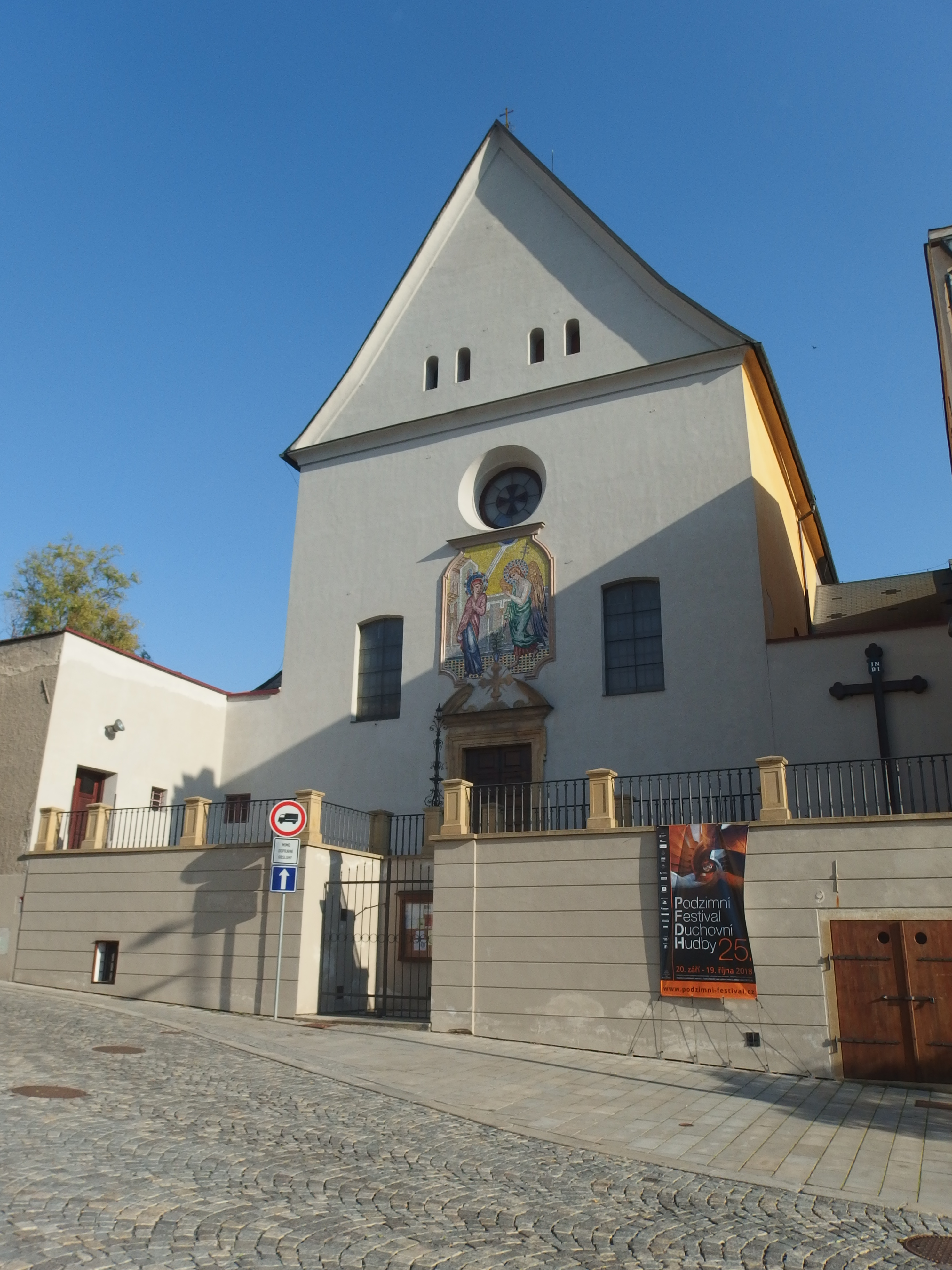
Kapucínský kostel s klášterem

  - Městský palác U zlatého/černého psa (fasáda)
  - Městský palác U zlaté štiky (fasáda)
  - Městský palác U zlatého/žlutého lva (fasáda)
  - Městský palác U Josefa (fasáda a portál)
  - Městský palác U bílé růže (malované stropy a fasáda)
- Barokní stavby a přestavby, olomouckých domů (mimo již zmíněné)
  - Dolní náměstí 18 – (1687)
  - Dolní náměstí 36 (fasáda a klenby)
  - Opletalova 2 – Prombergerův dům (fasáda a střecha)
  - 8. května 37 – Wittenský dům (1674)
  - 28. října 11 – upravován Matějem Kniebandlem, fasáda a klenby (1731)
  - Pavelčákova 21 – starý pivovar nebo číslo jedna, (1732)
  - Žerotínovo nám. 14 – (trámové stropy a fasáda)
  - 1. máje 10 (fasáda a hmota)
  - Purkrabská 5 (fasáda)
  - 1. máje 8 (trámový strop)
  - Panská 8 (fasáda)
  - Vodární 5 (mansardová střecha)
  - Kateřinská 4
  - Univerzitní 10
  - Švédská 1

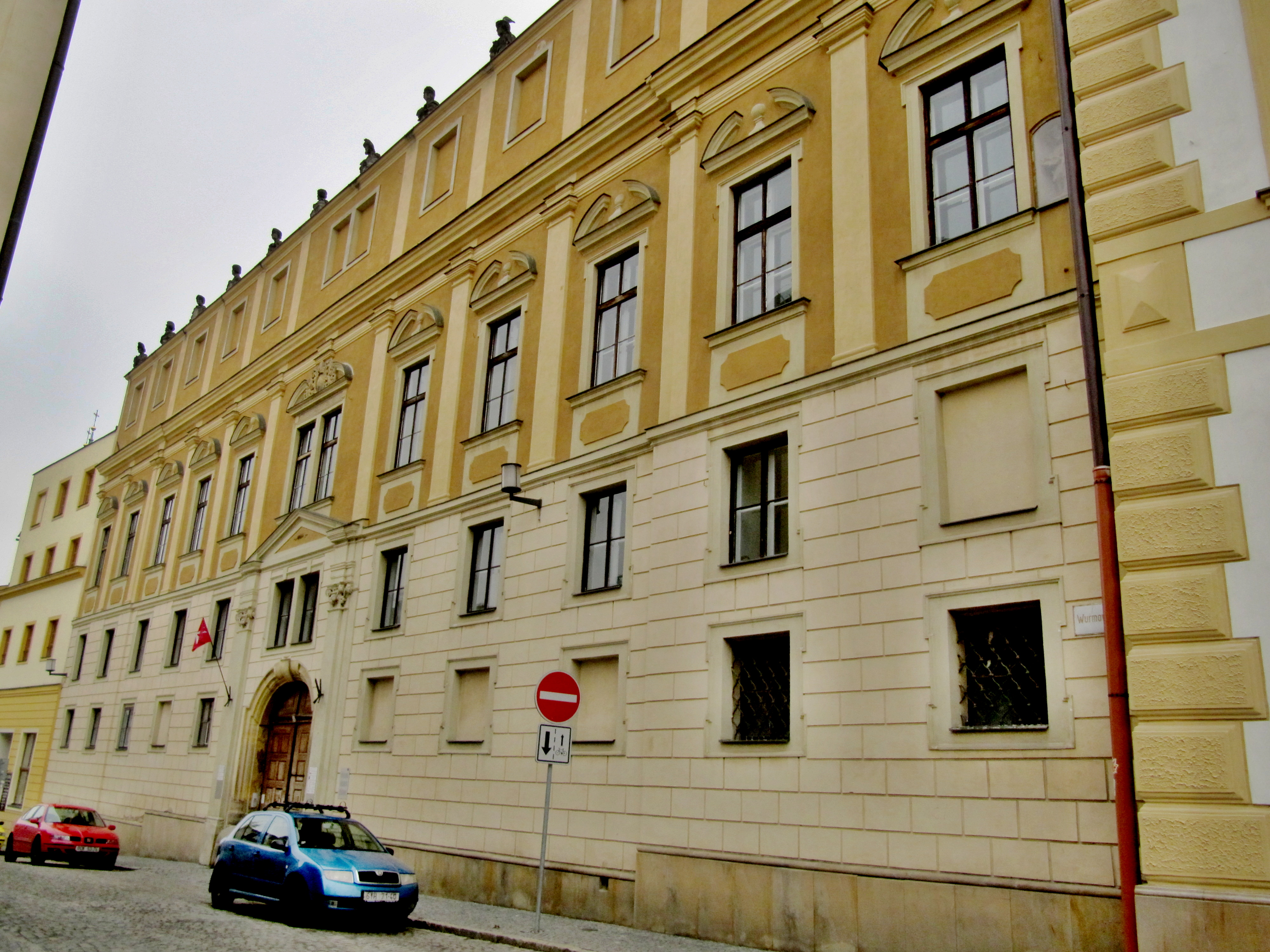
Kanovnická rezidence Wurmova 7
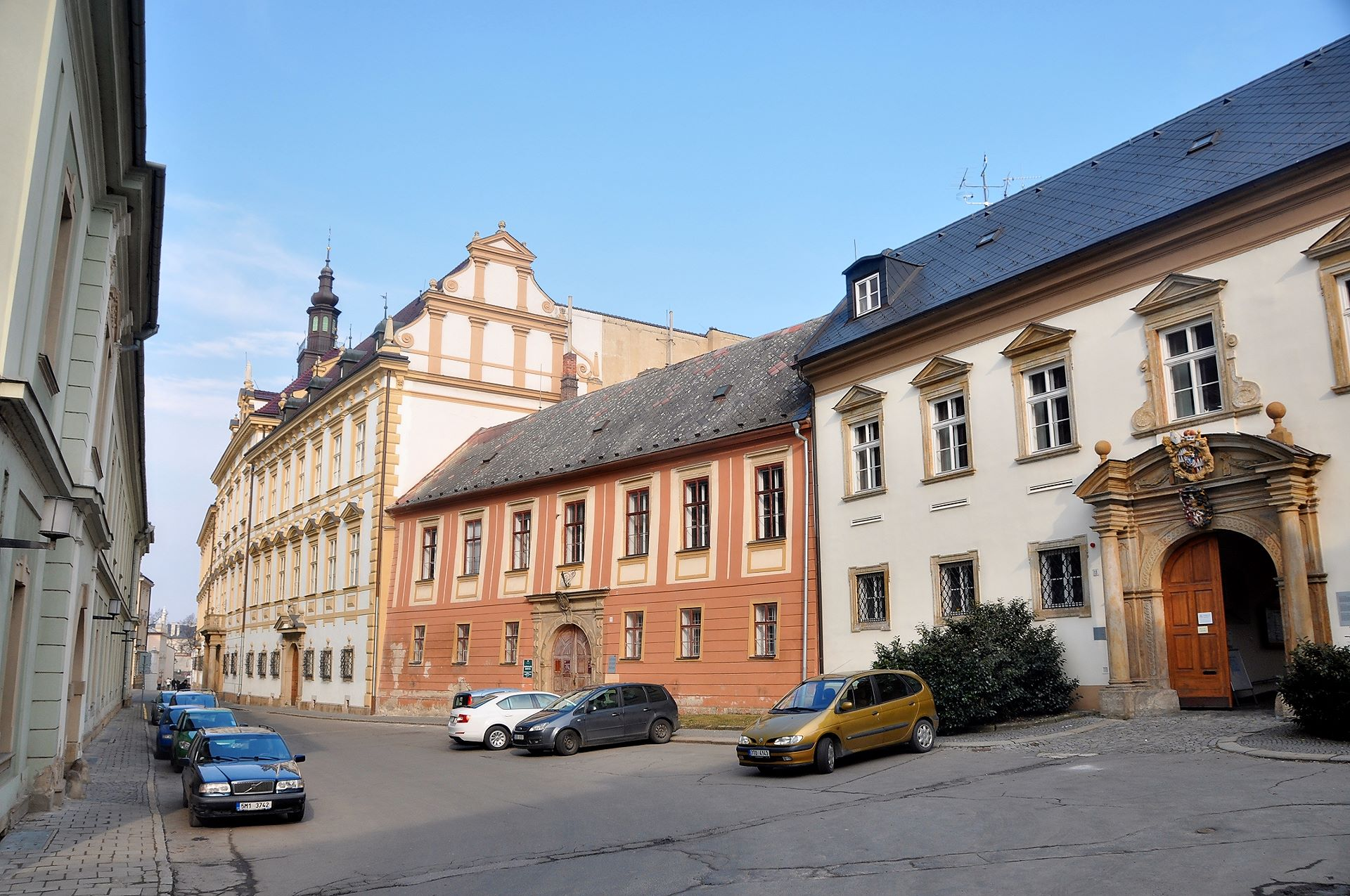
Kanovnická rezidence Wurmova 11 a 13 (vpravo) a konec Arcibiskupského paláce (vlevo)
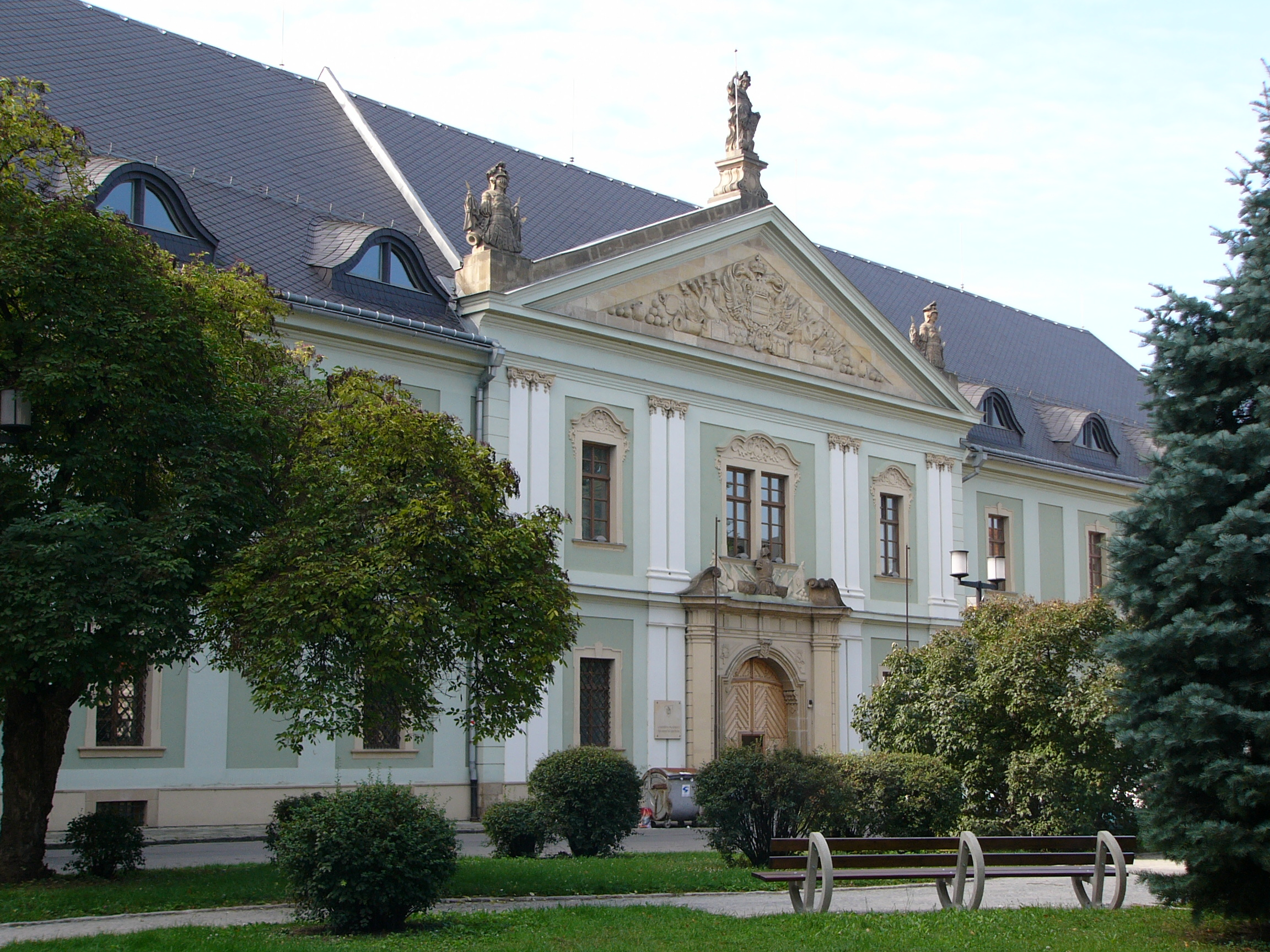
Tereziánská zbrojnice, dnes knihovna UP
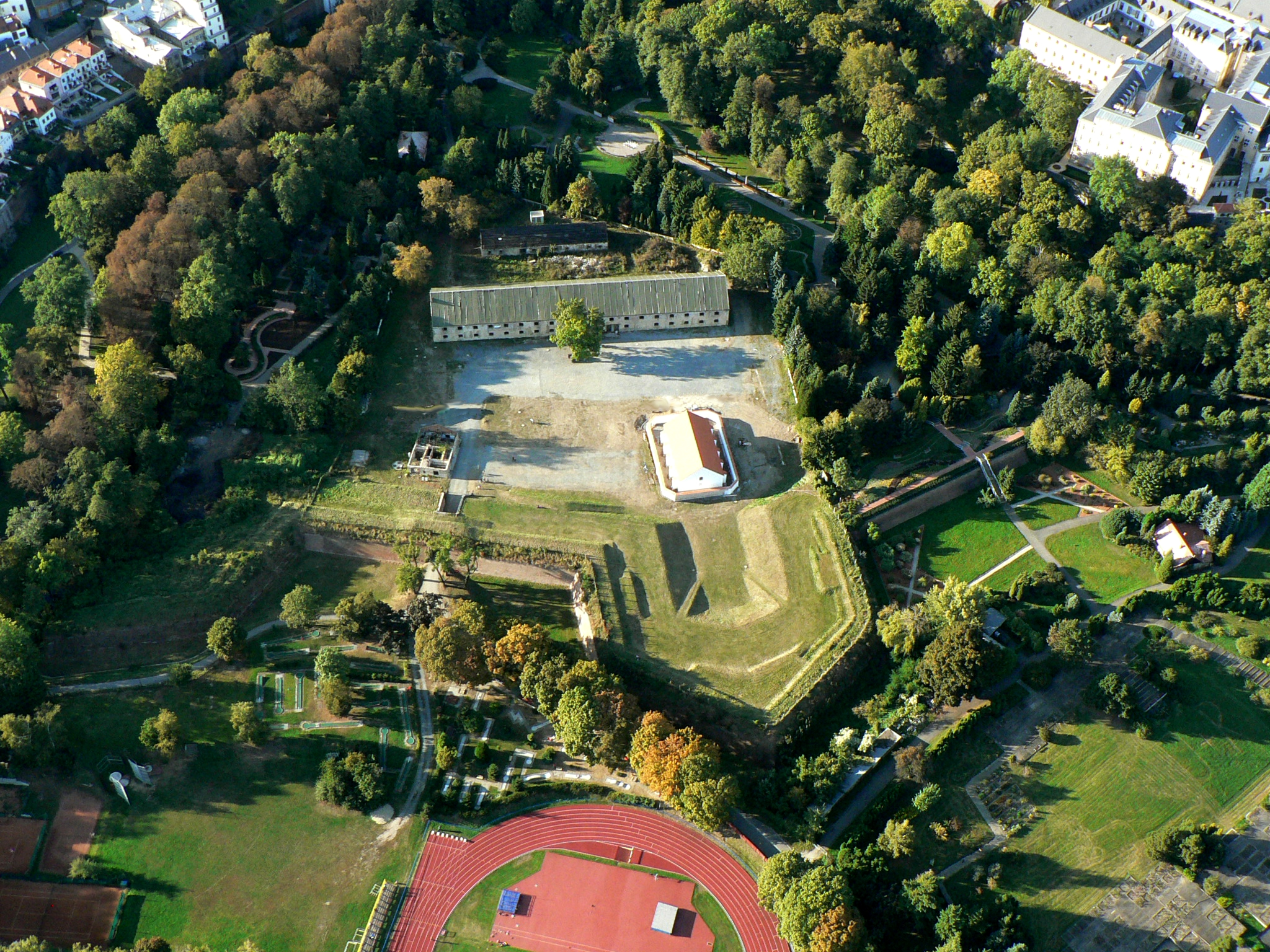
Korunní pevnůstka (hradba) v Olomouci
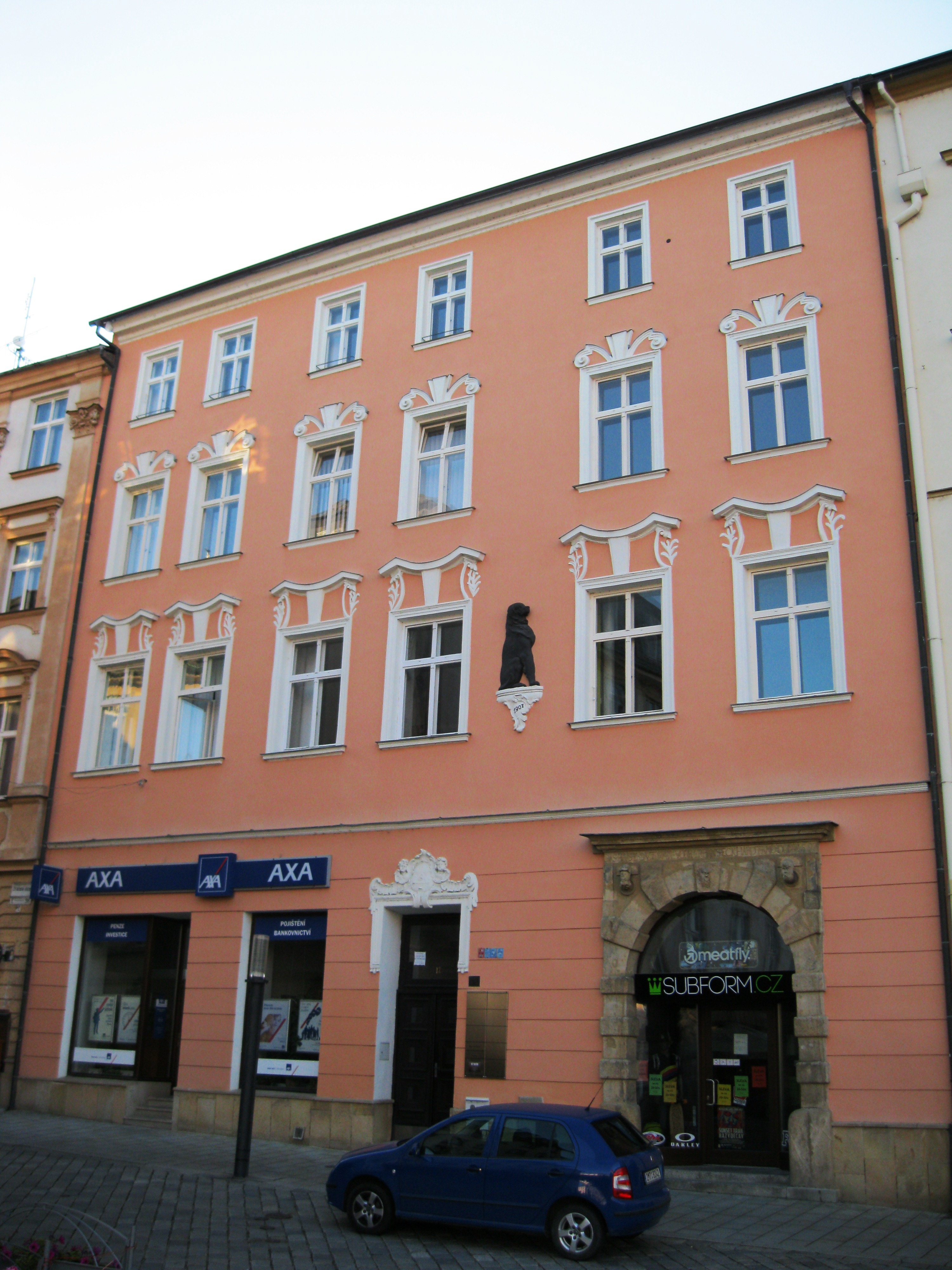
Městský palác U černého psa
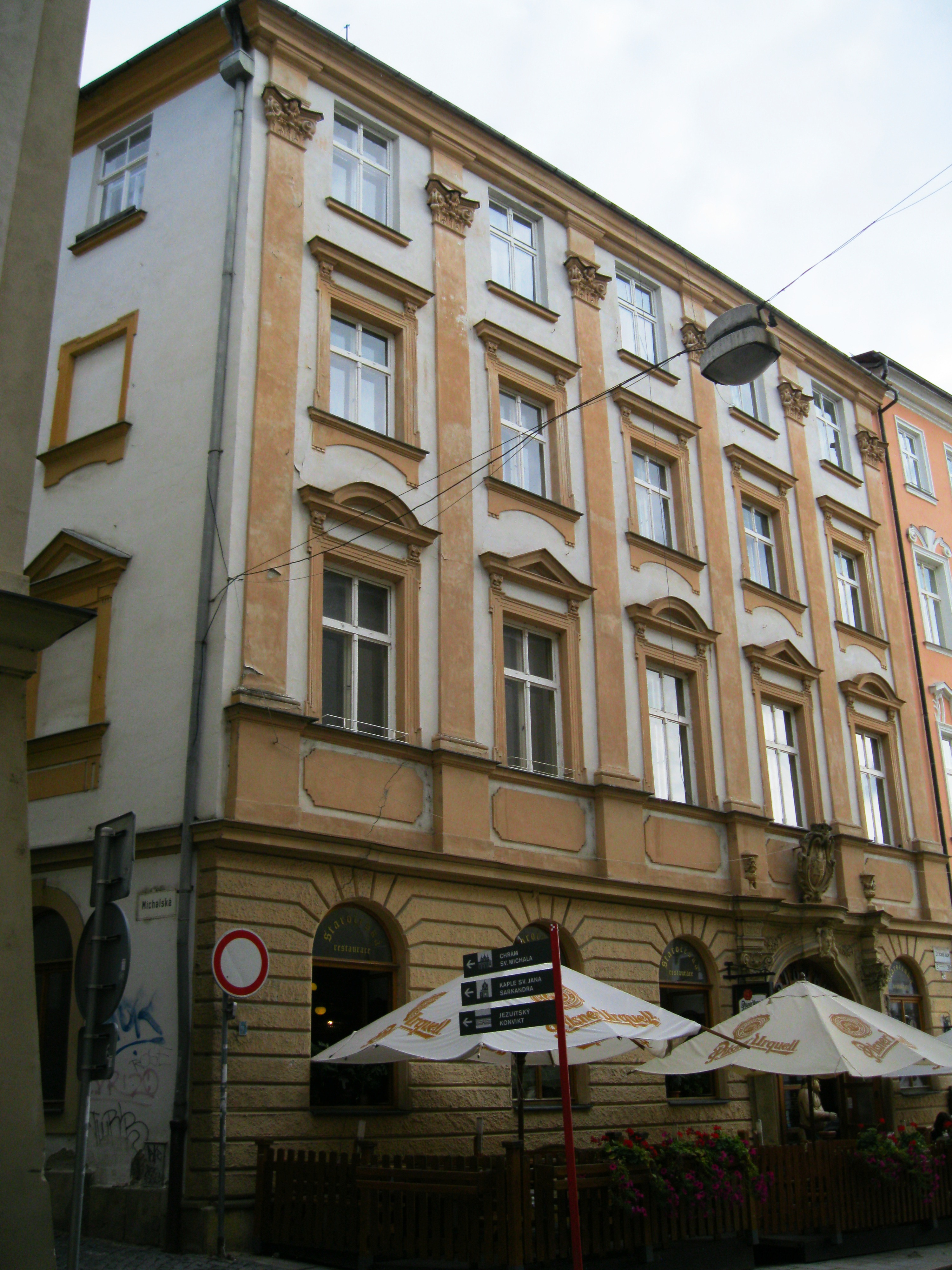
Palác Podstatských z Prusinovic
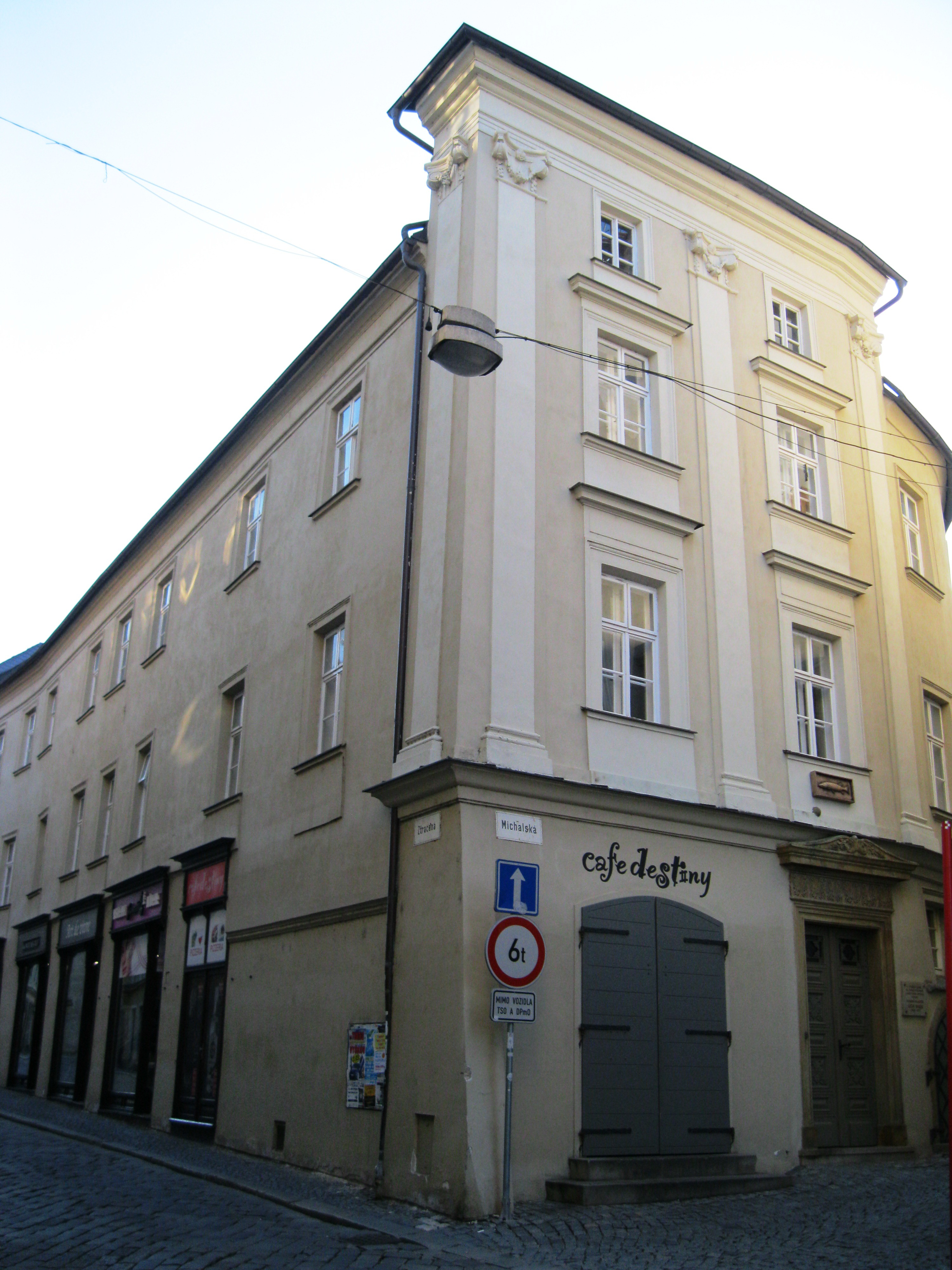
Palác U Zlaté štiky
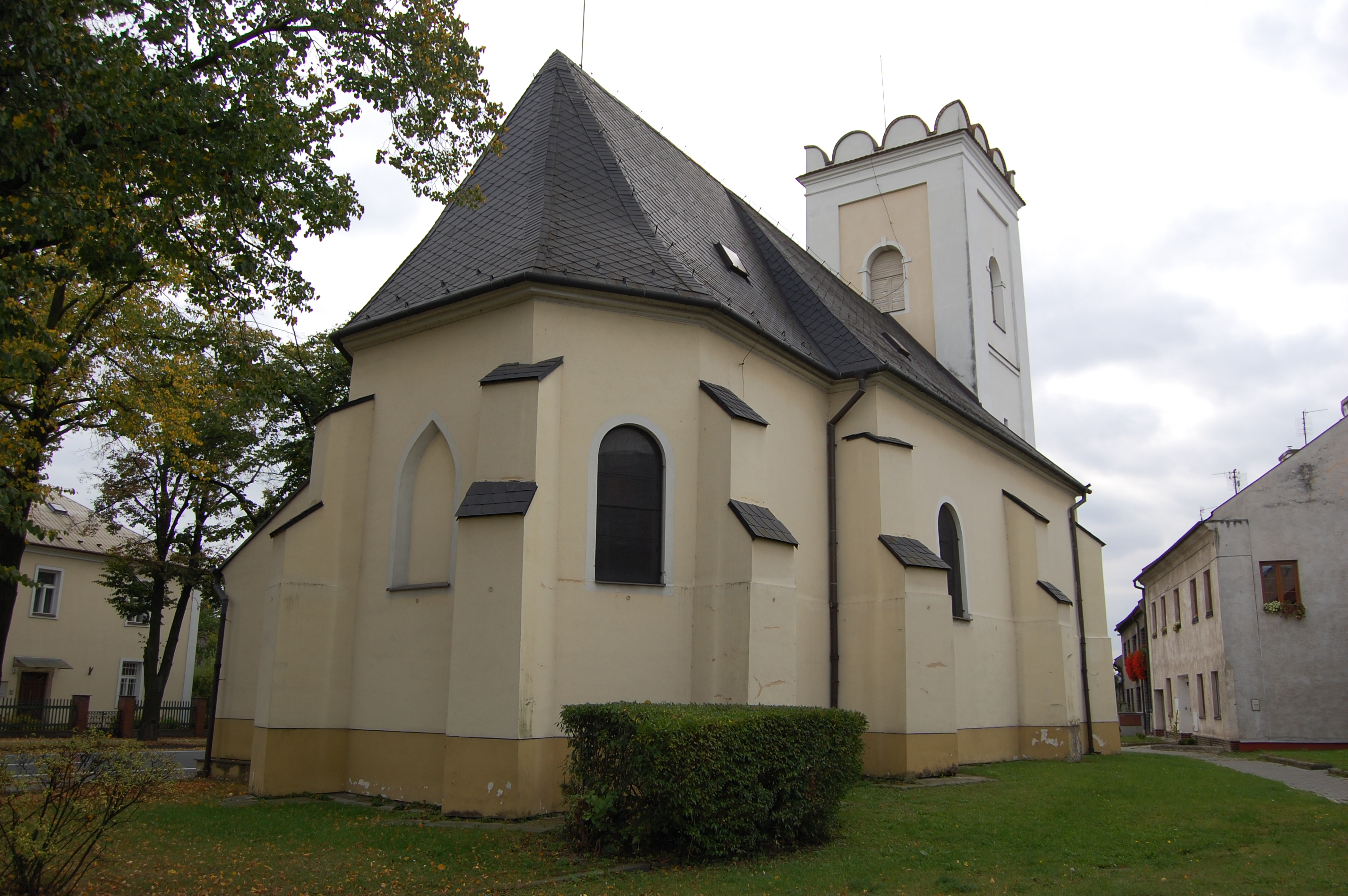
Kostel sv. Barbory – Olomouc-Chválkovice

## Rokoko
- Městský palác s rokokovou fasádou (Dolní náměstí 47)
- Městský dům s rokokovou fasádou (1. máje 22)

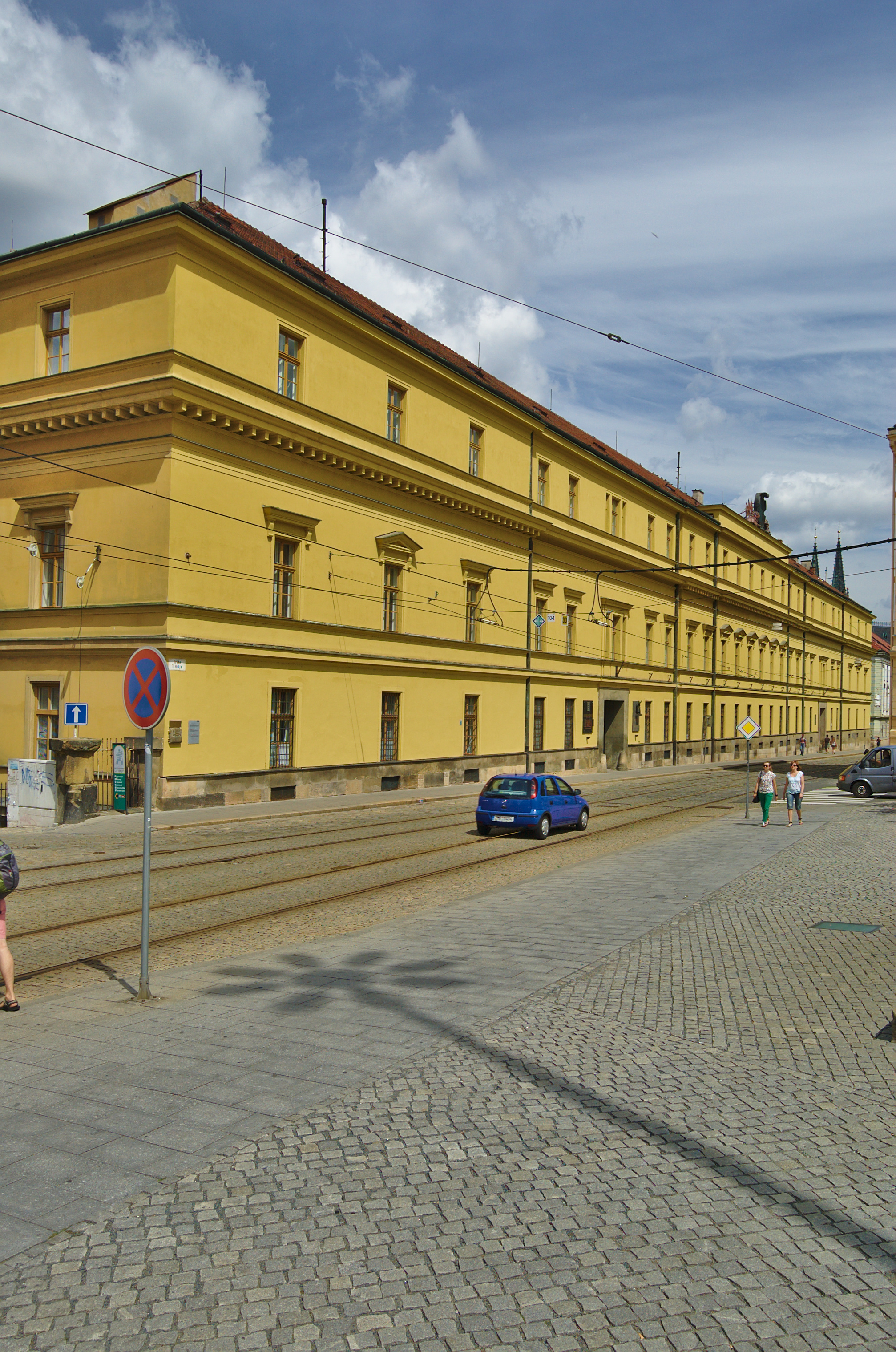
Mohutné Hanácké kasárna

## Klasicismus
- Hanácká kasárna - (1839–1845)

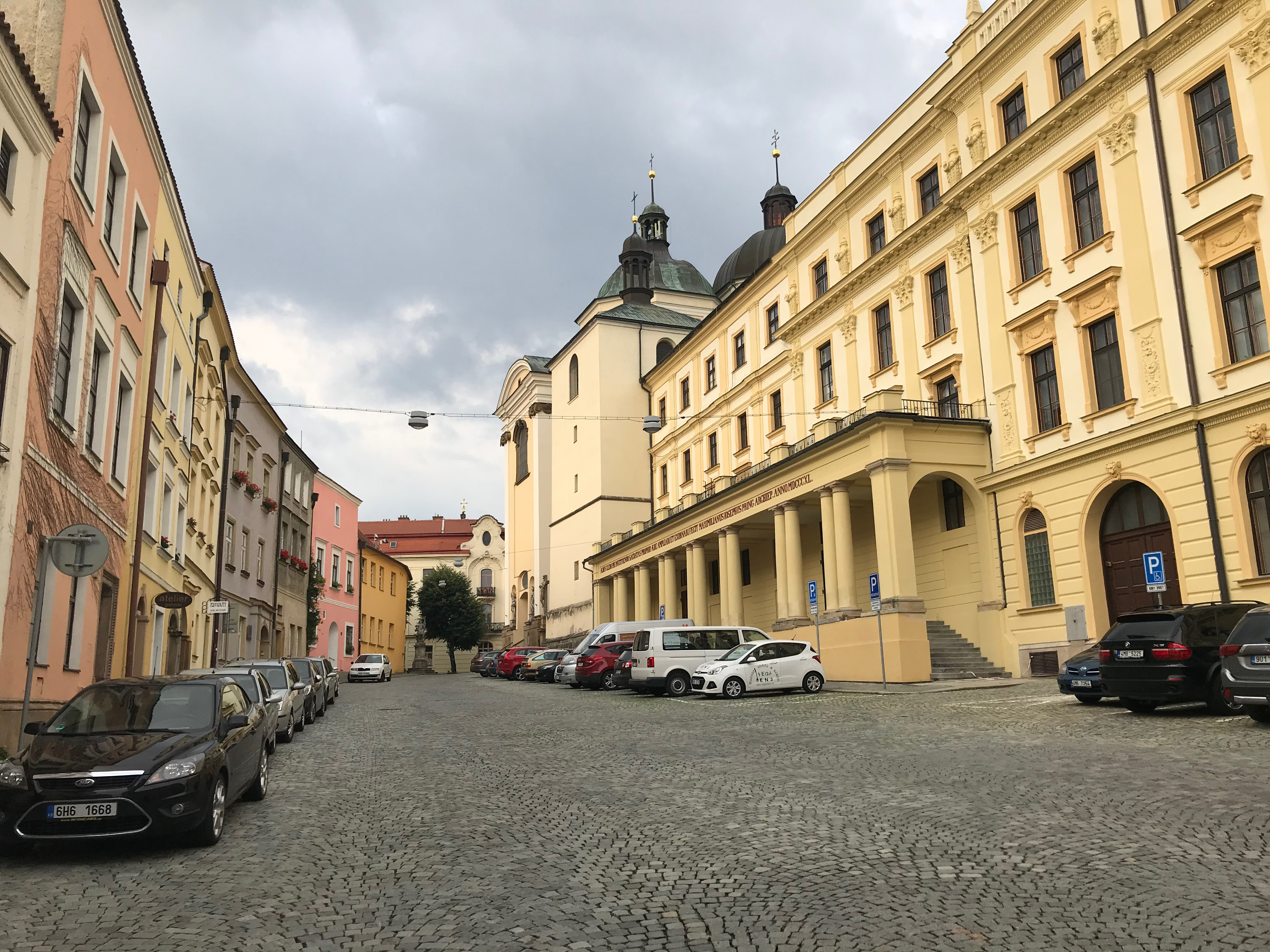
Žerotínovo náměstí s dominikánským klášterem (patrný sloupový portikus před kostelem sv. Michala)

- Žerotínovo náměstí s dominikánským klášterem (patrný sloupový portikus před kostelem sv. Michala)Reprezentativní sloupový portikus při dominikánském klášteře, arch. A. Archa (1839 - 1842)
- Dům zvoníků (fasáda a druhé patro)
- Staroměstská kasárna (1810)
- Vojenská pekárna v bastionu č. 14. (1811)
- Městský palác U zlaté koruny či později U uherského krále (fasáda) - Ostružnická č.p. 361/5
- Městský palác U bílého klobouku (fasáda) - Michalská č.p. 252/3
- Městský palác U krásné lékarny (1836) - Ostružnická 362/3

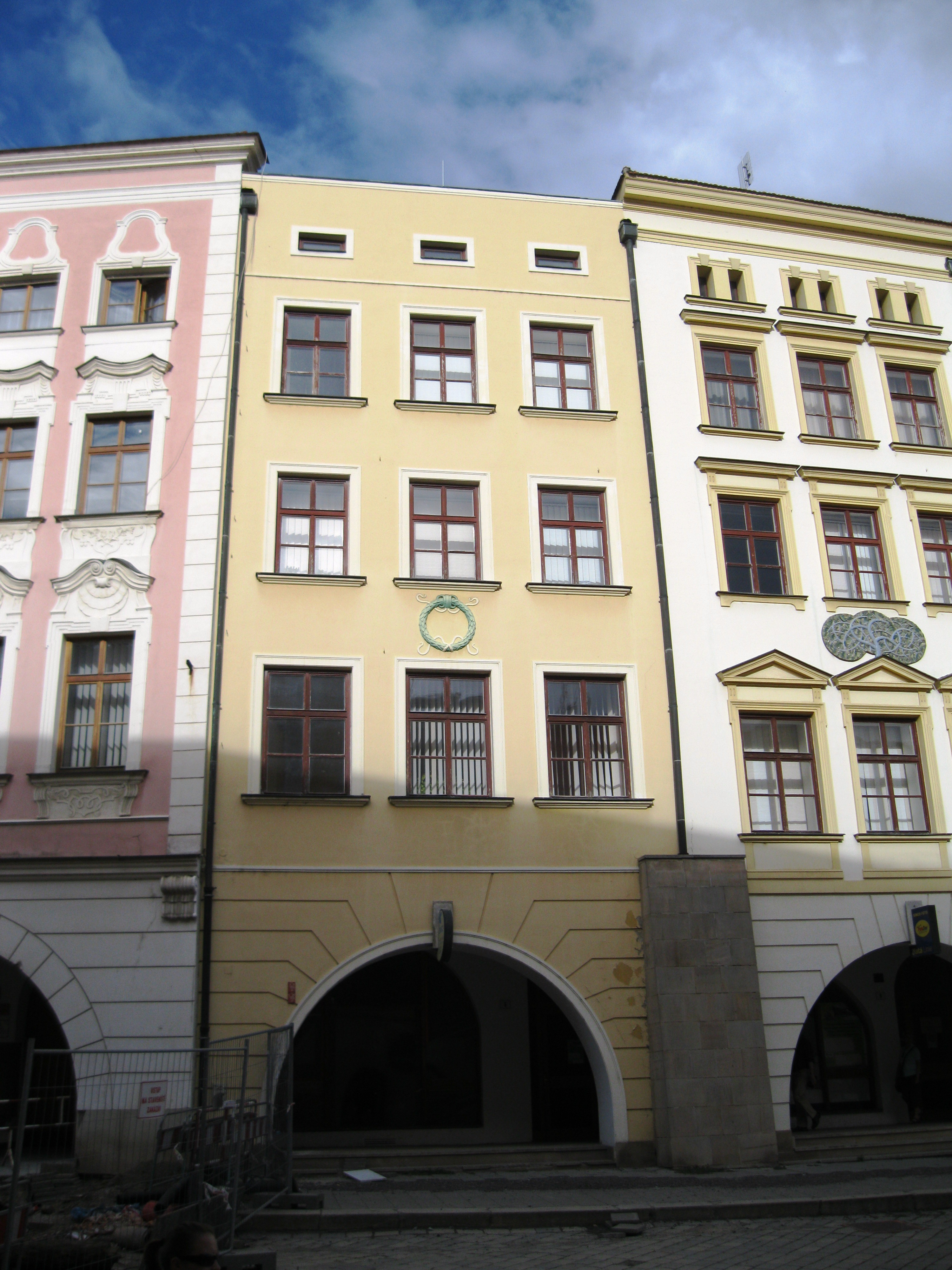
Měšťanský palác U zeleného věnce.

- Měšťanský palác U zeleného věnce. Městský palác U zeleného věnce - Dolní náměstí č.p. 193/8
- Městský palác U zlatého kříže - Panská č.p. 188/1
- Městský palác - původně pánů Mošovských z Moše, později Modrá a nakonec Velitelský (1830) - Horní náměstí 433/21
- Druhá Stavovský akademie - Sokolská 21, později pevnsotní velitelství (přelom 18. a 19. stol.)
- Sladovna městského pivovaru - Sokolská 15 (1800)
- Stará sokolovna - (1/4) 19. stol.
- další Klasicistní stavby a přestavby
  - Šemberova 7 (fasáda)
  - 8. května 35 (portál)
  - Riegrova 5 (fasáda a portál)
  - Riegrova 26 (fasáda a portál)
  - Dolní náměstí 32 (fasáda a portál)

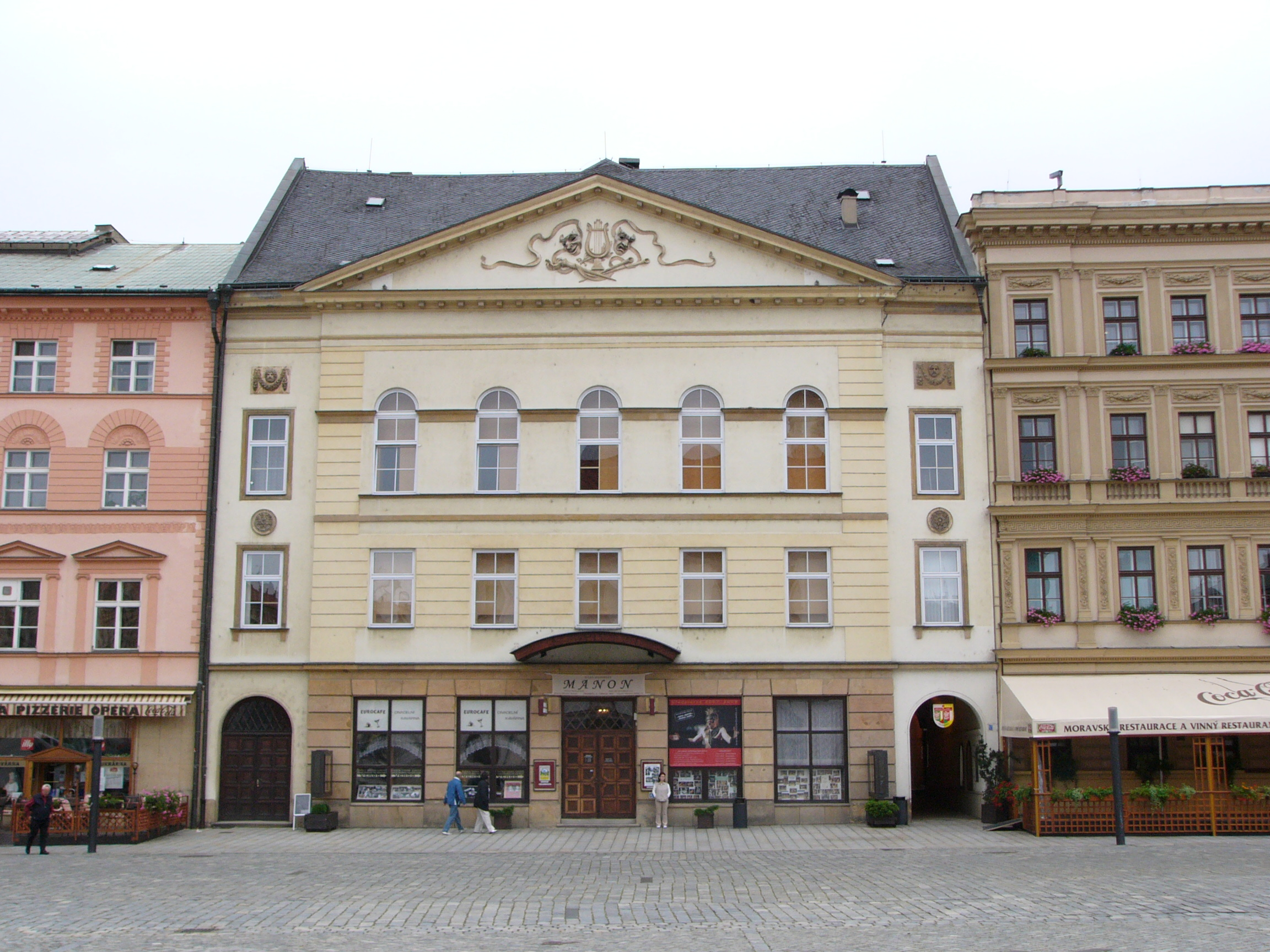
Moravské divadlo Olomouc

  - Havelkova 5 (fasáda)
  - 8. května 11 (fasáda a portál)
  - 8. května 17 (fasáda)
  - Riegrova 23 (fasáda)
  - Kateřinská 3 (fasáda)
  - Kateřinská 5 (fasáda)

## Empír
- Moravské divadlo - empírová stavba z roku 1830, monumentální fasáda s úpravami 1940 (Horní náměstí č. 22)
- Městský palác "dříve Modrý či Velitelský" - empírová stavba s gotickými základy (Horní náměstí 20)

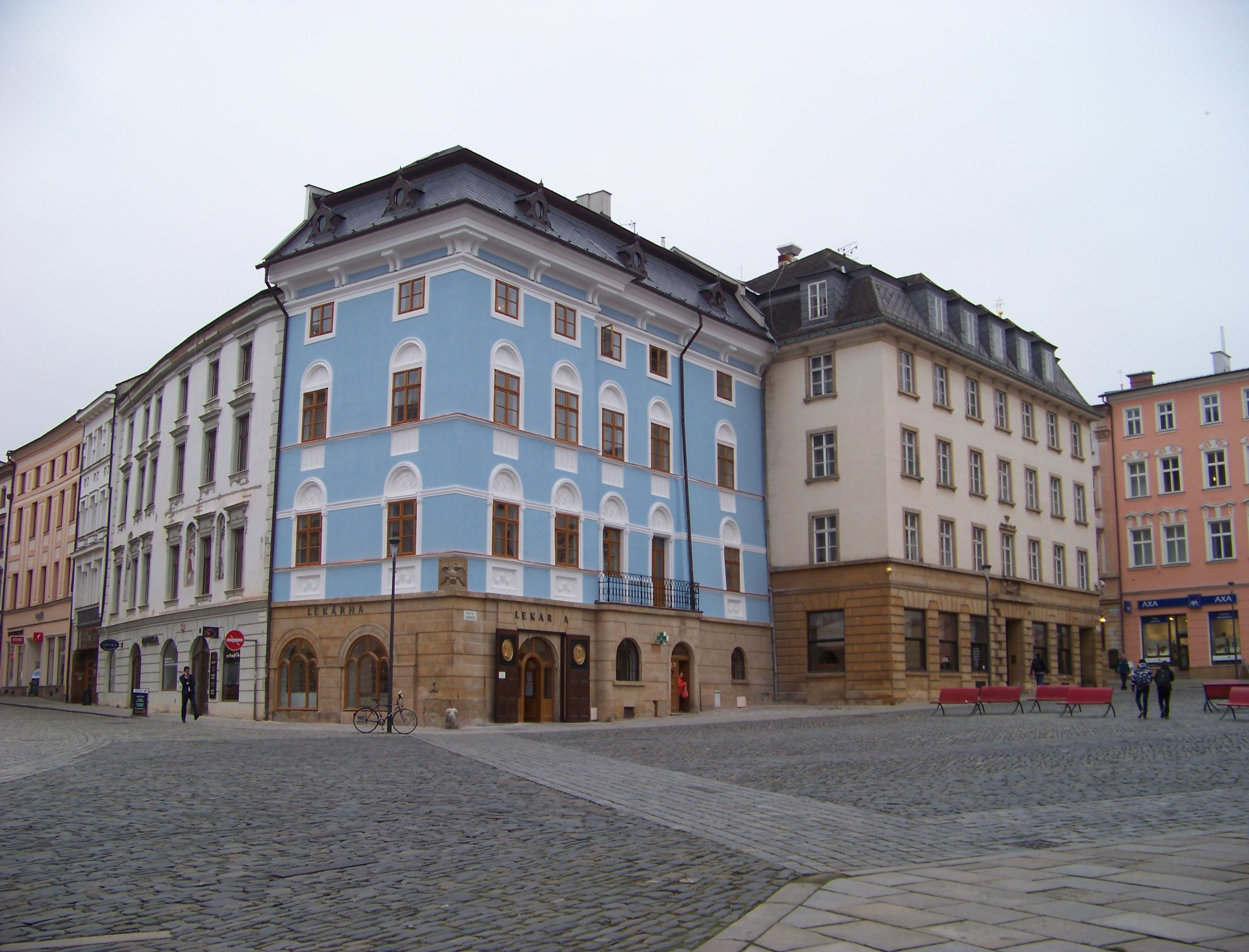
Městský palác Krajinská lékárna

- Městský palác Krajinská lékárnaMěstský palác Krajinská lékárna - empírový fasáda na domě starší hmoty (Horní náměstí 10)
- Městský palác U zlatého pelikána, nověji U Salvatora - empírový reliéfem (Dolní náměstí 51)
- Špitál sv. Ondřeje - empírová fasáda na starší různorodé hmotě (Kateřinská 8)
- Zahradní altán I. P. Pavlova - empírová stavba při zaniklém objektu, dnes součástí FNOL
- Empírové vstupní portály
  - Riegrova 3
  - Žerotínovo náměstí 9

## Historismus a Romantismus

### Neorománská a neobyzantská architektura
- Synagoga Olomouc (neobyzantsko-orientální styl), návrh Jakob Gartner (1897, zničena nacisty 1941)

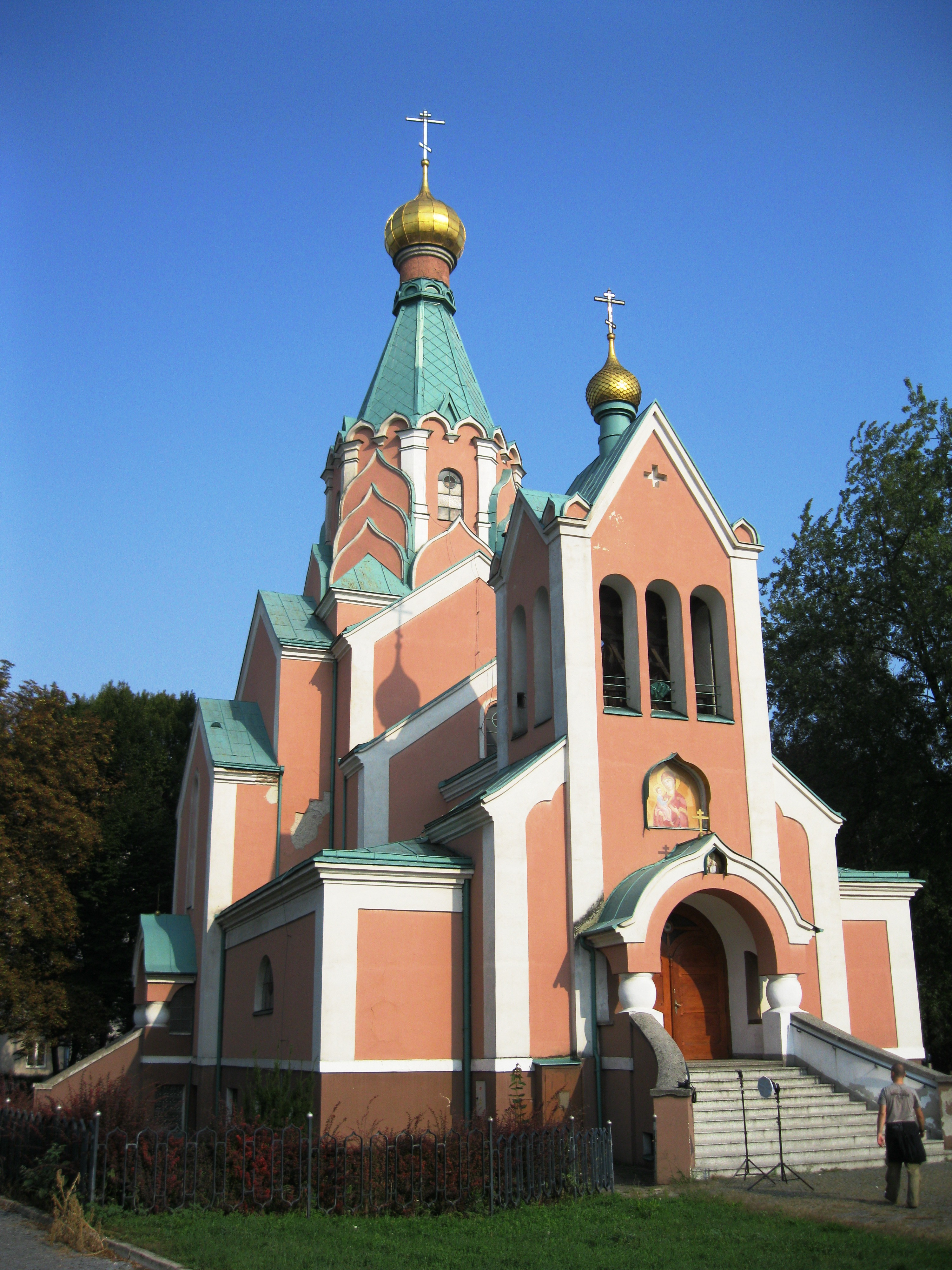
Pravoslavný chrám svatého Gorazda

- Pravoslavný chrám svatého GorazdaChrám svatého Gorazda (neobyzantský styl), arch. Archimandrita Vsevolod Kolomacký (1939)
- Kaple Božského Srdce Páně (neorománský styl), Olomouc-Topolany (1913)
- Hrobka manželů Brděkových (neorománský styl), Olomouc-Nové Sady (1904)

- Soubor hřbitovních kaplí na Neředínském centrálním hřbitově
  - Centrální kaple a smuteční síň (neorománský styl)
  - Židovská obřadní síň (neorománský styl)
  - Bývalá evangelická obřadní kaple (neorománský styl)
  - Hrobka Jana Rudolfa Demela (neorománský styl)

### Neogotická architektura

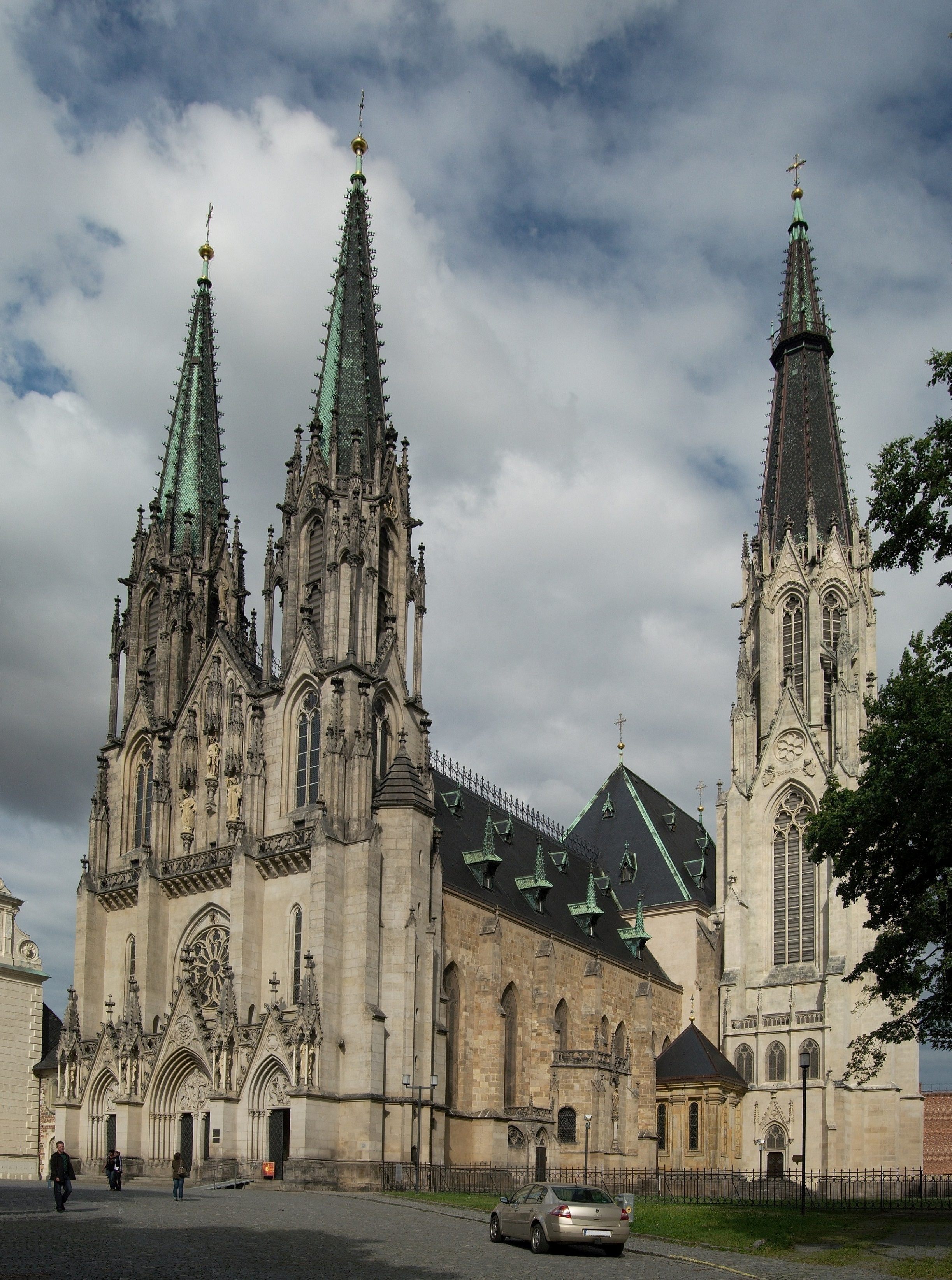
Arcibiskupská katedrála Sv. Václava, první kostel na Moravě.

- Arcibiskupská katedrála Sv. Václava, první kostel na Moravě.Katedrála svatého Václava - monumentální přestavba arch. Gustava Meretty (1892)
- Olomoucká radnice - přestavba s prvky neogotiky, stav. Johann Aulegk, (1904)
- Pöttingeum - bývalý Ústavu hraběte Pöttinga pro výchovu dívek, návrh Jakob Gartner a Karel Starý starší (1895)
- Červený kostel - pro luteránskou německou evangelickou církev augšpurského vyznání, arch Franz Böhm a Max Löw, novogotický kostel ve stylu severoněmecké cihlové gotiky (1902)
- Další neogotické stavby a přestavby
  - Denisova 17 (fasáda)
  - Žerotínovo nám. 6 (fasáda)
  - Hrobka rodiny Pallatovy (?)
  - Dolní nám. 44 U černého koně, novogotický zalomený výklenek s přední částí plastiky černého koně v klusu (18??)
  - Kříž u polní cesty, Olomouc-Neředín (18??)

### Neorenesanční architektura

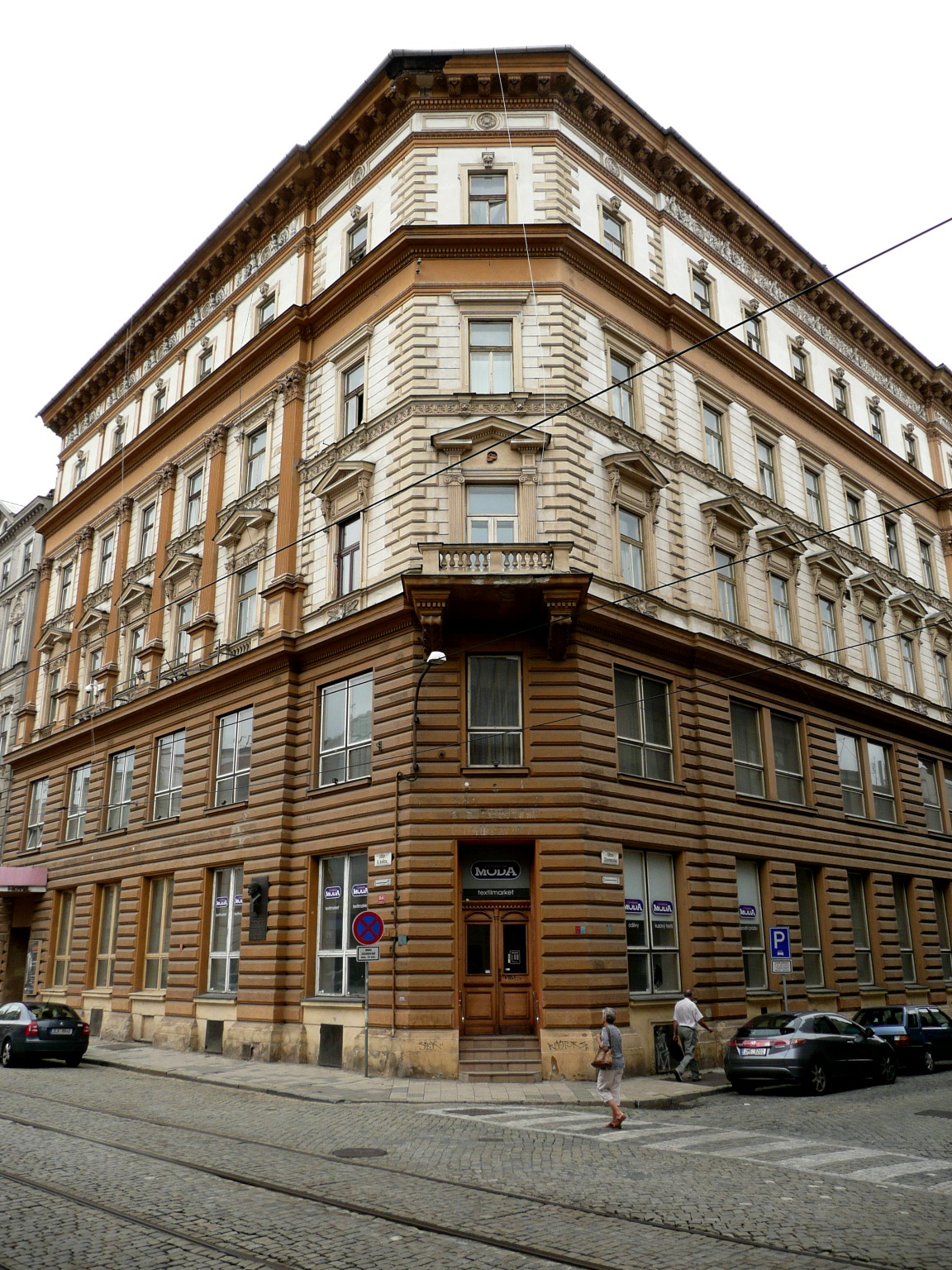
Národní dům Olomouc

- Národní dům OlomoucNárodní dům - 8. května 21, arch. Karel Starý starší (1887-1888), novostavba
- Rodinný dům Willibalda Müllera - Dvořákova 3, arch. Johann Aulegk (1886), novostavba
- Vila dr. Šrota - tř. Spojenců 20, arch. Ladislav Skřivánek (1923-1924), novostavba
- Justiční palác, dnes okresní soud - tř. Svobody 16, arch. Alexandr von Wielemanns a Josef Karásek (1896-1901), novostavba
- Mayův a Dietrichsteinský palác - Horním náměstí 9 a Opletalova 1 (1890), novostavba a přestavba
- Vila bratrů Mayů - Olomouc-Hejčín, arch. Jakobem Gartnerem (1892), novostavba
- Urbanistický soubor Palackého 1, 2 a 3 - arch. Franz Böhm (1895), novostavba
- Spolkový dům (dům odborů) - arch. Franze Langera (1887), novostavba
- Komenium - 8. května 29, arch. Vincenze Kühna a Augusta Krumholze (1870-1874), novostavba
  - součástí i svou výzdobou unikátní Komenského sál
- Domy s neoklasicistní přestavbou fasády
  - Ostružnická 7
  - Dolní náměstí 46
  - Dolní náměstí 39
  - Ztracená 10
  - Dolní náměstí 40 (masné krámy)

### Neobarokní architektura
- Salesiananum - Žerotínově náměstí 2, arch. Jaroslav Kovář starší (1911), novostavba
- Sarkanderium - domov pro vysloužilé kněze, (1902), novostavba

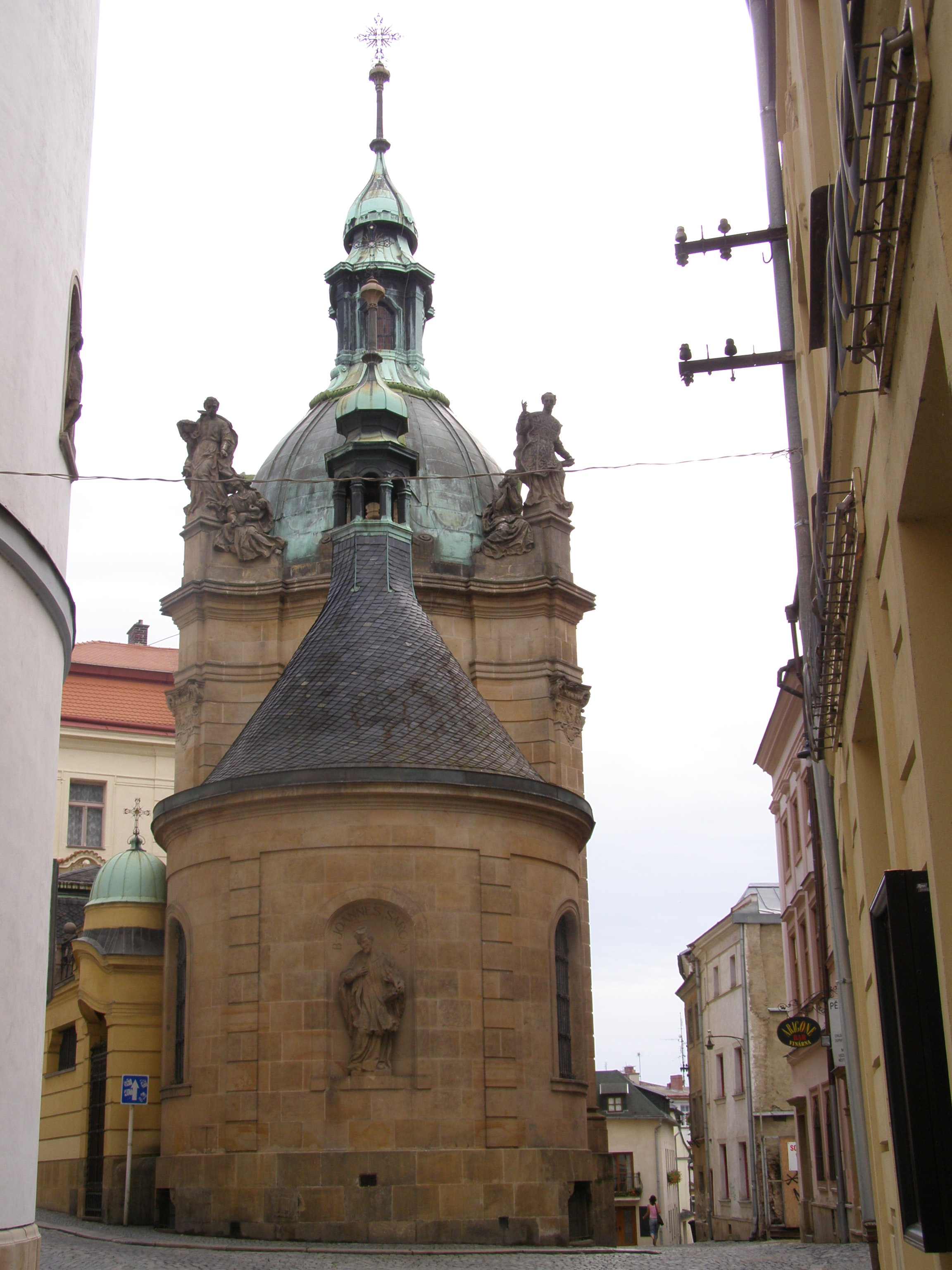
Kaple sv. Jana Sarkandra

- Kaple sv. Jana SarkandraKaple sv. Jana Sarkandra - arch. Eduard Sochor, kombinace pozdního neobaroka a secese (1909–1912), radikální přestavba
- Arcibiskupská konzistoř - Biskupském náměstí 2, arch. Jaroslava Kováře st., přestavba
- Denisova 19 (fasáda)

### Eklektická, puristická a ostatní historizující architektura[12]
- Denisova 33 (eklektická fasáda)
- Denisova 29 (eklektická fasáda)

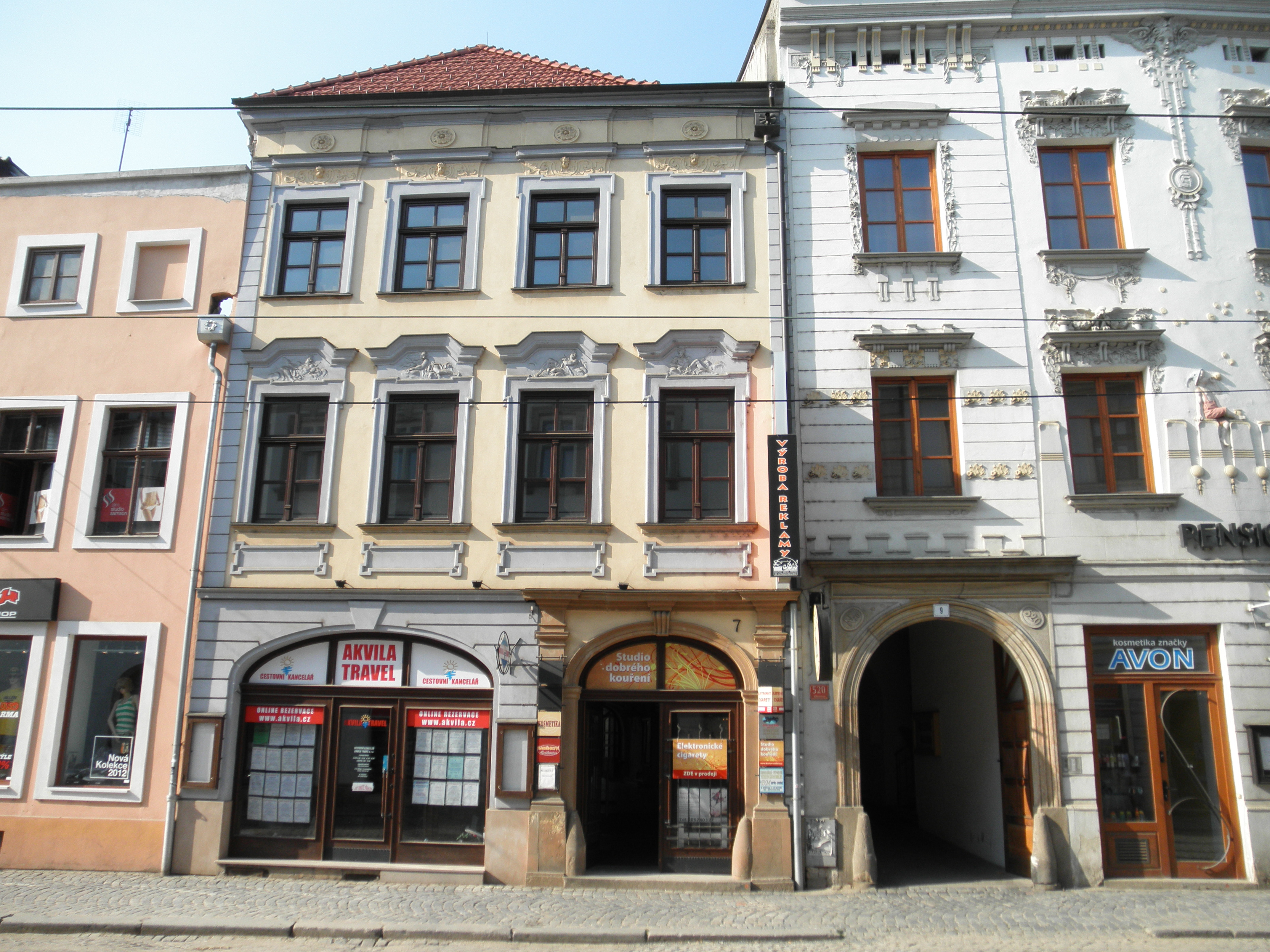
8. května 7 - Renderův dům

- 8. května 7 - Renderův dům8. května 7 - Renderův dům (eklektická fasáda)
- Kostel sv. Mořice (1869–1908, goticky puristická přestavba)
- Ostružnická 22 (eklektická fasáda)

### Ostatní historizující stavby a urbanistické celky
- Soubor vil na Vídeňské od Jakoba Gartnera

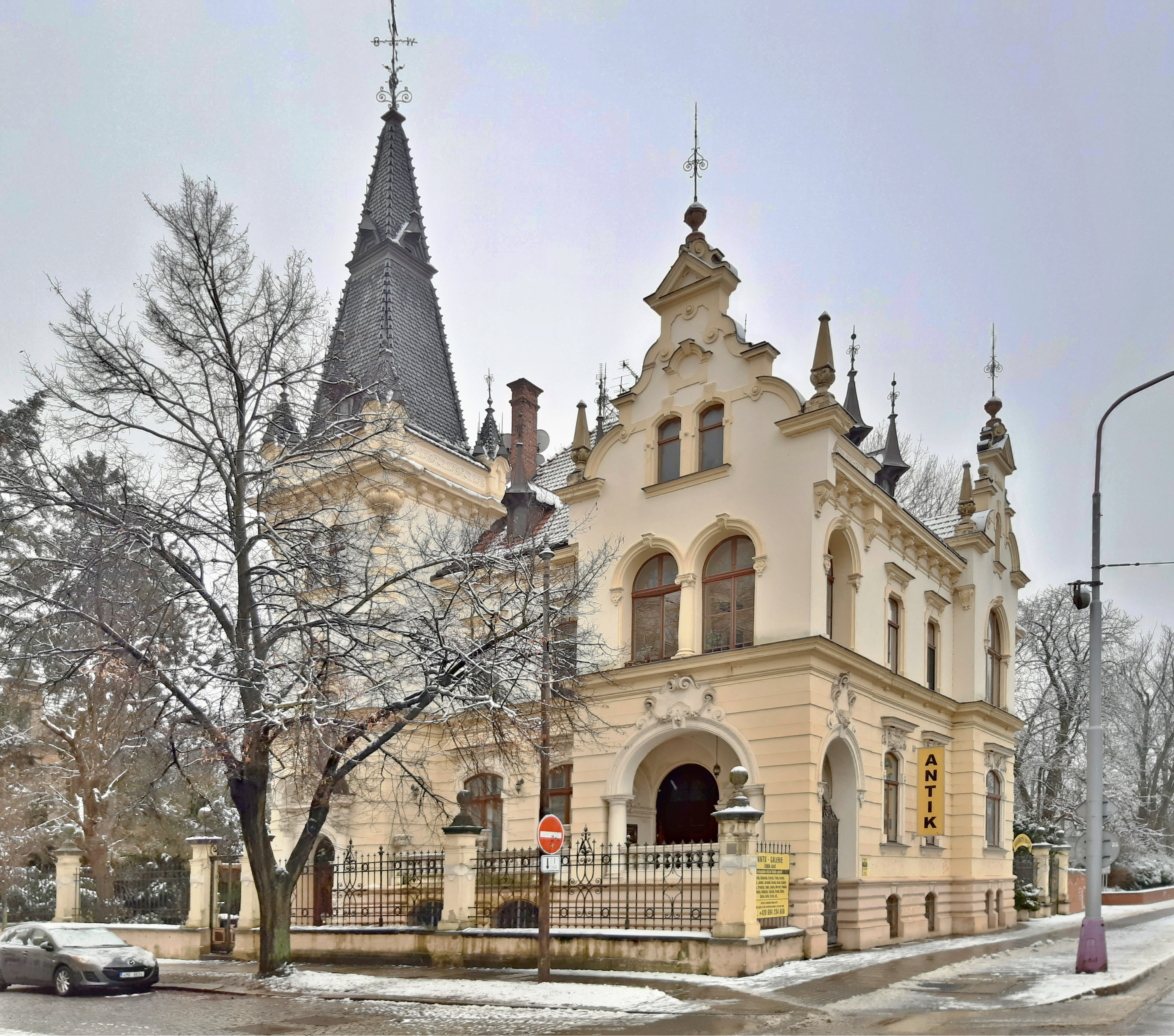
Vila Eduarda Hamburgera

  - Vila Eduarda HamburgeraVila Eduarda Hamburgera, německá novorenesanční stavba (1895)
  - Vila Wilhelma Briesse, severská novorenesanční stavba (1896)
  - Vila Josepha Bermanna, neobarokní stavba (1896)
  - Vila Ignáce Briesse, neogotická stavba (1896)
  - Vila Hanse Passingera, neorokoková stavba (1898)
- Domská čtvrť (1878-1890)
  - 24 převážně nájemních domů (neorenesance)
- Úřední čtvrť (1883-1918)
  - přes 100 domů různých stylů a typů (mix zástavby vil a nájemních domů)
- Rozšiřování podél Masarykovy a Komenského ulice (1896-1911)
  - 39 domů různých stylů a typů (převládají nájemní domy)
- Olomoucká "Ringstraße" (1882-1915)
  - 88 domů různých stylů, zaměření a typů (mix kancelářských, společenských a reprezentativních budov spolu s vilami a nájemními domy)

## Secesní architektura
- Městský dům - Dolní náměstí 26 (1900)
- Městský dům - Dolní náměstí 23, arch. Karel Starý starší (1900)
- Nájemní dům tř. Spojenců 3 - arch. Czeschner Heinrich, geometrizujícímu secese (1902-1903)
- Nájemní dům Resslova 15 - arch. Karel Knob a Karel Starý mladší, inspirace O. Wagnera (1903-1904)

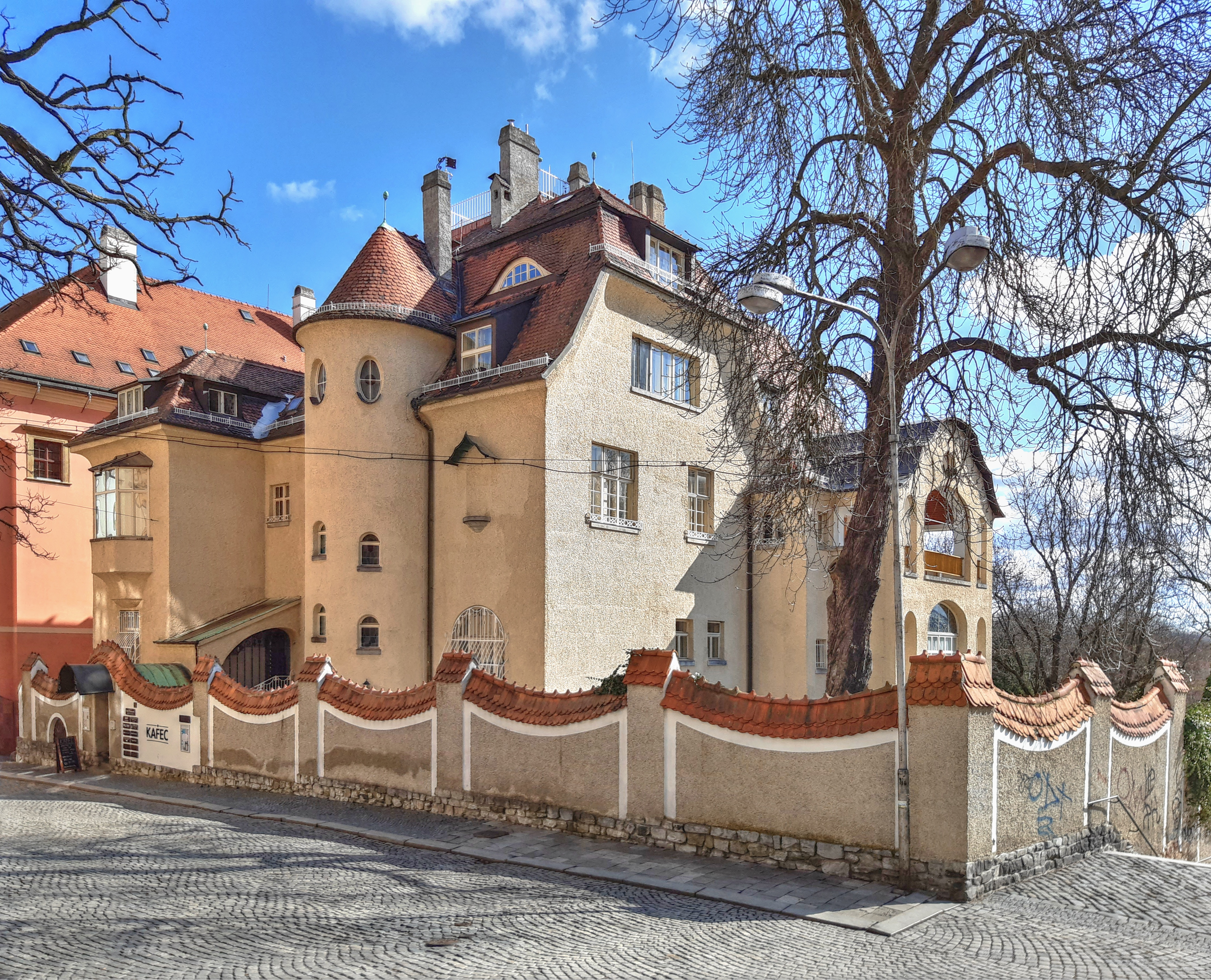
Vila Primavesi

- Vila PrimavesiVila Primavesi - arch. Franz von Krausse a Josef Tölka, spojení vídeňské a anglické secese (1905-1906)
- Městský dům - 8. května 9, arch. secesního průčelí Jan Hublík (1907)
- Nájemní dům tř. Svornosti 14 - arch. Franz Langer, pozdní vídeňská secese (1908)
- Dům U Smékalů - Riegrově 10, arch. Jaroslav Kovář starší (1910-1911)
- Městský dům - Riegrova 24, arch. Jaroslav Kovář starší, pozdní secese pražské provenience (1911)
- Vila Elly Krickové - tř. Spojenců 10, arch. Heinrich Czeschner (1911)
- Vila Antonína a Ludmily Hofmanových - Resslova 20, arch. Karel Starý mladší, pozdní secesi pražské provenience (1911-1912)
- Nárožní dům s kinem Edison - nám. Národních hrdinů 1 (1913)
- Dům manželů Bubeníkových - Ostružnická 25, arch. Bohumil Vodička a Josef Juránek, organické secese a reliéfní postava Hanačky s fotoaparátem od sochaře Josefa Hladíka (1914)

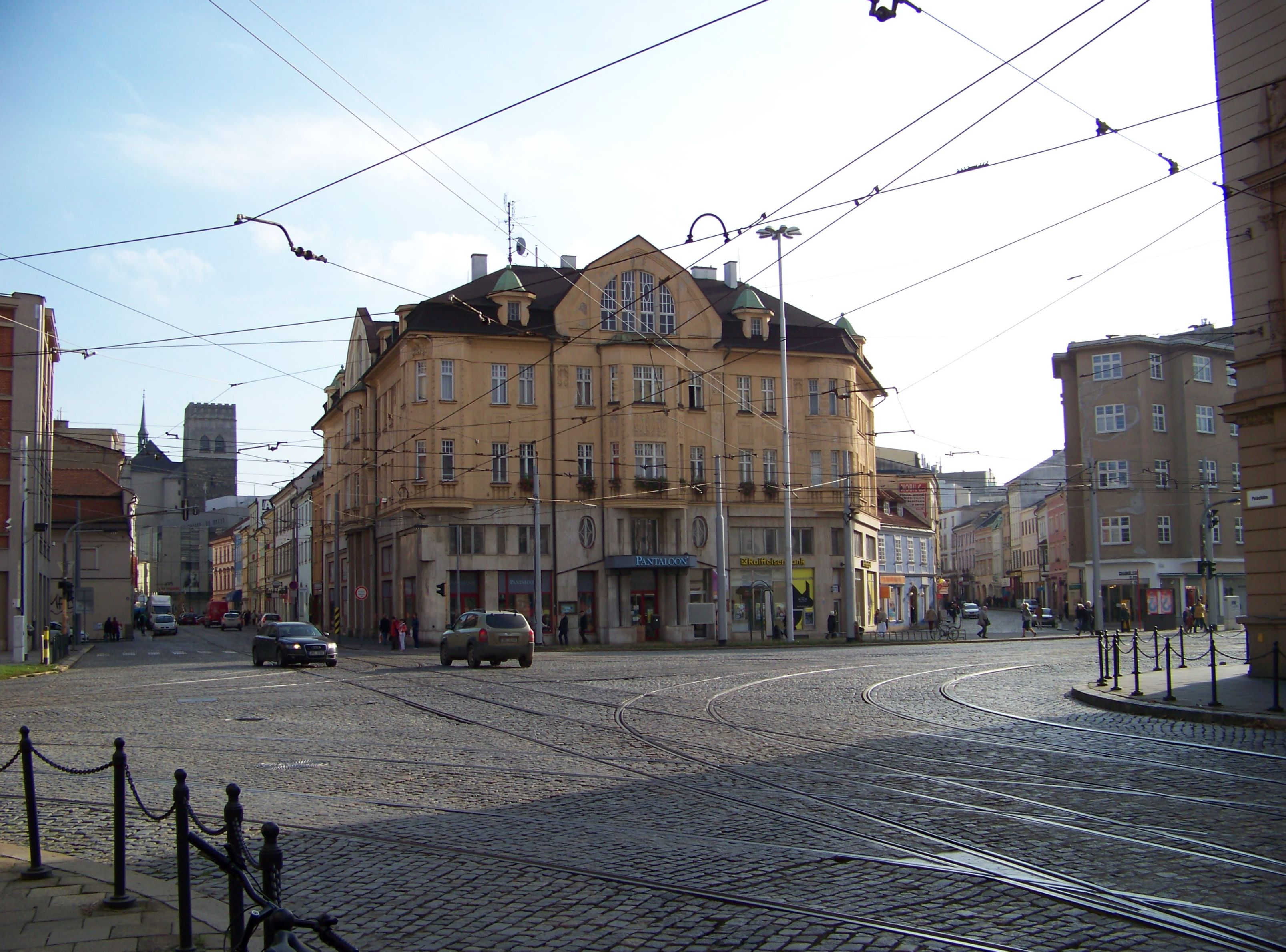
Secesní dům s kinem Edison

- Secesní dům s kinem EdisonVila arch. Jana Lošťáka - pozdně secesní stavba s romantickými prvky, ovlivněný anglickým typem rodinného bydlení (1920)
- Dům A. Kožušníka - Slovenská 6
- Městský dům - Panská 5, geometrizující secese
- Městský dům - 1. máje 9

## Moderní slohy 1. pol. 20. století

### Kubismus a Rondokubismus

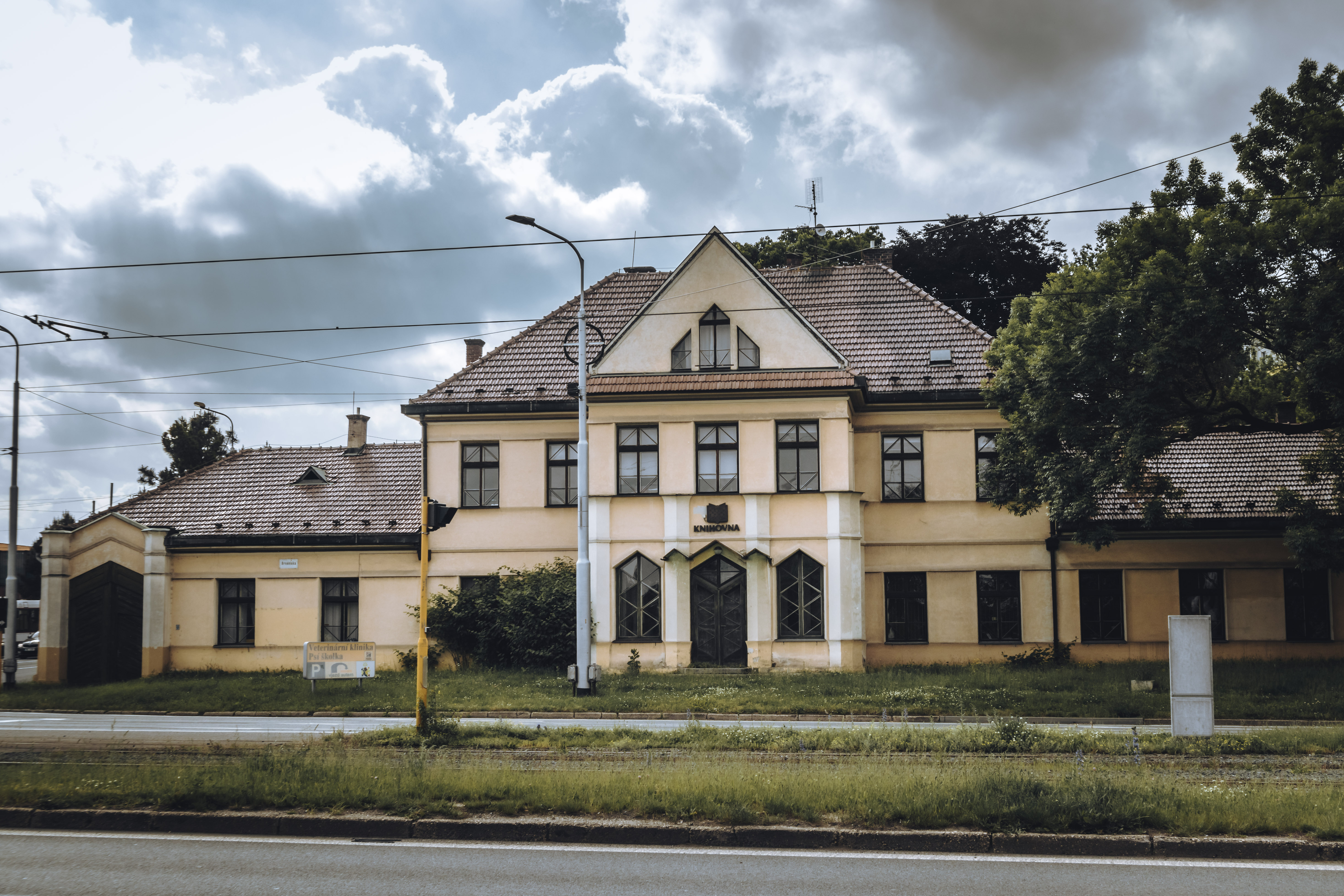
Vila Františky Lipčíkové

- Společenský dům manželů Donáhtových (MUO) - arch. J. Kováře st., kombinace neo-klasicismu a kubismu s reliéfy od Moritze Laua (1915-1920)
- Vila Františky Lipčíkové - Brněnská 80, arch. Rudolf Stockar, kubismus (1918–1919)
- Budova bývalé Moravskoslezské banky - Denisova 10, arch. Jaroslav Kovář starší, rondokubismus s freskami a sgrafity od Jano Köhlera (1922–1923)
- Obytný komplex - kpt Nálepky 4 a 6, Dukelská 19 a Wanklova 14, rondokubismus (1925)

### Neoklasicismus a Monumentalismus

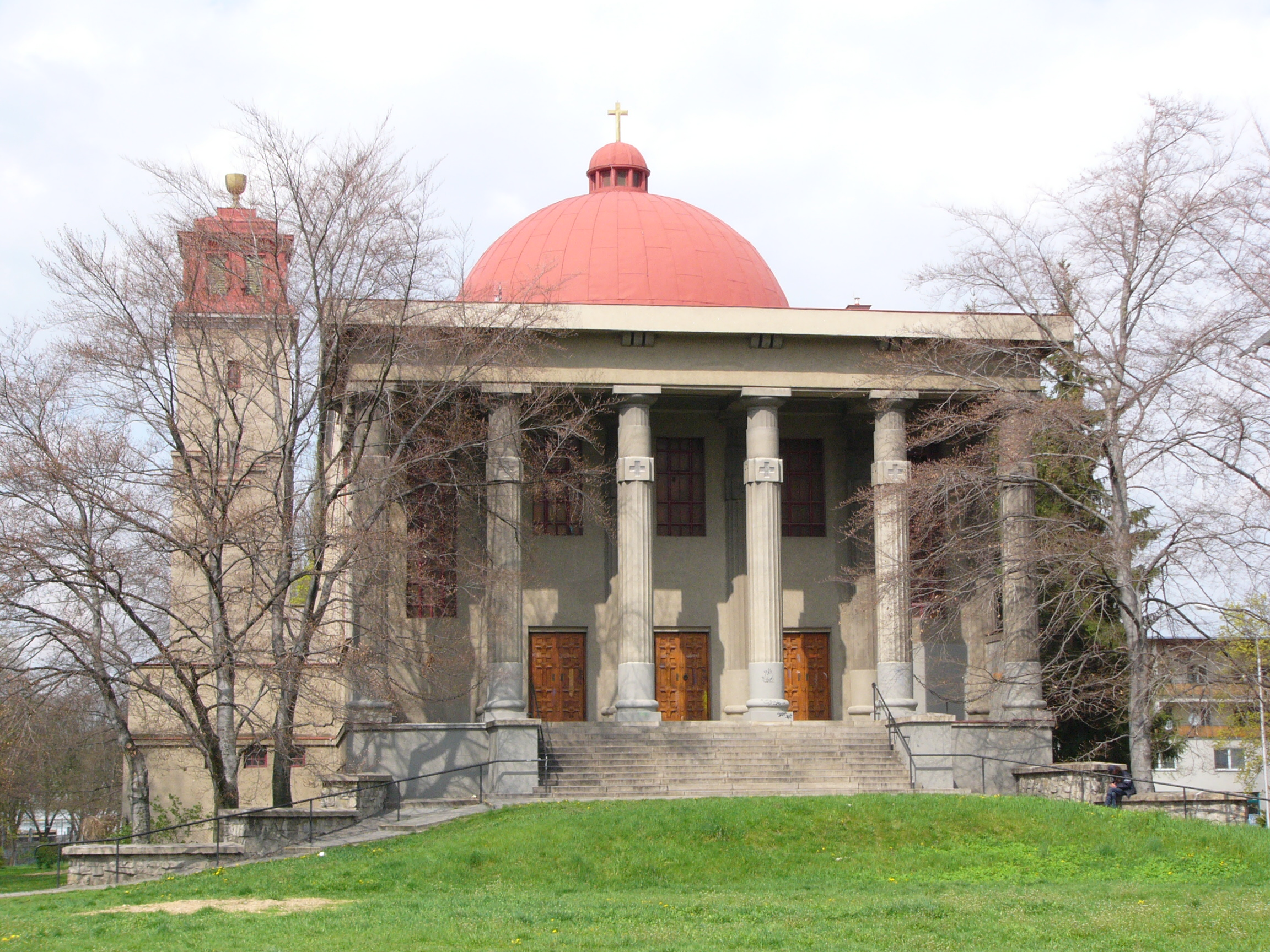
Husův sbor Olomouc

- Sbor Českobratrské církve evangelické - Husova ulice, arch. Otto Kuhlmann (1920)
- Husův sbor - arch. Huber Aust (1925–1926)
- Mauzoleum jugoslávských vojínů z první světové války - arch. Hubert Aust (1926)

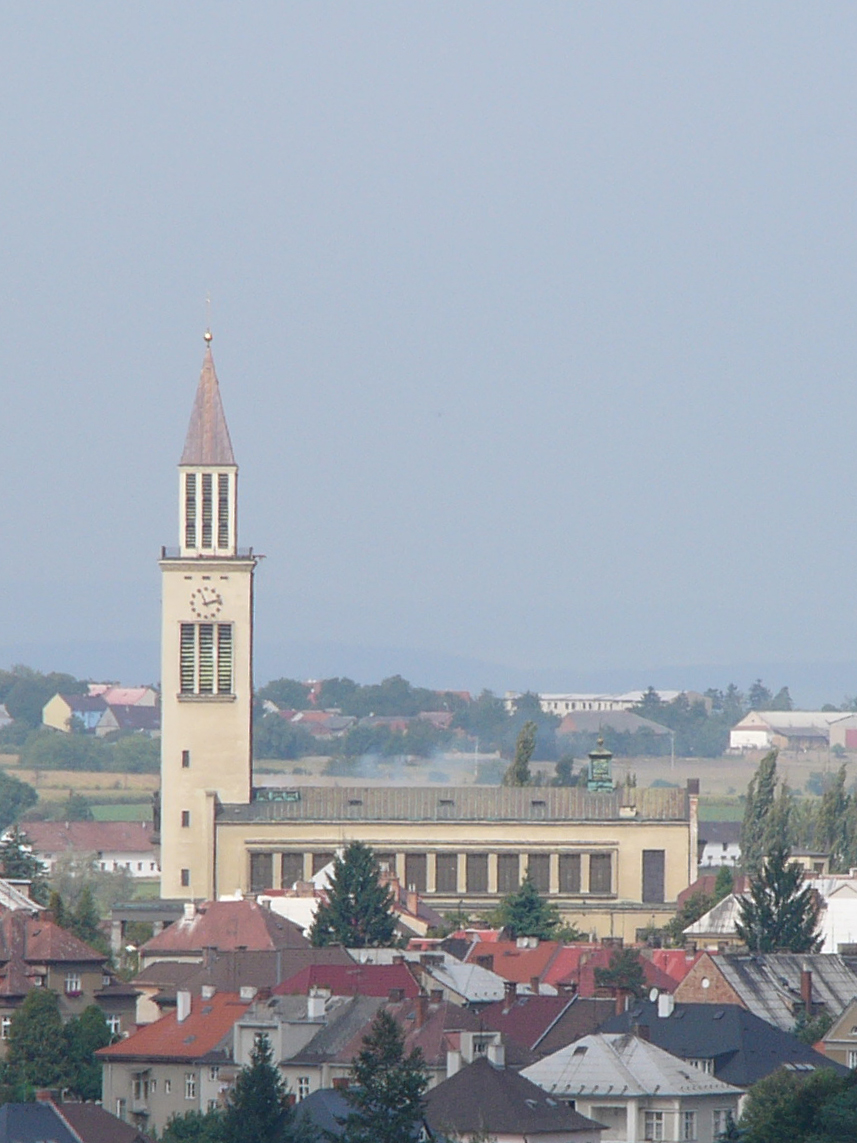
Kostel sv. Cyrila a Metoděje Olomouc-Hejčín

- Kostel sv. Cyrila a Metoděje Olomouc-HejčínKostel sv. Cyrila a Metoděje - Olomouc-Hejčín, arch. Ladislav Skřivánek (1929-1932)
- Vila Otto Zweiga - tř. Spojenců 16, arch. Franz Kuhn, neoklasicismus (1931-1932)
- Vila Camilly a Josefa Krausových a Franze Bruckmanna - Vídeňská 14, arch. Hans Stratil, sloh konstruktivní neoklasicismus (1932)
- Vila Hanse a Else Stratilových - Čajkovského 17, arch. Hans Stratil, neoklasicismus (1933)
- Hlavní nádraží Olomouc - arch. Antonín Parkman (1936)
- Okresní úřad (dnes poliklinika) - tř. Svobody 32, arch. Klaudia Madlmayer (1937)
- Sborové velitelství (dnes Pdf UP) - Žižkovo náměstí 5, arch. Klaudia Madlmayer (1938)

### Modernismus 20. a 30. let 20. století
- Vila Julia Pelikána - Na vozovce 21, arch. Josef Štepánek, ovlivněná neoplasticismem (1924–1925)

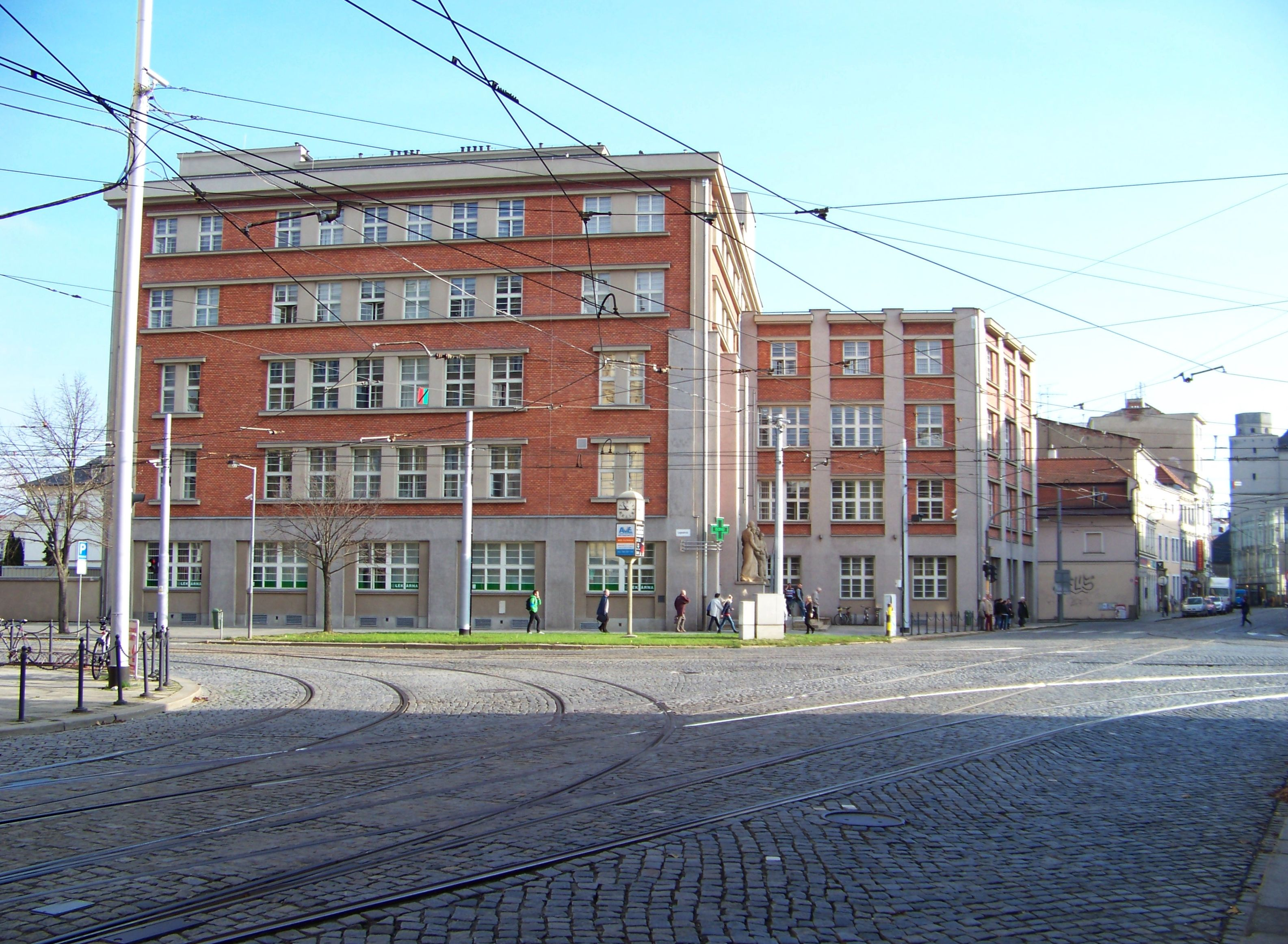
Okresní nemocenská pojišťovna (dnes poliklinika SPEA)

- Okresní nemocenská pojišťovna (dnes poliklinika SPEA)Okresní nemocenská pojišťovna (SPEA) - náměstí Národních Hrdinů 2, arch. Jindřich Kumpošt (1925–1927)
- Vila Vladimíra Müllera - Černochova 6, arch. Paul Engelmann, ve stylu loosovského purismu (1927)
- Vila Wilhelma Giebela - Na Šibeníku 26, arch. Karl Fischer, ve stylu nové věcnosti s romantizujícími tendencemi (1928)
- Vila Ferdinanda Kšíra - Na Vozovce 19, Příklad kultivované moderní architektury 20. let 20. stol.
- Vila Roberta Schneidera - Černochova 10, arch. Berty Vojtěch Ženatý, typizovaný rodinný dům amerického stylu (1930–1931)
  - Ve stejném stylu, ale v jiné podobě i vila Vlkova 185/16 a Na Struze 97/3
- Dům Pozemkového ústavu - Horním náměstí 11, arch. Klaudius Madlmayr (1932)

### Funkcionalismus
- Husův sbor v Olomouci-Hodolanech - (1926-1927)
- Krematorium na Ústředním hřbitově Olomouc-Neředín - arch. Alois Šajtar (1931–1932)
- Obchodní dům Baťa - Riegrova 1, arch. Vladimír Karfík (1931-1932)

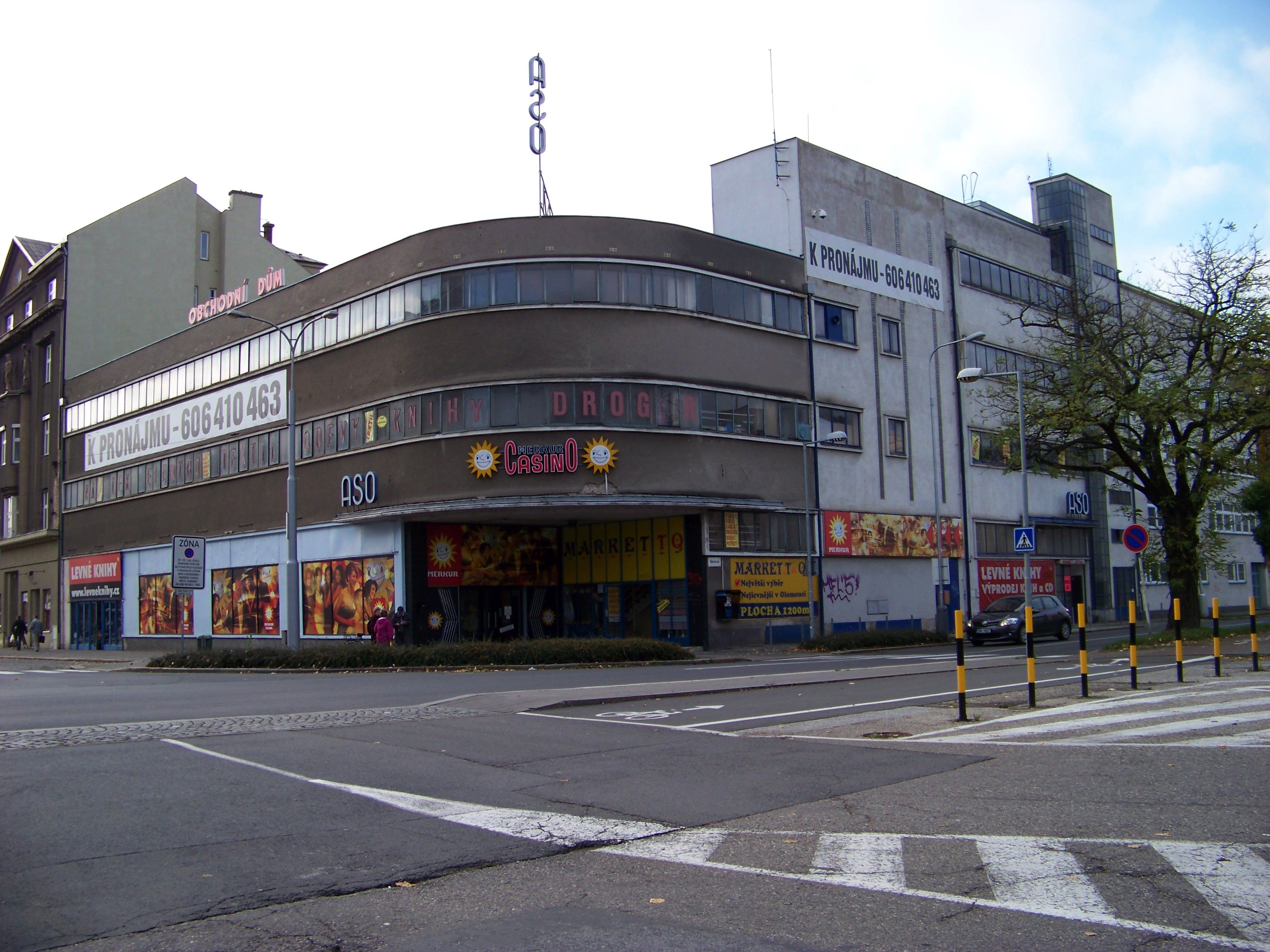
Sklad obchodní skupiny ASO (dnes po rekonstrukci)

- Sklad obchodní skupiny ASO (dnes po rekonstrukci)Administrativní a skladištní budova ASO - Legionářská 7, arch. Bohumír F. A. Čermák (1931–1935)
- Vila Josefa Andera - Dvorského 36, arch. Bohumír F. A. Čermák (1933 - 1934)
- Vila Pauly a Hanse Briessových - Na vozovce 12, arch. Jacques Groag (1933-1935)
- Vila Rudolfa Seidlera - Václavkova 2, arch. Jacques Groag (1935)

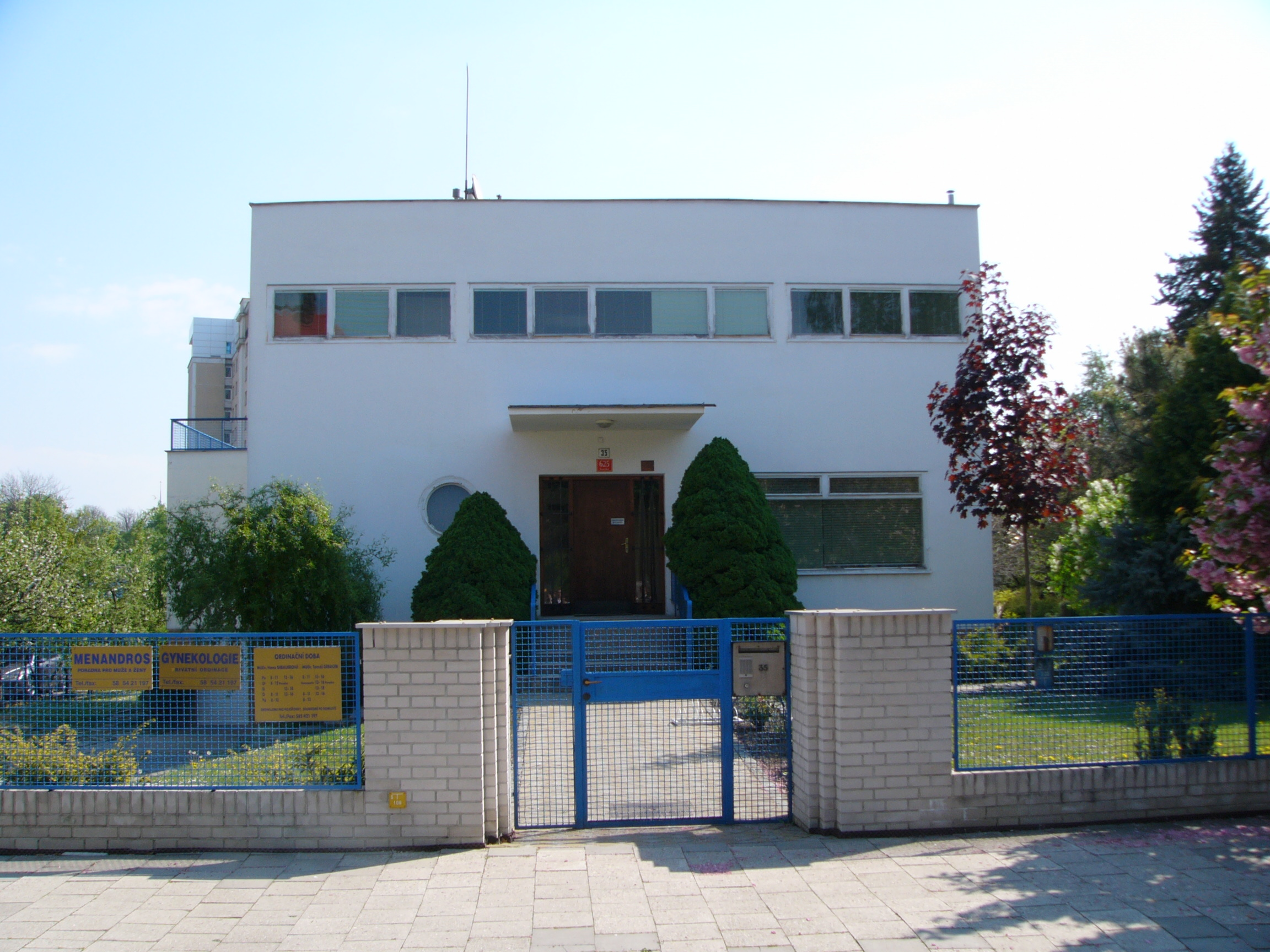
Nakládalova vila

- Nakládalova vilaNakládalova vila - Polívkova 35, arch. Lubomír Šlapeta (1936)
- Vila Františka a Ludmily Kousalíkových - Na vozovce 33, arch. Lubomír Šlapeta (1936)
- Nájemní vila rodiny Handlových - Žilinská 20, arch. Lubomír Šlapeta (1938)
- Obchodní dům ASO - arch. Bohumír F. A. Čermák (1938-1939)
- Sbor Prokopa Holého v Olomouci-Černovíře - arch. Jan Komrska (1938–1940)

## Architektura 2. pol. 20. století

### Socialistický realismus (Sorela) a výstavba 50. let
- Sídliště n. p. Báňské a hutní společnosti – Matuchova 4, 6, 8, 10, 12, 14, 16 18 a Erenburgova 34, 36, 38, 40, 42 (1948)
- Sídliště 1. pětiletky – Norská (1951)
- Obytný ansámbl Kreml – Milady Horákové 19, 21 a 23, Kaštanová 16 a 27, Kpt. Nálepky 11 a 13, Charkovská 4, 6 a 8 (1952)
- Obytný ansámbl Wolkerova (levá strana ulice)Výškový bytový dům s Vodojemem na I. P. PavlovaBrutalistický OD Prior OlomoucObytný ansámbl Wolkerova – (1954)

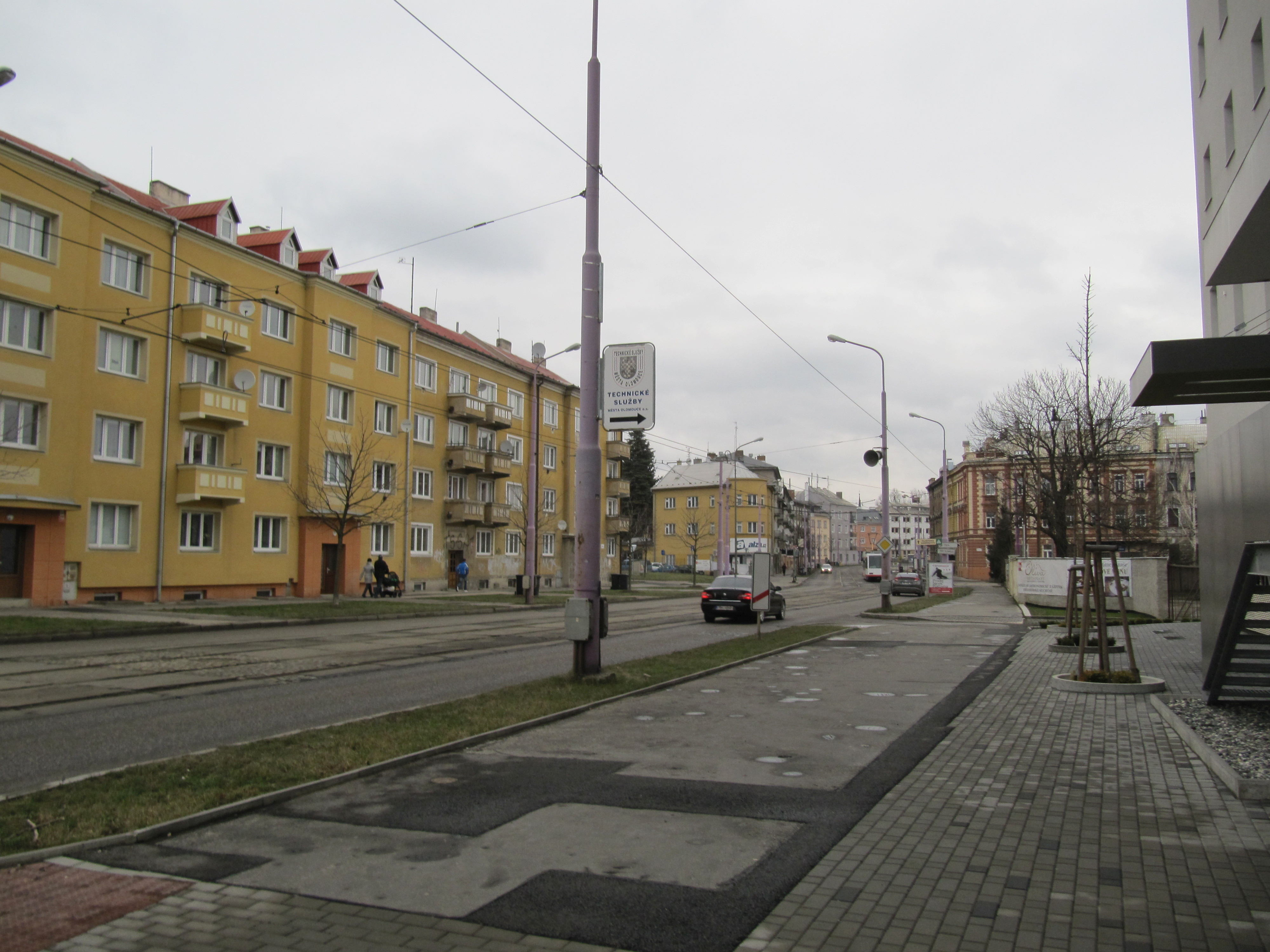
Obytný ansámbl Wolkerova (levá strana ulice)

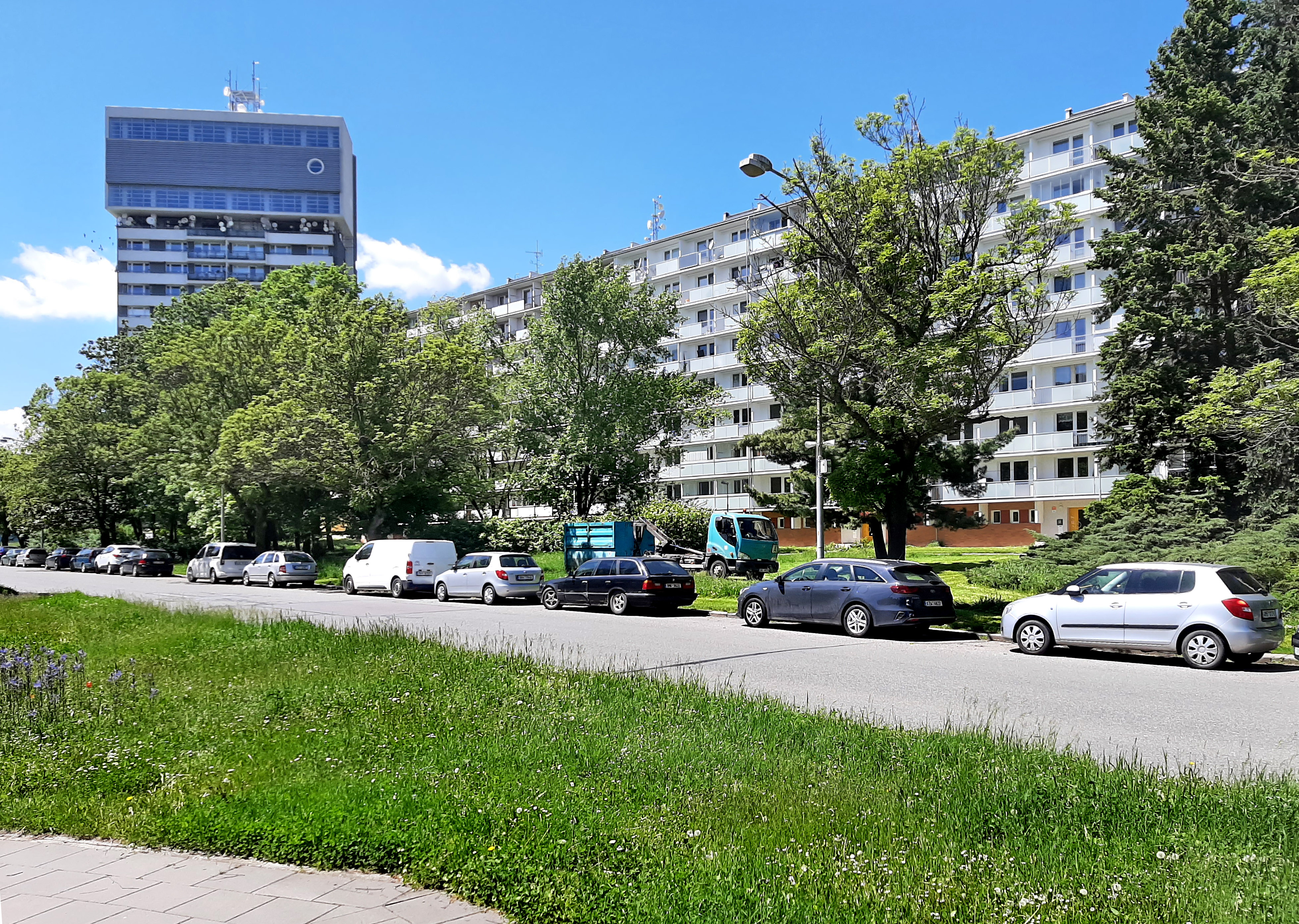
Výškový bytový dům s Vodojemem na I. P. Pavlova

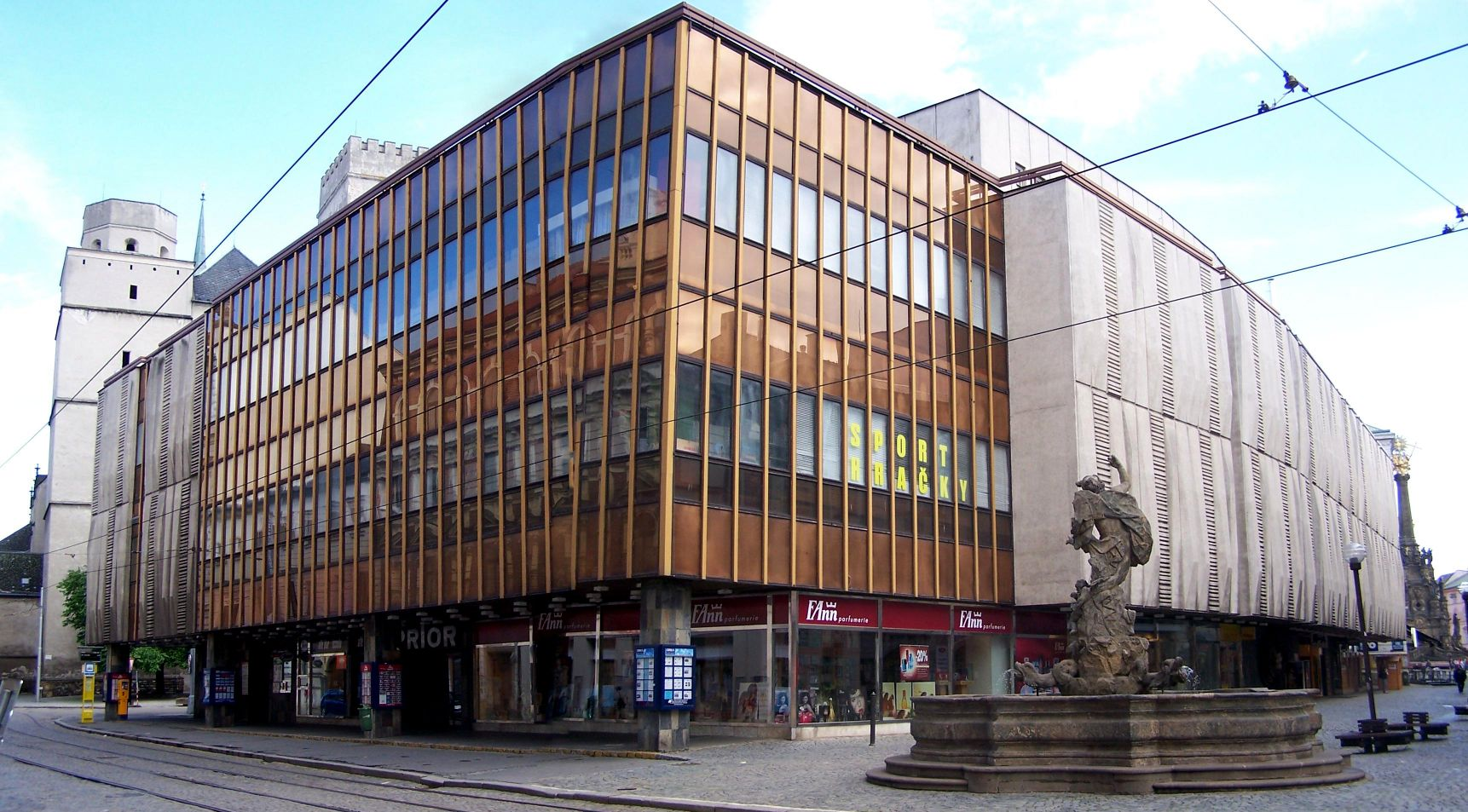
Brutalistický OD Prior Olomouc

- Komplex Moravstav – Blanická 19 (1954)
- Bytový komplex Dvořákova – (1954)
- Gymnázium Hejčín – (1956)
- Bytový komplex Ladova – (1958)
- Panelový dům G40-1 první v Olomouci s prvky Socialistického realismu – Vejdovského 1 a 3, Božetěchova 4 a 6 (1958)
- Bytový komplex s Černým domem, konec Masarykovy ulice – Masarykova tř. 47-60 a Jeremenkova 30 a 32 (1959)
- Teoretické ústavy Lékařské fakulty UP – arch. Jiří Kroha a Václav Roštlapil (1950–1961)
- Umělecká architektonická díla
  - Přestavba olomouckého orloje podle návrhu Karla Svolinského
  - Památník Rudé armády v Čechových sadech z roku 1945 – pravděpodobně první stavba socialistického realismu v Česku.
  - Pomník Lenina a Stalina na bývalém náměstí VŘSR (dnešní Palachovo náměstí) na místě někdejší synagogy – odstraněn v roce 1990
  - Úpravy interiéru hlavního nádraží se sgrafitem Wilhelma Zlamala (1960)

### Bruselský styl a Neofunkcionalismus
- Hotelový dům s malometrážními byty – arch. trio T. Černoušek, K. Dolák a J. Zrotal (1963)
- Pavilony A (před modernizací), E, G a H – arch. Petr Brauner, bruselský styl (1973)
- Věžový panelový dům s vodojemem na ulici I. P. Pavlova (výška 59,10 m) – arch. Petr Brauner (1973)
- Budova ředitelství Jednoty na tř. Svobody – (1974)
  - dnes prochází radikální přestavbou na byty

### Brutalismus
- Obchodní dům Prior na ulici 28. října – arch. Jan Melichar (1972–1982)
  - dnes po modernizační přestavbě zachována pouze jižní strana

### Postmoderní architektura a 90. léta
- Hotel Gemo na Třídě Svobody – arch. Petr Brauner, postmoderna (1994)
- Správní budova povodí Moravy – arch. duo Hrůša a Pelčák, styl české přísné architektury (1995)
- Obytný dům Pyramida na Okružní ulici – studio Artera ateliér, postmoderna (1999)
- Nástavba teplárny Olomouc – arch. Petr Brauner, futurismus (1999)
- Finanční úřad a obytný dům na Lazcích – arch. Petr Brauner (1999)
- Přestavby 90. let
  - OD SENIMO
  - Café Mahler
  - Obchodní pasáž Horní nám. a tř. Svobody

## Architektura 21. stol. (současnost)

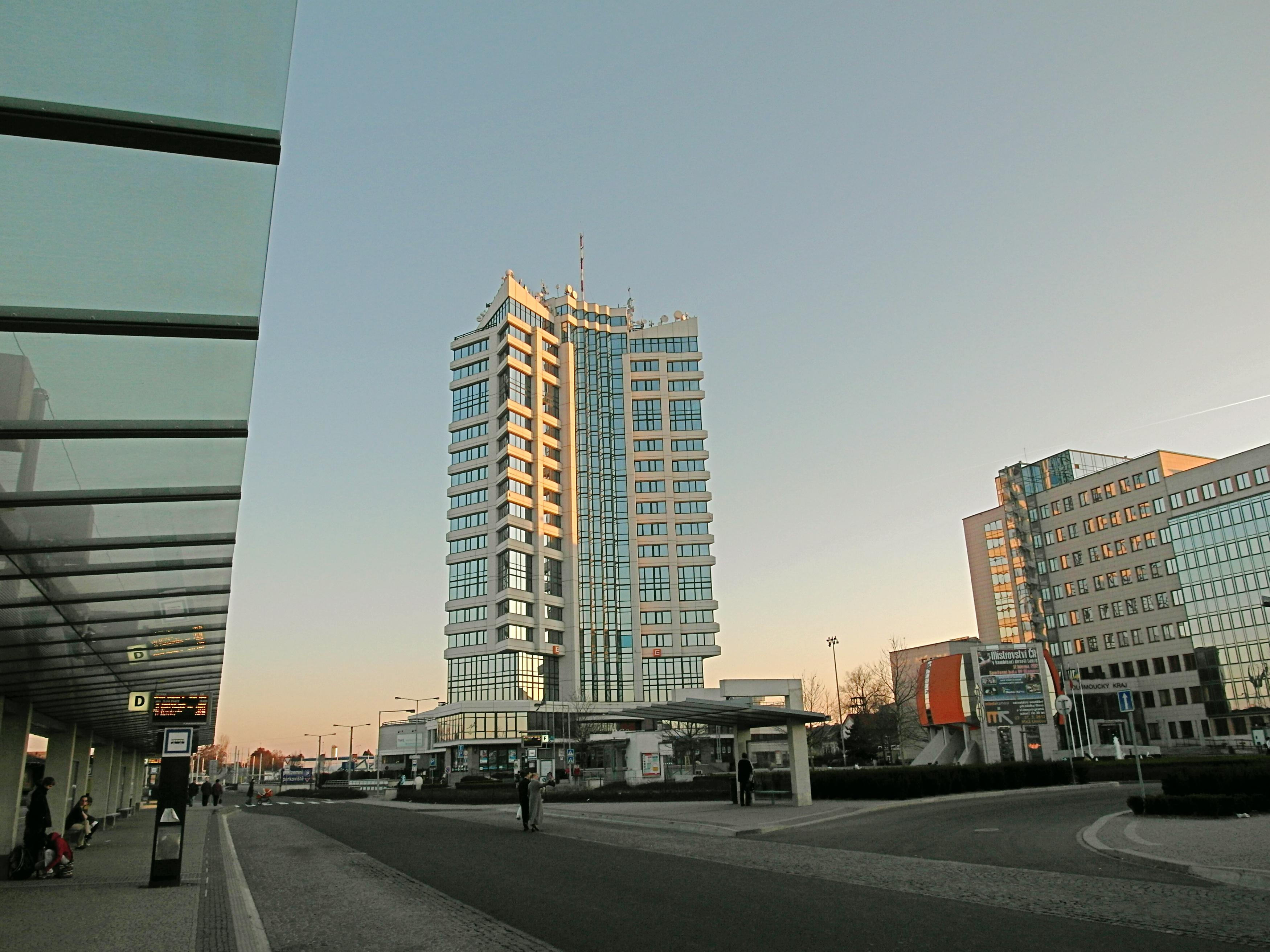
Regionální centrum Olomouc

### Architektura nového milénia
- Komplex RCO - arch. Stavoprojekt Olomouc a. s. (2003)
- Polyfunkční dům „Ušák“ - ateliér BONMOT, pozdní postmoderna (2004)

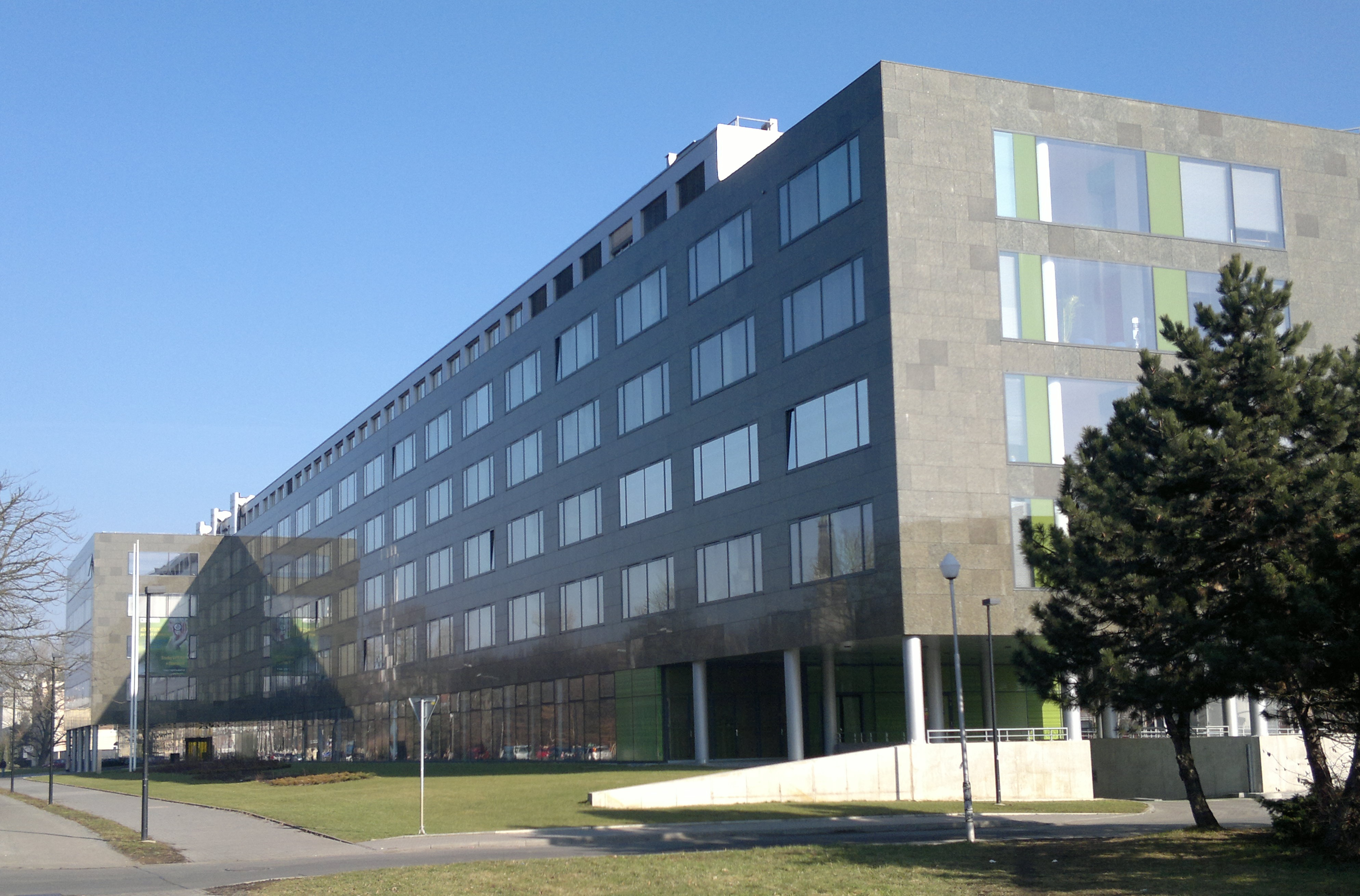
Přírodovědecká fakulta UP Olomouc

- Přírodovědecká fakulta UP OlomoucPřírodovědecká fakulta UP Olomouc - studio M1 architekti (2006)
- Centrum ekologických aktivit Sluňákov - Projektil Architekti (2006)
- Vila na Sile - studio C+HO_aR (2007)
- Pobočka Krajského soudu v Ostravě - studio Ateliér-r (2007)

### Architektura současnosti

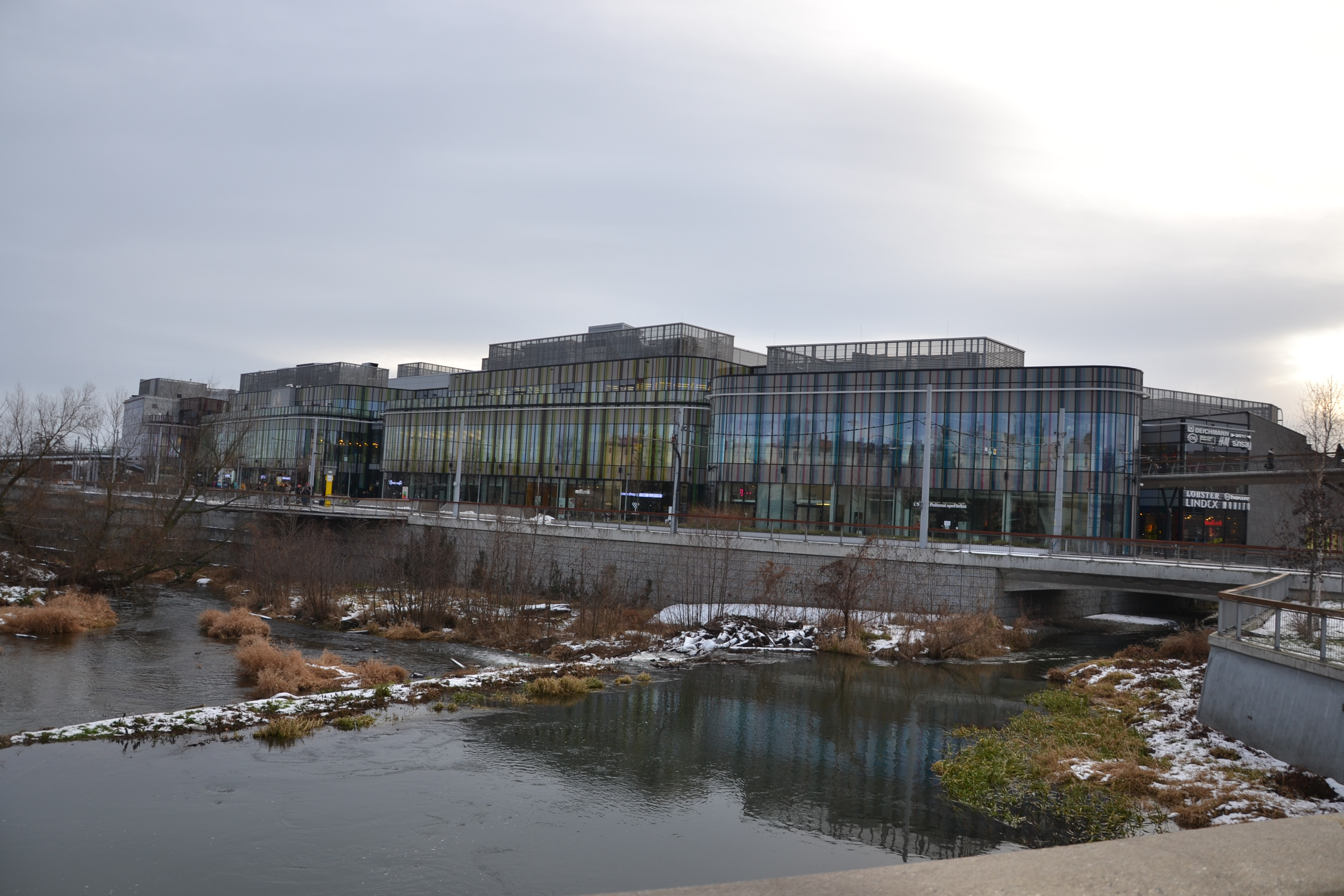
OC Šantovka

- OC ŠantovkaUrbanistický projekt Šantovka District od společnosti Redstone
  - Obchodní centrum Šantovka - britské studio BENOY (2013)
  - Envelopa Office Center - studio Acht (2019-2021)
  - Bytový komplex Šantovka Living - studio STOPRO (2023-2025)
  - Multifunkční areál Šantovka District - britská kancelář StudioN (2024-2026)
  - Nerealizovaný projekt Šantovka tower - britské studio BENOY (neznámé zahájení)
- BEA centrum OlomoucUrbanistický komplex BEA

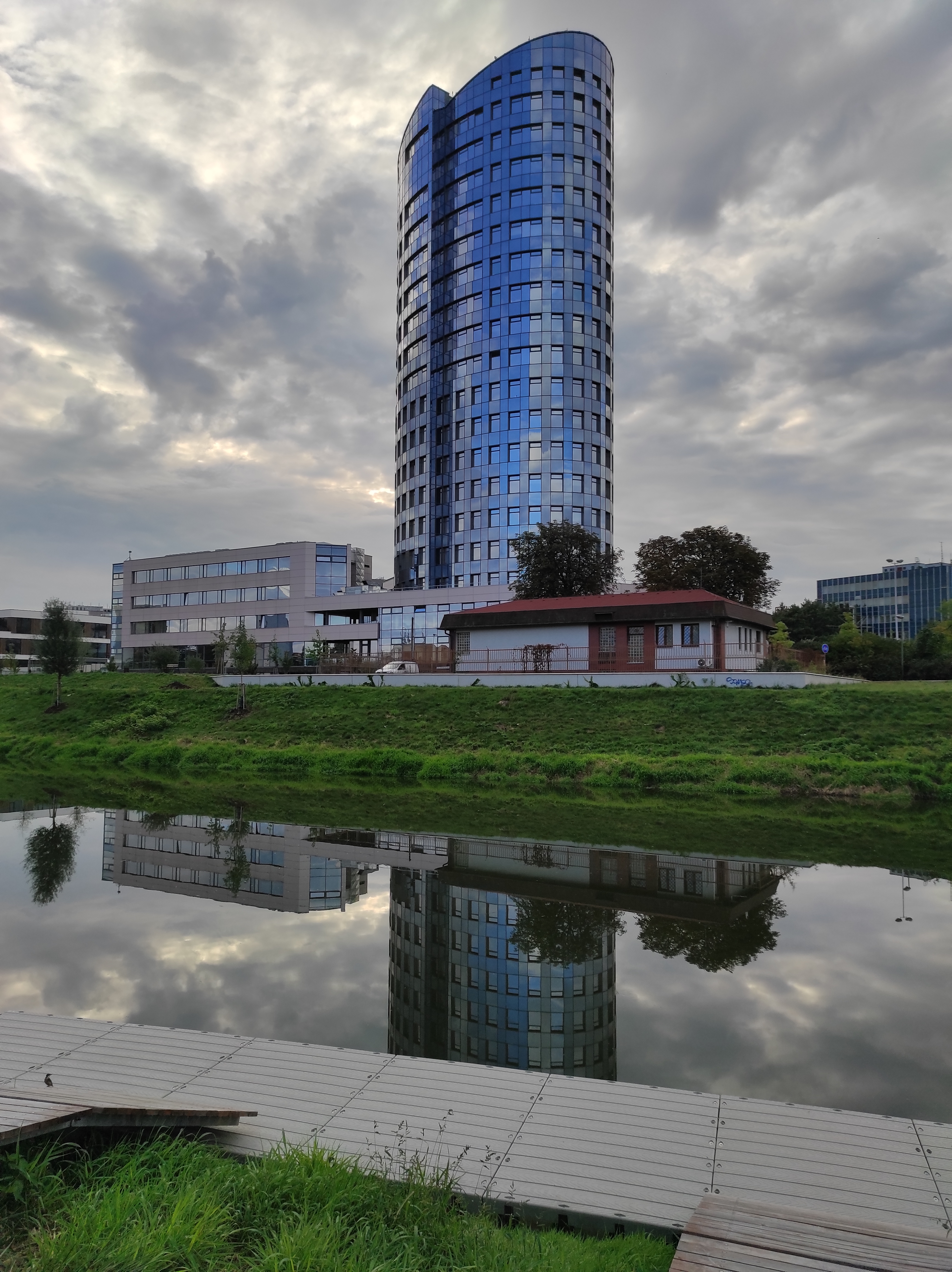
BEA centrum Olomouc

  - Výšková budova BEA - arch. Ladislav Opletal (2010-2013)
  - BEA campus - Alfaprojekt Olomouc (II. etapa 2022, III. etapa 2023, IV. etapa 2024)
- Projekty FNOL a UP
  - Ústav molekulární a translační medicíny při FNOL - Ateliér-r (2010-2012)
  - Přístavba Pdf UP - Ateliér-r (2012-2013)
  - Dostavba Teoretických ústavů LF UP - H2O group (2013)
  - Aplikační centrum BALUO FTK UP - Ateliér-r (2014-2016)
  - Nová II. interní klinika FNOL - arch. Adama Rujbra (2020)
  - Nová budova pro LF a FZV UP - Ateliér Velehradský (2024-2026)
- Silo Tower - studio ZLAMAL (2014)
- Dostavba Slovanského gymnázia - Ateliér-r (2012-2013)
- Vila Park Tabulový vrch - CHYBIK + KRISTOF (2019-2025)
- Obnova Červeného kostela - ateliér-r (2023)
- Architektonicky zajímavé přestavby
  - CMTF UP Kateřinská 17 - ječmen studio (2019)
  - Masarykova 50 - MASPARTI (2021)
  - Výstavní sál v podkroví Arcidiecézního muzea Olomouc - Šépka architekti (2023)
  - Konverze obchodního domu na budovu Českého rozhlasu Olomouc - ATELIER 38 s.r.o. (2022)
  - Vila Wellnerova 19 - StudioPAB (2021)
  - Telegraph - ječmen studio (2021)
  - Úprava klášterní kaple Mariánská 11 - Vojtěch Jemelka a Jan Mléčka (2015)

## Lidová a regionální architektura
- Kostel Panny Marie Pomocnice dostavěný roku 1907 v Jiráskově ulici v Olomouci-Hodolanech (obrázek)
- Dřevěná zvonička z roku 1920, přenesena 1969, nahrazena replikou 2019 (Bezručovy sady)

- Rodinný dům Jana Mišauera z roku 1939 v ulici Skřivánčí 23, architekt: Lubomír Šlapeta
- Vila Bohumíra Dvorského z let 1948–1949 v ulici Dvorského 1, Olomouc – Svatý Kopeček, architekt: Karel Dudych

## Seznam dalších významných staveb

### zajímavé Paláce a domy
- Dům Leo Falla (Denisova č. 35, č. p. 291)
- Dům U zlatého rytíře (Denisova č. 17)
- Dům U Sedmi Ďáblů (Denisova č. 7)
- Dům U zlaté štiky (Horní náměstí)
- Dům Petra Pino (Horní náměstí 15, Školní ul. 2)
- čtvrtý poštovní dům (Horní náměstí 18)
- císařská pošta (Horní náměstí 26)
- první poštovní dům z roku 1589 (Riegrova ul. č. 19)
- Dům Lípy slovanské (Riegrova ul. č. 33)
- Spannerův dům (ul. 8. května 22)
- budova pěveckého spolku Žerotín z roku 1928 (Sokolská 17)
- bývalý kupecký dům s arkádami a malovanými trámovými stropy v patře (Dolní náměstí 7)
- třetí poštovní dům „U žlutého lva“ (Dolní náměstí 34)
- tři bývalé kupecké domy z 15. století (Dolní náměstí 2, 3 a 4)
- Žerotínův dům či Žerotínský palác, později městské purkrabství (Purkrabská 2)
- bývalý jezuitský seminář z roku 1720, dnes Cyrilometodějská teologická fakulta UP (Univerzitní náměstí 1)
- vikářský dům Ignáta Wurma z 18. století (Wurmova ul. 1)

- část budovy Mořických kasáren z 2. poloviny 18. století (Zámečnická 3)
- bývalá občanská beseda (Dolní náměstí 29, dnes banka)

### Filmové záznamy
- Šumná Olomouc (1996)
- film Bloudím (2006)